# Cathédrale Notre-Dame du Havre
Vous lisez un « bon article » labellisé en 2010.
Cette  cathédrale n’est pas la seule cathédrale Notre-Dame.
La cathédrale Notre-Dame du Havre ou cathédrale Notre-Dame-de-Grâce (anciennement la chapelle Notre-Dame-de-Grâce, la chapelle Notre-Dame du Havre-de-Grâce puis l'église Notre-Dame du Havre-de-Grâce) est la principale église de la ville et le siège du diocèse du Havre. Après la succession de plusieurs édifices très modestes, l'actuelle église fut édifiée pour l'essentiel du dernier quart du XVIe siècle jusqu'au deuxième quart du XVIIe siècle. Elle mêle différents styles architecturaux, notamment le gothique flamboyant, le style Renaissance, le baroque et le classique.
Principale église du Havre, elle devient un lieu important de la vie locale, recevant les donations de la population, de la municipalité et du roi. Elle subit aussi les différents conflits que la ville traverse avec parfois de graves dégâts, avec les bombardements du port pendant les XVIIe et XVIIIe siècles, ainsi que pendant la Révolution. Mais le plus important événement destructeur eut lieu pendant les bombardements du 5 septembre 1944 qui endommagèrent fortement l'édifice, causant sa destruction partielle.
Auguste Perret décida de sauver l'église et de l'inclure dans son plan de centre-ville presque complètement reconstruit, classé au Patrimoine mondial de l'UNESCO le 15 juillet 2005. Après plusieurs décennies de reconstruction et de nombreuses restaurations, l'état de l'édifice nécessite encore aujourd'hui d'importants travaux. L'église est élevée au rang de cathédrale depuis la création du diocèse du Havre, le 6 juillet 1974 par Paul VI.
La cathédrale fait l’objet d’un classement au titre des monuments historiques depuis le 10 février 1919.

## Histoire

### Les premières constructions
Plusieurs églises se succèdent sur le site actuel de la cathédrale. Mais avant même la fondation de la ville du Havre les alentours sont déjà peuplés et plusieurs localités existent, comme Saint-Denis-en-Caux, Ingouville. Cependant une de ces anciennes localités longtemps oubliées est décisive quant à l'histoire locale et la religiosité qu'elle imprègne les habitants locaux: le village de Leure.

#### Aux origines du Havre-de-Grâce et de l'église Notre-Dame: tradition d'un culte marial local ancien

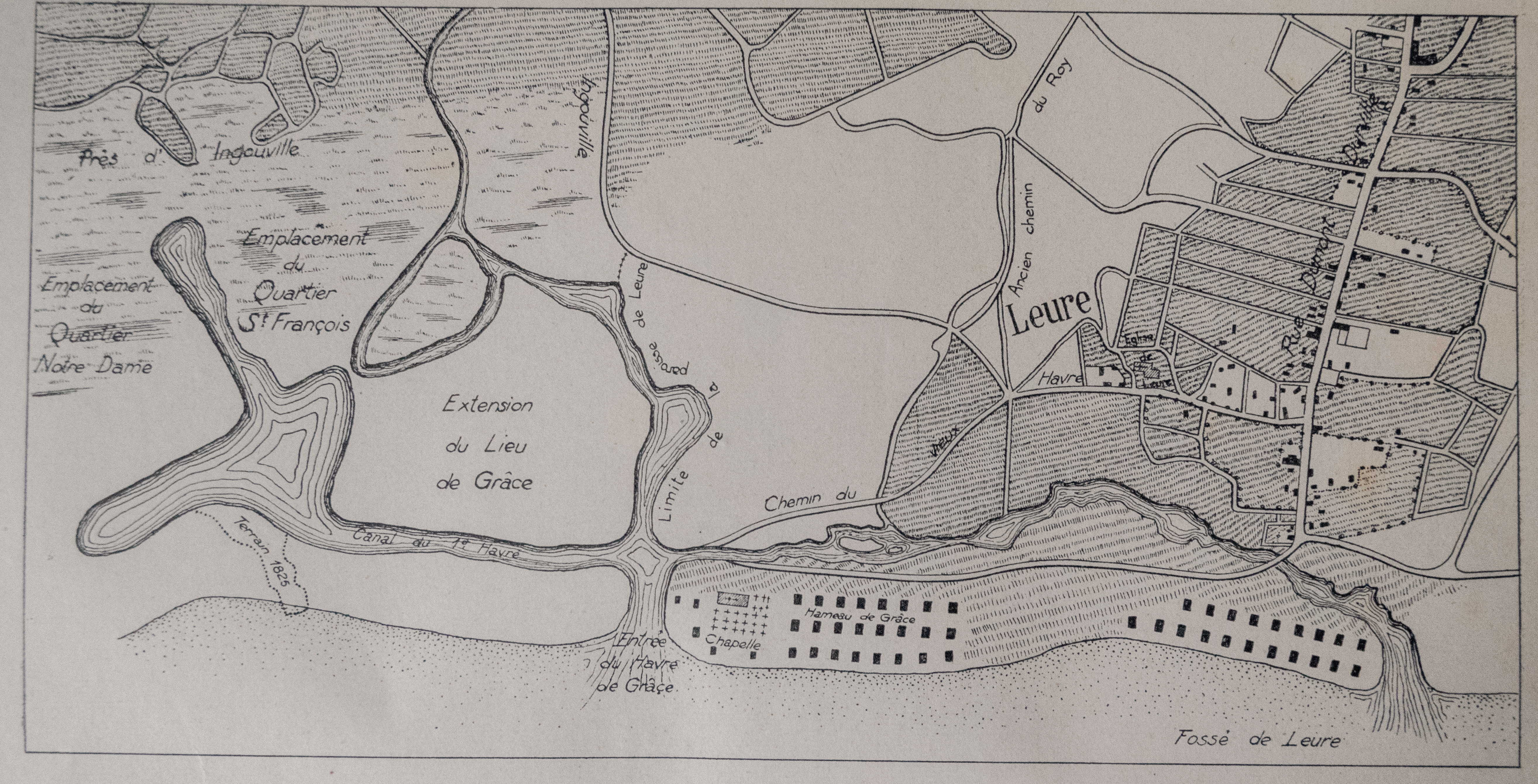
Plan du village de Leure, le Hameau de Grâce, le Lieu de Grâce et emplacement de la chapelle Notre-Dame-de-Grâce par Alphonse Martin.

Avant même l'existence du Havre et de ce qui allait devenir la cathédrale Notre-Dame du Havre, les marais et les rivages sur lesquelles la ville est fondée en 1517 et ses alentours étaient déjà habités.
En 1054, l'église Saint-Nicolas de Leure et le village sont mentionnés pour la première fois. Alors que le village se développe, un port est aménagé afin d'abriter les navires dans le havre avant le plus grand port d'Harfleur. Le village s'agrandit vers l'ouest avec un hameau dans lequel une chapelle Notre-Dame de Grâce est bâtie.
L'histoire de cette chapelle est très mal connue, mais elle est mentionnée dans une charte de Philippe le Bel, rédigée en décembre 1311, qui autorise la construction de fonts baptismaux de la chapelle annexe "de la Bienheureuse Marie sise dans ce dit havre", ainsi que d'un cimetière autour de la chapelle, ce qui montre la présence d'une population dynamique.
Alphonse Martin affirme que ce dynamisme enrichit la population locale, en s'appuyant sur des anciennes pierres tombales de l'église Saint-Nicolas qui étaient conservées au Musée des Beaux-Arts du Havre (aujourd'hui dans les Musées historiques du Havre), tout en disant que la chapelle Notre-Dame de Grâce devait être de style ogival primitif et qu'une certaine richesse y était aussi apparente. Cependant aucune preuve archéologique ne provient de cette chapelle.
L’édifice se trouvait juste à l'est de l'emplacement de la fondation du Havre, dans ce qui devait être le quartier des Barres jusqu'avant 1562. Le village de Leure subit plusieurs catastrophes militaires, en pleine guerre de Cent Ans (juin 1360), mais l'érosion des côtes était une force encore plus destructrice. En 1369 une partie du cap de la Hève s'effondra, avec une partie de Chef-de-Caux, ce qui accéléra l'érosion des côtes au nord de la baie de Seine.
Le hameau, son port et la chapelle Notre-Dame-de-Grâce disparurent à la fin du XIVe sans que la chronologie des événements soit connue. Georges Priem avance la date de 1419 quant à la disparition de la chapelle, mais sans plus de précisions. Quoi qu'il en soit, la chapelle Notre-Dame-de-Grâce et son hameau souvent désigné de "havre" donnèrent leur nom aux marais alentour qui devinrent le "Lieu de Grâce". Ce nom devint ensuite celui du port (ou havre) puis de la ville Françoise de Grâce, qui s'appela plus simplement le Havre-de-Grâce,.
Ce passage historique où une chapelle ayant pour patronage Notre-Dame-de-Grâce donne son nom à un lieu-dit fait écho à Notre-Dame-de-Grâce d'Honfleur, sur la commune d'Équemauville (c'est-à-dire de l'autre côté de l'estuaire, juste en face du village de Leure et de son hameau de Grâce), qui donne le nom de Plateau de Grâce et de Côté de Grâce à la route qui relie Honfleur à la chapelle.
C'est l'histoire de cette chapelle qui donne une tradition de culte marial, notamment chez tous les professionnels de la mer (marins et pécheurs). Ce culte se développa autour de l'estuaire, et apparaît d'abord une église paroissiale Notre-Dame à Sainte-Adresse, peut-être au XIIIe siècle (à une période contemporaine de Notre-Dame-de-Grâce du village de Leure), en parallèle du culte de Notre-Dame-de-Grâce à Équemauville, qui existait encore au début du XVIe siècle, car la conduite qui alimentait la ville du Havre en eau potable passait le long de l'église Notre-Dame de Sainte-Adresse.
Cette église disparut pendant le siècle suivant, alors que l'érosion du littoral fit disparaître l’église et une partie de Sainte-Adresse. Encore, à l'est du village de Leure une chapelle Notre-Dame-des-Neiges fut bâtie,, et une dévotion à Notre-Dame-des-Flots est aussi rendue à Harfleur. Le point commun de ces autres lieux de cultes est la participation active du milieu des marins.
Ainsi lorsqu'en 1517 François Ier fonde le Havre-de-Grâce et que la nouvelle ville se développe, sous l'impulsion de la mémoire de l'ancienne chapelle Notre-Dame-de-Grâce,, et fort d'une tradition de marins locaux, la première chapelle que fait édifier Pierre de Roulins, le curé d'Ingouville, à la demande des habitants, reprit le vocable de Notre-Dame.

#### Les chapelles Notre-Dame du Havre: de l'humble«hangar»aux nécessités d’agrandissement d'une église

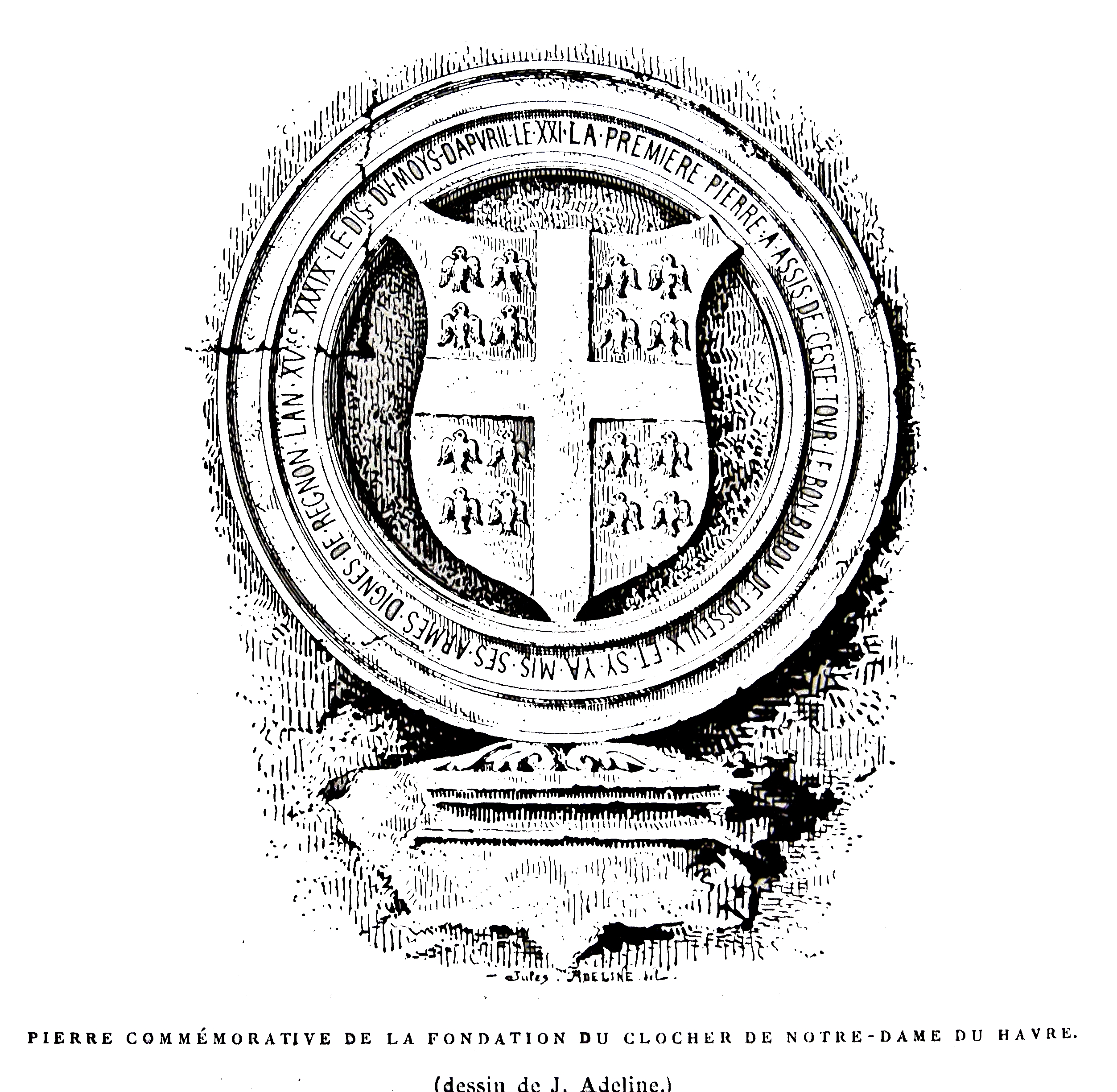
Reproduction de la première pierre de la tour.

Peu après la fondation de la ville, il est nécessaire de construire une chapelle pour les pêcheurs installés au niveau de la crique au bord de laquelle le port et la ville nouvelle se développent. Une petite chapelle en bois et toit de chaume est donc bâtie,, Notre-Dame I.
La tradition désigne Pierre Roulin, curé de la paroisse Saint-Michel d'Ingouville, comme fondateur de la chapelle Notre-Dame. L'abbé Cochet ne s'embarrasse pas pour nommer un fondateur dans son récit de fondation de Notre-Dame, où il mêle des éléments traditionnels de l'histoire de l'église Notre-Dame avec une proposition de récit très personnel et assez romantisé de la genèse de Notre-Dame, dans laquelle il semble confondre l'histoire de cette chapelle avec l'histoire de l'ancienne chapelle Notre-Dame-de-Grâce qui a disparu depuis environ un siècle.
Pourtant le nom de Jacques Vimont peut apparaître sur des vieilles listes, dès 1508. Il est difficile de savoir qui a réellement fondé la chapelle et quand. Certains chroniqueurs, repris par Marie Le Masson Le Goft, avancent que la chapelle Notre-Dame qui est sur le site de l'actuelle église existait déjà avant la fondation de la ville, sans la confondre avec la chapelle de Notre-Dame-de-Grâce de l'ancien hameau du village de Leure, citant d'anciens documents,qui n'existent plus aujourd'hui.
Alphonse Martin affirme, quant à lui, que la chapelle fut bâtie entre 1520 et 1524, juste avant le remblayage qui permit une première surélévation de la ville, afin qu'elle ne soit plus inondée lors des hautes marées (phénomène d'acqua alta). Jean Laignel suggère qu'elle fut bâtie dès la fondation du Havre, ce que Jean-Baptiste Lecomte reprend.
En tout cas cette chapelle primitive, en bois et en en toit de chaume, en forme de hangar, était régulièrement inondée lors des marées hautes. L'heure des offices était alors calculée par rapport aux marées, sinon le prêtre et l'assistance devaient terminer debout sur les bancs, et quitter la chapelle à dos de cheval ou dans une barque pour rester au sec,.
La nuit du 15 janvier 1525 la Male-Marée, une grande vague en temps de tempête, submergea la ville, faisant cent morts sur une population de six-cents habitants, et endommageant la ville. La chapelle est soit endommagée soit en partie détruite et doit être restaurée,. Après cet événement, la chapelle continue pour autant à connaître des problèmes d’inondations, ce qui pousse, en 1531, François Ier à faire construire une nouvelle chapelle, portée sur des piliers de pierre, Notre-Dame II ; à partir de ce moment les documents parlent "d'église" et non plus de chapelle. Mais il semble que cette église ne soit pas de bonne construction, et la petite taille de l'église devient un problème alors que la population augmente. Ainsi Jean de Marceilles fait améliorer et agrandir l'édifice avec plus de piliers en pierre, en 1536,.
Alors est nourri le projet d'une grande église. Pour aider l'exécution de ces nouvelles volontés, en 1538, François Ier fait don de 1 200 livres, via les revenus de l'abbaye Saint-Ouen de Rouen. Si la volonté est désormais de se doter d'une véritable grande église, au niveau institutionnel l'église semble être bloquée au statut de succursale de la paroisse Saint-Michel d'Ingouville.
En 1522, alors que la ville se développa, le sieur du Chilou agrandit la ville vers le nord en achetant des propriétés sur le territoire de la paroisse d'Ingouville, qui est sous le patronage du seigneur de Graville. Le 13 mai 1524 ce seigneur eut gain de cause par arrêt du Parlement de Normandie, laissant Notre-Dame sous la juridiction du curé d'Ingouville. D'ailleurs pendant cette période, les sacrements étaient uniquement donnés à l'église Saint-Michel d'Ingouville, sauf en cas d'urgence. En 1541, le roi décida d'intégrer les territoires litigieux au domaine royal pour qu'ils soient définitivement reconnus comme terre de la ville du Havre-de-Grâce, tout en dédommageant le seigneur de Graville en lui cédant une parcelle de la forêt des Hallates.
Cependant, la cure de Notre-Dame n'est pas retranchée de la dépendance de la paroisse de Saint-Michel d'Ingouville, bien que le roi de France soit reconnu comme patron de l'église Notre-Dame, que le diocèse considère Notre-Dame comme une église paroissiale. Si le curé est désormais automatiquement le curé de Notre-Dame et de la deuxième cure de la ville en formation (Saint-François), les sacrements sont maintenant tous assurés dans l'église.

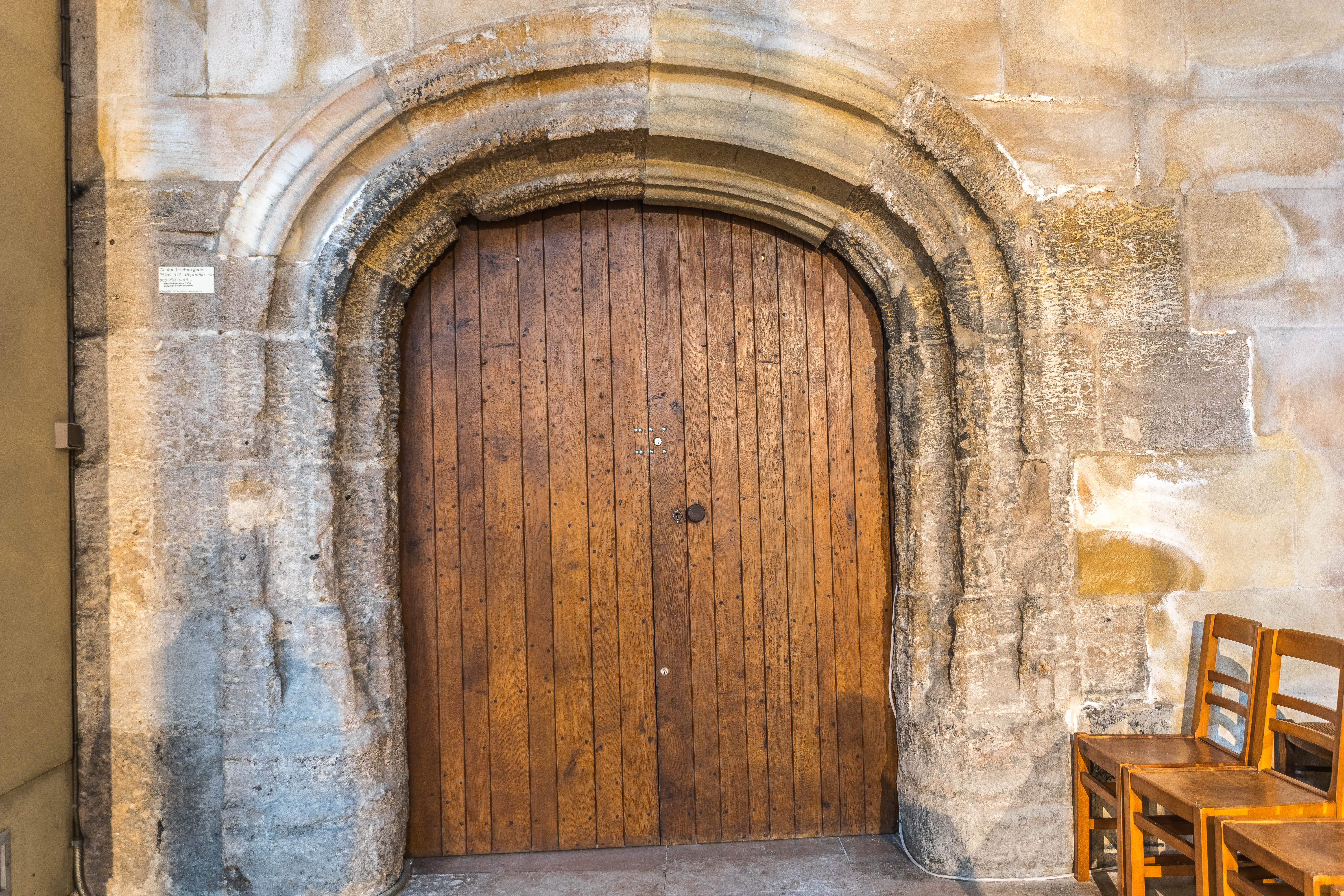
Portail du clocher, 1539.

L'église continue pendant ce temps sa mue. En effet, la donation du roi de France permet la construction d'une tour-clocher dont le chantier commence dès l'année suivante. Le 10 avril 1539, la première pierre de l'édifice est posée par le gouverneur par intérim de la ville, Claude de Montmorency-Fosseux,, dont les armoiries ornent ladite pierre. La tour est bâtie haute avec une flèche.
En terrasse on décida d'installer des couleuvrines, cette tour étant la plus haute de la ville, elle devient un point défensif stratégique. On y installe aussi un fanal pour guider les navires approchant le port. Nous n'avons pas de documents liés au chantier de la tour, mais lors de l'installation de l'horloge, en 1544, ainsi que la mise en place d'un carillon des heures, Raullin Picquot, maître maçon de "l'église de la ville", est payé 50 sols.
L'église Notre-Dame reçoit, en 1549, la visite d'Henri II et de Catherine de Médicis, deux médaillons commémoratifs sont créés pour orner l'édifice; comme le roi de France est le patron de l'église, ces portraits ne seront pas perdus et ils seront installés dans Notre-Dame III.
L'église interrompt sa mue à ce moment, car les conflits religieux se renforcent. Aussi, une part importante de la ville devient protestante, non pas en quantité, mais certainement les négociants donc parmi les plus riches de la ville, ce qui empêche de financer de nouveaux chantiers. D'ailleurs l'histoire de la ville va basculer vers un événement qui poussa une réponse des catholiques, avec un projet ambitieux pour l'église Notre-Dame.

### Les Guerres de Religion au Havre: de la crise à l'affirmation du catholicisme, la genèse d'une nouvelle église Notre-Dame du Havre
Le conflit s'accroissant, la ville est impliquée durement par les premiers épisodes des guerres de Religion, ce qui mène les catholiques à renforcer leurs positions, et l'église Notre-Dame est au cœur d'une restructuration de la société havraise.

#### Les premiers épisodes des guerres de Religion: saccage et réparations de Notre-Dame II
Dans les années 1550, les conflits religieux deviennent de plus en plus graves, surtout depuis le traité du Cateau-Cambresis et l'édit d'Écouen. La mort accidentelle d'Henri II et la montée en puissance des Guise sous le règne du jeune François II enveniment la situation. Au Havre, les huguenots deviennent plus influents, ce qui donne un coup d'arrêt aux projets de chantiers concernant les églises au Havre. Aussi l'amiral de Coligny, un des chefs huguenots, devient gouverneur de la ville. La municipalité passe progressivement aux partisans de la Réforme, en ce court laps de temps.
En 1562, le conflit dégénère après le massacre de Wassy et les huguenots se soulèvent. Ils lèvent trois armées, dont une (la plus importante) en Normandie.

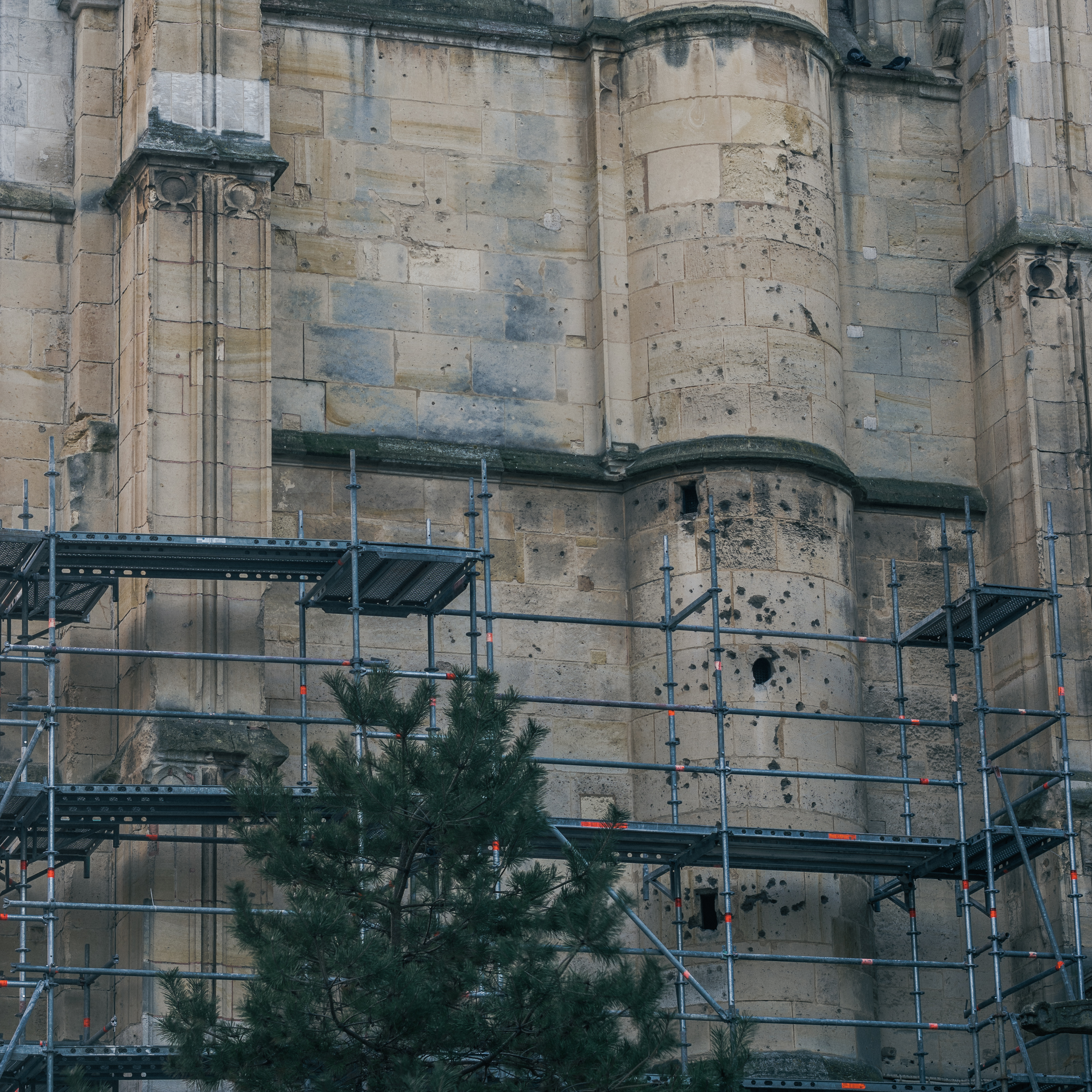
Façade est du clocher et les impacts de tirs d'arquebuse ; les coups de feu se concentrent avant tout autour des ouvertures de la tour d'escalier.

En ce début de la première guerre de Religion, le 8 mai 1562, les huguenots se soulèvent au Havre, ils pillent l'église Notre-Dame et saccagent le mobilier liturgique. Certains catholiques se réfugièrent dans le clocher de l'église, entraînant un siège pour le contrôle de la tour par les protestants. Les catholiques prirent les armes et tirèrent depuis les meurtrières et canonnières du clocher et de la tour d'escalier. Les impacts à l'extérieur se concentrent beaucoup au niveau de ces ouvertures côté est et nord. Si les récits ne nous racontent pas la fin du siège du clocher, le nombre des impacts de coup de feu suggèrent une issue très favorable aux huguenots, et violente pour les catholiques restants.
Par la suite, la ville, ainsi que le clocher et ses couleuvrines, sont aux mains des huguenots, les catholiques fuient le Havre. Mais les huguenots craignent la réplique des armées royales après leur rébellion, bien qu'ils clament leur fidélité envers la Couronne. Ainsi, ils font appel aux renforts anglais qui leur devaient assistance en vertu du traité d'Hampton Court, négocié par les huguenots, et qu'Élisabeth Ire compte utiliser pour récupérer Calais.
En octobre 1562, une importante armée anglaise débarque au Havre, alors qu'au même moment les armées du roi reprennent Rouen. Le comte de Warwick, commandant de l'armée anglaise, finit par chasser les catholiques restants, puis tous les protestants français, tout en recevant des renforts. Le 19 mars 1563, la paix est signée mais les Anglais tiennent toujours Le Havre et renforcent les fortifications.
La régente Catherine de Médicis décide de reprendre la ville, tout en dénonçant la validité du traité d'Hampton Court. Dès le début du siège, les Anglais utilisent la batterie du clocher de l'église Notre-Dame pour bombarder le camp de l'armée royale et des mercenaires alliés au niveau d'Ingouville. Le 15 juillet 1563, le clocher de l'église est bombardé, sa partie haute, pour rendre inutilisable l’artillerie du clocher. Après les assauts des troupes françaises, la soif et une épidémie de peste, les Anglais doivent quitter le Havre qui est reprise le 28 juillet.
La ville redevenant française, réduite en l'obéissance du roi, les restants de la flèche et du dernier niveau supérieur («combles» selon Guillaume de Marceilles) sont démolis, bien que, comme le plan de Thomas Smyth, dressé en 1563, le montre, pendant le siège montre que le haut du clocher était fortement endommagé. Il ne reste plus que la terrasse au-dessus du dernier étage carré (avec les sommets des contreforts) avec un trou octogonal, empreinte du niveau sur lequel reposait l'ancienne flèche. Un comble en bois et couvert d'ardoises, sous forme de toiture de maison, est bâti contre les infiltrations d'eaux et pour éviter des dégâts au niveau du beffroi. Malgré les rénovations du sommet du clocher, à la fin du XVIe et au début du XVIIe des boulets de canon sont toujours logés dans la maçonnerie.

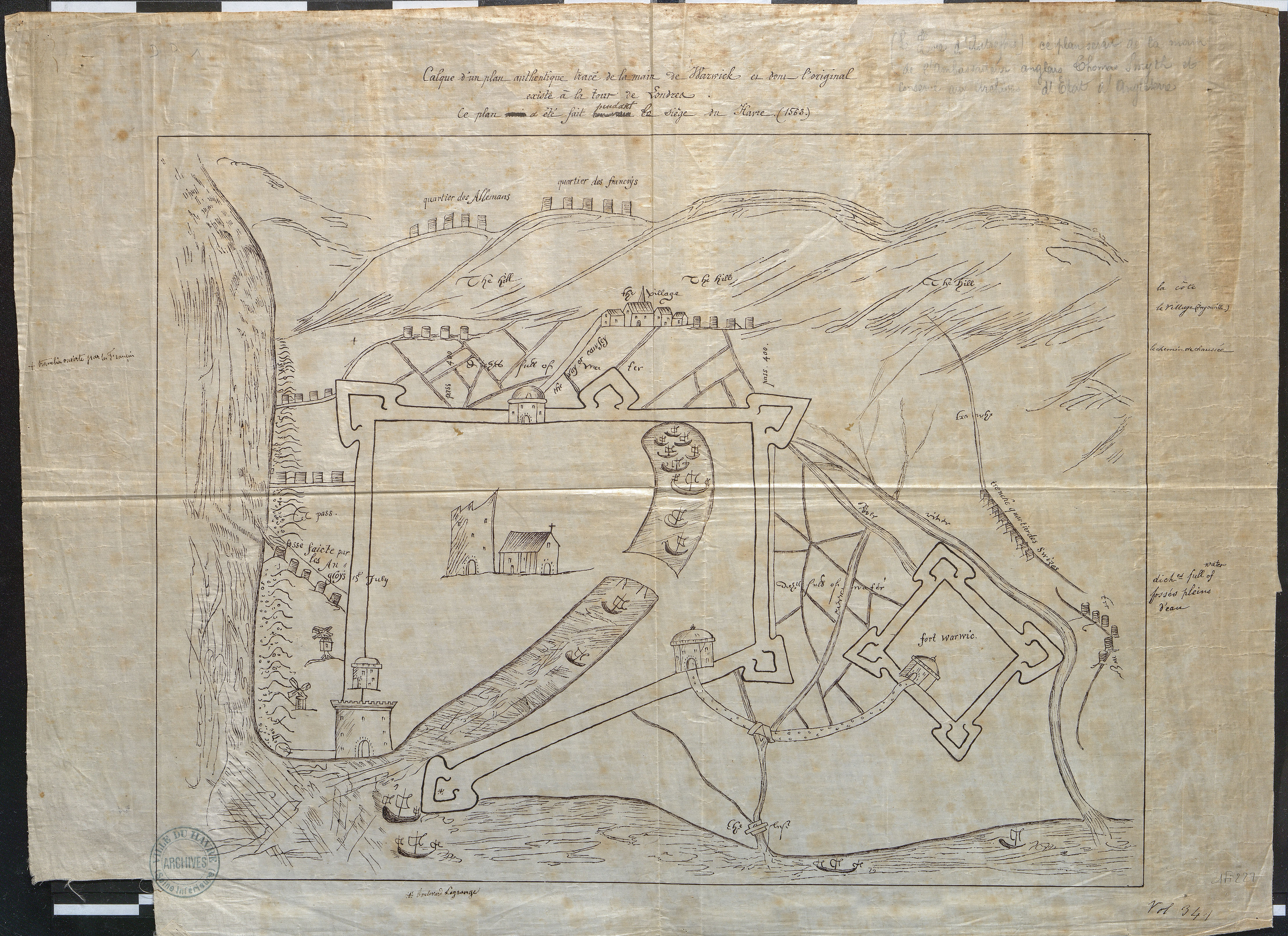
Plan du Havre, dit "Warwick", dressé par Thomas Smyth, représentant le Havre le 15 juillet 1563. Le clocher de l'église Notre-Dame est endommagé en son sommet.

Dans la période qui suit, l'église Notre-Dame II est dans un premier temps remise en état : les maîtres maçons Raoullin Fauvel et Casimir Legras pavent le chœur, et les fonts baptismaux et le portail de l'église, mutilés par les huguenots, sont refaits. Les verrières sont entièrement refaites par le maître-verrier Jehan Morin. En 1564, les murs de l'église sont complètement restaurés.
En 1569, le clocher de l'église Notre-Dame réapparaît lors d'une nouvelle conspiration des huguenots qui tentent de reprendre le contrôle de la ville. Le 3 février, tôt le matin, les protestants armés arrivèrent aux murs de la ville, et commencèrent à tirer sur des sentinelles. Une bataille commença, alors que la ville était endormie, entre quelques protestants et soldats de la ville dirigés par le gouverneur, Sarlabos,, qui a été réveillé par les tirs d'arquebuse.
Le gouverneur ordonna de faire battre la diane, pour réveiller et faire venir en renfort les autres soldats. Les chroniqueurs racontent que dans la confusion des événements le sonneur des cloches de Notre-Dame se réveilla, et croyant être l'heure sonna la messe une heure plus tôt, ce qui mit en fuite les huguenots qui pensaient que le tocsin sonnait, et réveilla la population, découvrant la tentative des protestants pour reprendre le Havre.
Certains racontèrent que la cloche se mit à sonner toute seule pour prévenir les catholiques du danger, ou encore pour expier les fautes du clocher en 1563, ce qui peut aussi être mis en parallèle à des superstitions cauchoises concernant les cloches se mettant à sonner toutes seules. En cette même année, les maîtres charpentiers Roger Desvaux et Noël Picquot installent une grosse cloche dans la tour. Enfin, en 1572, le maître maçon Jehan Jourdain agrandit les murs de l'église et Nicolas Dabvenet, facteur d'orgues rouennais, installe un nouveau jeu d'orgue.
Cependant, si le premier réflexe était de restaurer et d'embellir à nouveau l'église Notre-Dame, cette Notre-Dame II n'est plus suffisante aux yeux des bourgeois du Havre.

#### Un nouveau projet pour l'Église catholique, la ville du Havre et la monarchie: construction d'une grande église au Havre
En 1572, une réunion, présidée par Corberan de Cardillac, sieur de Sarlabos, chevalier des Ordres du Roy (gouverneur du Havre), délibère pour la construction d'une nouvelle église; le maçon Richard Mallet est désigné par le gouverneur pour diriger le chantier : il prépare le terrain de l'église, mais disparaît en fin d'année 1573. Pendant ce temps est entreprise une grande opération pour recueillir les fonds pour financer le chantier, notamment par l'autorisation des officiers du grenier à sel à laisser l'Église récupérer le sel des pêcheurs afin de le revendre.
Les autorités locales activent aussi leurs circuits pour faire participer les bourgeois à la contribution au financement du chantier, afin de valider les devis et les "pouletraits" de Nicolas Duchemin. Le plan de l'église est attribué de façon hypothétique à un architecte italien : Spinelli d'Urbino; bien qu'Italien, il aurait gardé certains éléments d'architecture gothique; mais cette attribution reste sans preuve directe : dans les archives d'Urbino, aucune trace de sa participation au chantier de l'édifice n'a été trouvée, mais Spinelli était bien présent au Havre puisqu'il a dirigé les chantiers de la citadelle du Havre.
Le gouverneur de la ville réunit une assemblée, le 14 mars 1575, en présence du sieur de la Mailleraye, lieutenant-général du roi au bailliage de Caux et amiral de France. On y délibère l'envoi du lieutenant du bailli Polydamas Hacquet, du procureur du roi Guillaume de Marceilles et de Louis Hue trésorier de l'église Notre-Dame dans toutes les maisons des trois quartiers ouest du Havre afin de demander aux habitants s'ils pourraient faire des donations d'argent à hauteur d'un don par an pendant six années. Sarlabos, un ultra-catholique, à l'attention de faire édifier une grande église afin d'ancrer le catholicisme dans le territoire, alors que la ville a été prise par les huguenots quelques années auparavant.
Cette campagne de financement permit un démarrage assez rapide : dès le 7 avril 1575, moins d'un moins après la dernière assemblée, Nicolas Duchemin commence avec son fils et un serviteur les fondations de l'église, notamment avec des pieux. Le 28 avril 1575, lors d'une grande cérémonie publique, le gouverneur du Havre Sarlabos pose la première pierre de l'église, entouré par de nombreux officiers du roi et bourgeois de la ville. Nicolas Duchemin et son fils sont rejoints par une compagnie de maçons composée de Noël Roze, Charles Lenoir, Pierre Furon, Thomas Levesque, Nicolas Renoult et Jehan Otton.
Dès 1576 de nombreuses livraisons de pierre de Val-des-Leu sont effectuées afin de terminer les fondations et les soubassements. 1582 semble nécessiter une plus grande capacité en blocs de pierres, car d'autres carrières fournissent aussi le chantier: on y fait réception de pierre de Saint-Leu et de Caen. Les six premières colonnes de la nef sont construites avec l'aide deux maçons supplémentaires : Nicolas Thuillier et Geuffin Ouff. À partir de 1585 démarre le chantier du chœur. Les fondations des piliers sont retravaillés avec une prime pour les ouvriers car ils doivent supporter les corps en décomposition puisque l'église nouvelle est bâtie sur l'emplacement du cimetière qui entoure l'église Notre-Dame II et son clocher.
Ces travaux supplémentaires sur les piliers montrent le début de construction des premières voûtes puisque les combles et toitures commencent à être construits : en 1586 et 1587 la paroisse achète du bois, des ardoises et du plomb. En 1587, le duc de Joyeuse, nouveau gouverneur du Havre, donne 120 livres et son lieutenant le sieur de Villars remet au trésor de l'œuvre 150 livres qu'il a collectées auprès des habitants de la ville afin de financer la commande des premiers vitraux dans le chœur qui seront posés en 1589. Les cinq premiers vitraux sont donnés par le commandant du Crillon, par madame de Joyeuse, l'abbé de Montebourg, le capitaine de Boudon et la confrérie de Saint-Sébastien; ils sont tous faits par le maître-verrier Jehan Masquerel.
Entre-temps, un procès opposant le roi et le diocèse de Rouen au seigneur de Graville s'ouvre de 1583 à 1586 ; ce procès appelé « Procès pour le patronage » pose en fait la question du découpage paroissial du Havre, le roi voulant créer une paroisse pour l'église Notre-Dame et une autre paroisse pour l'église Saint-François, le roi étant soutenu par l'archevêque de Rouen. En effet, les deux églises havraises n'étaient que des chapelles succursales de l'église Saint-Michel d'Ingouville ; mais le seigneur de Graville refuse cela et veut que le Havre reste dans la paroisse d'Ingouville (Ingouville faisant partie de son domaine).
À la fin des années 1590 et pendant les années 1990 le chœur est achevé et on édifie les collatéraux qui encadrent le chœur ainsi que les chapelles de cette partie de l'église. En 1589 le sieur Jean de Berry et sa famille se voient accorder un droit de sépulture dans la chapelle de la Sainte-Trinité en 1590. Pierre de Réaulté donne 402 livres et 10 sols pour décorer la chapelle Saint-Pierre. En cette même année, le chantier ralentit en raison d'un incident dans la livraison de blocs de pierre, alors que les ouvriers travaillent aux fondations des piliers de l'orgue.
En 1596, Noël Françoys construit le retable du maître-autel. En 1597, les maîtres charpentiers Pierre Courché et Pierre Cousturier interviennent pour les constructions des combles. Le mardi 5 mai 1598, le maître maçon Nicolas Duchemin décède et il est enterré dans le transept. La succession est assurée par le maître maçon Étiennes Hallingues qui prend la succession à la maîtrise de l'ouvrage et il reprend les travaux du chœur et du transept. En juillet 1598, trois nouvelles verrières sont placées dans les fenêtres hautes, elles représentent les apôtres saint André, saint Jean et saint Barthélémy.
Le 16 mars 1599, les trois frères Raoulin sont massacrés dans le contexte de la fin des guerres de Religion : les trois frères anciens ligueurs gênent le gouverneur du Havre, Georges de Brancas, sieur de Villard, lui-même ancien ligueur. Mais voulant montrer sa fidélité à Henri IV, qu'il combattait il y a peu, il fait tuer ces trois jeunes nobles populaires dans la ville. Ils sont enterrés secrètement par l'Église dans la chapelle Saint-Sébastien où l'on place peu après une épitaphe. Vers cette période le chantier du chœur semble être terminé, on continue les bas-côtés du chœur et tous les piliers sont élevés, mais le chantier connaît de nouveau un ralentissement.
En 1603, lors d'une visite de la ville, le roi Henri IV accorde une rente perpétuelle de 1500 livres annuelles provenant de la gabelle pour achever le chantier et l'entretien de l'église. En l'honneur de cette visite, deux médaillons représentant Henri IV et Marie de Médicis qui décorent le portail sud. L'année suivante le chantier reprend avec une cadence accélérée : Hallingues poursuit l'élévation du transept et il achève la façade et le portail du croisillon sud peu de temps avant son décès.
Pierre Larbitre, maître sculpteur et maître maçon prend la direction du chantier. Il termine le transept et élève la façade et le portail du croisillon nord en 1605. En cette même année l'évêque de Damas vient bénir et consacrer, le 23 avril, le maître-autel, les chapelles et autels de la Sainte-Trinité, du Saint-Sauveur, de Saint-Sébastien, de Saint-Yves et de Saint-Jean. Cet événement est raconté sur l'épitaphe du trésorier du Havre et lieutenant du roi Fleurigant qui fit élever la chapelle de Sainte-Madeleine, dans laquelle il fut enterré,:

« Veniant mihi miserationes luœ.
Et vivant :
En cette chapelle gist le corps
de noble homme messire Loys
Fleurigant, de son vivant conseiller
du roi et lieutenant particulier
en la vicomté de Montiviliers , par le
soin et diligence duquel étant trésorier
de cette église en l'année 1605 , les autels d'icelle
ont été bénis par M. l'évêque de Damas
et le plus grand revenu du trésor de céans
provenant du sel omôné auparavant
incertain et casuel , rendu plus cler et
plus assuré sous la faveur de M. le
marquis de Villars , gouverneur de cette
ville , et durant le temps de sa charge de
trésorier, fait restaurer et construire une
bonne partie de ce bâtiment et notam
ment de cette chapelle en laquelle il a
élu la sépulture de lui et des siens.
Il décéda le troisième jour d'octobre 1617.
Dieu lui fasse miséricorde. »

Après 1605, Pierre Larbitre termine les voûtes et fait terminer les toitures et vitraux de la basse nef et du bas-côté sud, du clocher jusqu'au transept. L'année de son décès n'est pas connue. En 1609 le chantier est dirigé par deux maîtres maçons : Danyel Petit et Jean Regnart. Ils sont entourés d'une équipe de maçons comportant Jean Legras, Jacques Commare, Jean Herouard, Richard Larbitre et Antoine Hallingues. Le maître Regnart semble être celui qui a succédé en premier à Pierre Larbitre avant qu'un deuxième maître d'ouvrage lui soit adjoint car il continue les travaux de celui-ci en élevant les grandes arcades de la nef et en construisant les baies des fenêtres hautes.
Le maître charpentier Nicolas Gosset continue les travaux concernant les combles, notamment au niveau de la croisée du transept et Jehan Masquerel produit de nouvelles verrières, ajoutant notamment un autre vitrail représentant saint André, un autre représentant saint Anne et un dernier représentant le crucifix. Il dote les baies et oculus du transept de vitraux.

#### Achèvement du chantier: édification d'une grande façade ouest, d'une abside, fin du chantier de la nef et nouveau couronnement pour l'unique clocher (1609-1646)
Pendant cette année 1609, et au moment où les élévations de la nef sont presque terminées (bien que les voûtes nécessitent encore un lourd et lent chantier), la première partie du chantier se clôt et les travaux prennent une autre direction. Jean Régnart entreprend la démolition et modification des chapelles nord et commence l'édification de la tour-clocher nord, dont les fondations furent établies en 1606; des stocks de pierre de Saint-Leu et du Val des Leux. Aussi il se voit aidé par l'arrivée d'une compagnie de maçons qui s'ajoute au noyau des maçons précédemment cités, composée du maître Jean Crespin, Jean Boudeville, Jean Lenepveu, Michel Vattier et Michel Chevalier.
Dans cette nouvelle étape, le chantier de la deuxième tour de façade commence le 3 mai 1610. L’œuvre fait de nouvelles commandes très importantes de pierre de Saint-Leu, de Val-des-Leux et de Saint-Vigor. Aussi la fabrique Notre-Dame, la municipalité et le gouverneur réunissent une assemblée publique pendant laquelle l'architecte rouennais Pierre Hardouin est invité pour établir le plan du frontispice de la grande façade ouest.
C'est à ce moment que le plan d'origine est remanié, avec l'ajout d'une travée supplémentaire, ce qui relègue le clocher 1540 (au sud) et le clocher nord, dont le chantier commence à peine, 5 mètres derrière le nouvel alignement de la nouvelle façade ouest. Il est probable que le plan présenté par Nicolas Duchemin prévoyait un frontispice d'aplomb à l'alignement de la façade occidentale clocher sud et du second clocher qui devait être ajouté à l'édifice. Il devait aussi être moins complexe que celui de Pierre Hardouin et il devait se terminer par un pignon comme. D'ailleurs pendant le chantier nous avant cet enterrement, en 1619, bien singulier du fils de Jean Boucher, tenancier d'une auberge, entre les deux façades occidentales, l'ancienne qui était édifiée vers 1608 et qui devait être démolie et la nouvelle en construction dont le chantier était en cours.
Jean Crespin, qui succédait à Jean Régnart, devint maître d’œuvre du chantier et commença dès le 12 avril 1611 le chantier de la façade ouest. Il décéda quelques mois plus tard et le maître maçon Jehan Levesque, de Caen, prit la direction du chantier. Bien que le marché semble dans un premier temps cassé, il est très vite réintégré à son poste. Il semble qu'il se consacre avant tout à l'élévation de la façade ouest. En 1617, c'est au tour du maître maçon rouennais Pierre Legenepvoys (ou Legenevois) qui prend à son tour la succession à la direction du chantier.
En 1619, il continue la construction des nefs latérales et des chapelles de la nef qui continuent à être voûtées; vers la fin de 1619 Pierre Legenevois décéda et le maître maçon et architecte Lucas Guéronnel prit la suite du chantier. En 1620, les charpentiers Jéhan Bernard et Thomas Deschamps continuent les toitures et placent les plombs. On place vers cette période des gargouilles. Le chantier semble ralentir de nouveau alors que des difficultés sont rencontrées pour construire les voûtes des dernières travées des bas-côtés et derrière la façade ouest. Ainsi Gueronnel consulte des architectes à Paris. En juin 1620, il revient accompagné de Jacques Lemercier qui fait retravailler certaines colonnes et plusieurs voûtes dont il fait des mesures précises. En 1621, d'autres maîtres maçons parisiens, Jean Bouillet et Paul Desmonts, interviennent sur le chantier.

En 1623 le maître maçon démarre le chantier du chevet : il clôt le chœur avec une grande abside polygonale qui abrite la chapelle mariale, ainsi que des chapelles supplémentaires dans des absidioles carrées qui terminent la rangée des chapelles et les basses nefs qui se prolongent en déambulatoire rectangulaire et coupé par le vaisseau central, ne faisant pas le tour complet. Il y eut un débat sur l'édification du chevet, l'abbé Cochet pensant que les bas-côtés devaient entourer l'abside centrale, comme dans les grands édifices médiévaux, mais selon beaucoup d'anciens chroniqueurs (l'abbé Pleuvri) et selon les analyses des livres de comptes par Alphonse Martin, appuyé d'une étude de l'architecture de cette époque, il semble que les plans suivent un usage de faire s'arrêter en angle droit les bas-côtés du chœur assez suivi à cette époque ; de plus les grandes fenêtres de l'abside devaient apporter un grand éclairage. Lucas Guéronel place au sommet de la dernière grande voûte de l'abside une grande clé avec un imposant cul-de-lampe le 14 août 1623. Il éleva aussi les voûtes sur les quatre premières travées depuis le transept, et bâtit des murs de refends dans les bas-côtés des chapelles de la nef; il achève aussi les voûtes des bras du transept. Enfin, il conduit aussi la restauration du beffroii.

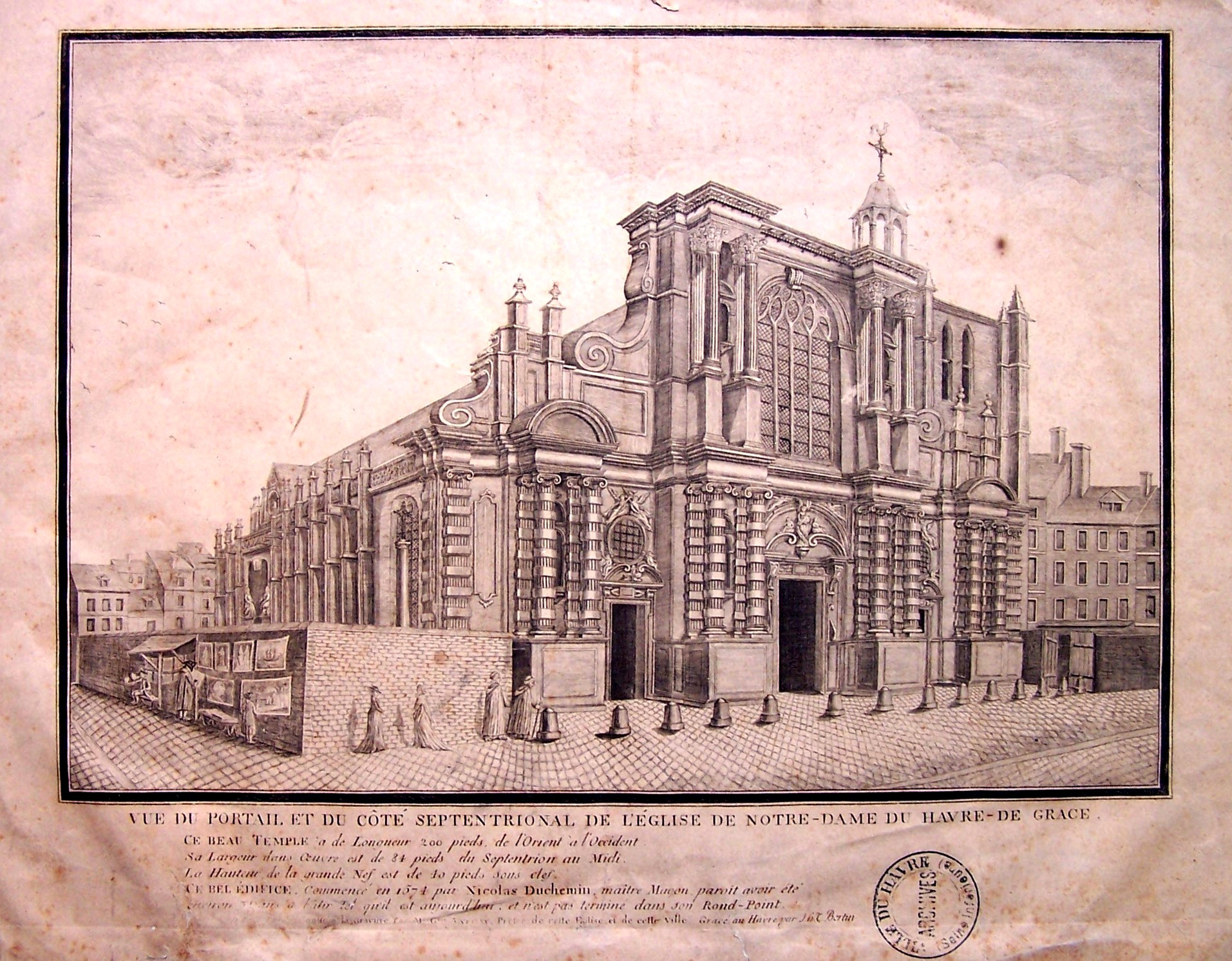
Façade principale sans son fronton (le grand fronton ne fut ajouté qu'au deuxième quart du XIXe siècle). Gravure de la fin du XVIIIe siècle.

La phase finale commença en 1628 lorsque l'architecte parisien Marc Robelin vient assister Guéronnel, devenant deuxième directeur de l'ouvrage avec ce dernier ; ils se partagent les tâches. Marc Robelin est chargé de terminer la grande façade, alors que la fabrique laisse le soin à Gueronnel d'achever les voûtes de la nef principale et des chapelles. En 1632, le chantier du deuxième clocher est abandonné, pour des raisons financières, les bas étages de la tour sont démontés, laissant place à simplement trois chapelles dont il reste à faire les voûtes.
En 1637, il termine les piliers du grand orgue dont le chantier est assuré par le sculpteur Simon Levesque et en partie financé grâce au cardinal de Richelieu qui est gouverneur de la ville et les bourgeois de la ville; on place les armoiries de Richelieu au sommet du buffet de l'orgue. Le facteur d'orgues Guillaume Lesselier livre le jeu de l'instrument. Le cardinal dote aussi d'une nouvelle cloche le beffroi de l'église: le nouvel instrument porte le nom "Cardinale". L'année suivante (1638) voit le chantier de la façade de Marc Robelin aboutir. Néanmoins le frontispice menaçait de ruine : à peine achevé, il s'incline de 22 pouces (55 centimètres) vers la rue Saint-Michel, menaçant de s'effondrer sur des habitations,.
Dans la panique, on projette d'abattre la façade, mais le maçon Pierre Hérouard (écrit aussi Pierre-Joseph Érouard) fit des tranchées au pied des soubassements et plaça des grandes cales triangulaires de bois sec, ce qui lui permit de redresser la façade. On décida alors de ne pas achever le fronton au-dessus de l'entablement corinthien. Le 7 septembre 1638, le sol s'affaisse à nouveau, mettant à découvert plusieurs sépultures, mais il est refait la nuit-même avec un nouveau pavage; un apothicaire dut parfumer l'église pour qu'elle puisse ouvrir dès le lendemain.
Si le gros œuvre est enfin terminé, il faut attendre 1646 pour que les travaux de l'église s'achèvent définitivement : le maître-charpentier Jean Deschamps dirige une dernière tranche de chantier consistant à l'édification d'une lanterne posée sur une petite flèche octogonale, dont la base reprend le diamètre de la base du couronnement abattu en 1563, en s'insérant dans son empreinte, avec aussi le remplacement de l'ancienne horloge et l'ajout des cloches des heures dans la lanterne. À la fin de la construction, l'église n'a jamais été consacrée, comme de nombreuses églises au XVIe siècle, XVIIe siècle et XVIIIe siècle, en raison de la complexité du rituel de consécration.

En 1646, à la fin de ces travaux, à l'aube du règne de Louis XIV, l'église Notre-Dame, soit 71 ans après le lancement du chantier par Nicolas Duchemin et 107 ans après la construction du clocher, possède sa physionomie finale qui donna une certaine identité à la ville, si bien que les trois quartiers qui l'entourent et les quais à proximité prennent le nom de « Notre-Dame ». Sous l'impulsion du clergé, l'église fut édifiée sous la férule du puissant trésor et de la fabrique Notre-Dame, avec l'active participation des gouverneurs et bourgeois de la ville, et grâce à l'aide financière des rois, en particulier grâce à la rente accordée par Henri IV qui voulait s'assurer la fidélité d'un peuple qui le voyait avec méfiance, tout en essayant de combattre l'impopularité de la gabelle.

### L'église Notre-Dame du Havre de Grâce, duXVIesiècleà 1944

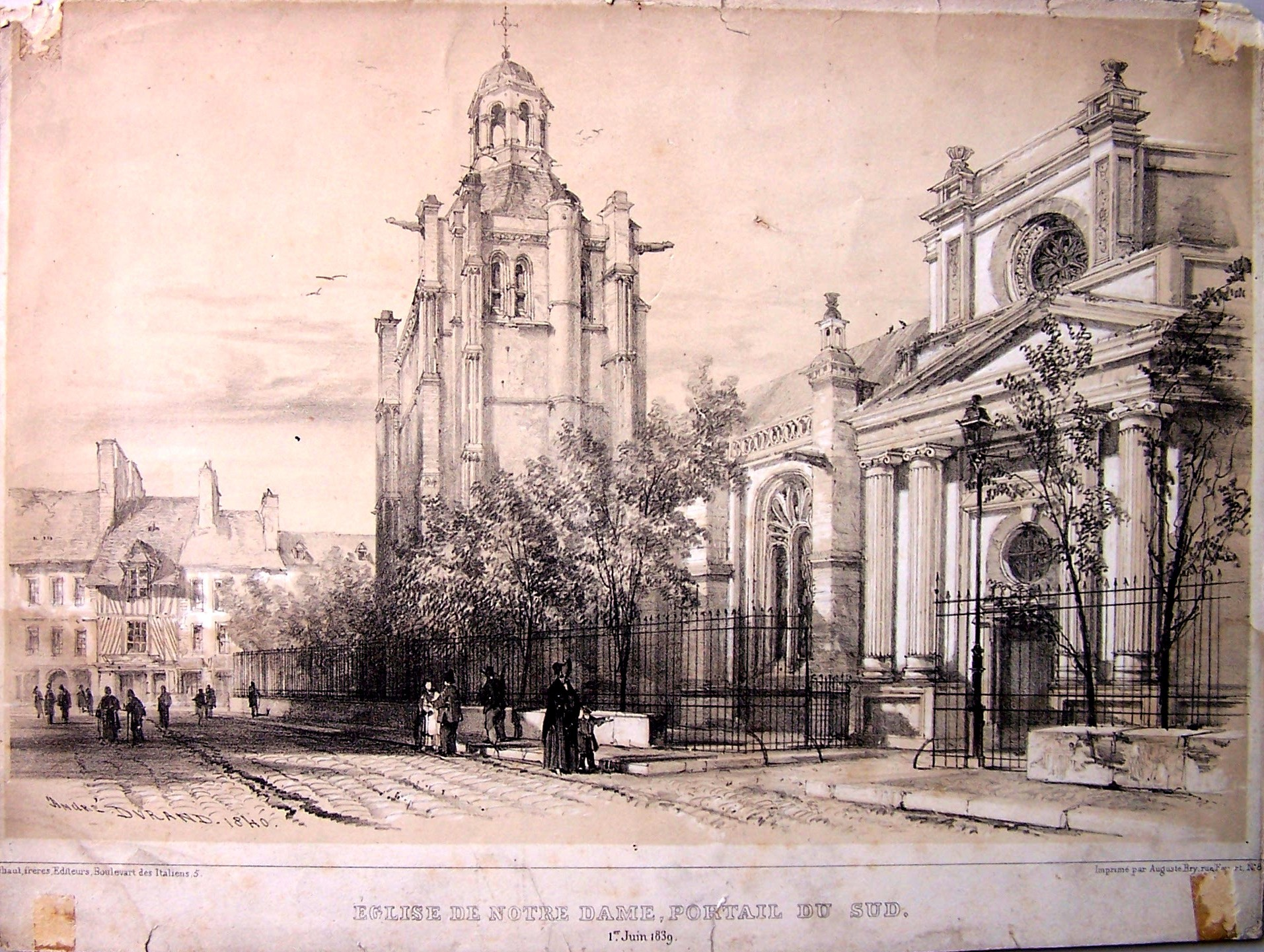
Église Notre-Dame en 1839 (portails sud et tour).

En 1637, le gouverneur de la ville, le cardinal Richelieu offre un grand orgue, dont le buffet est sculpté par Simon Levesque, et le jeu livré par Guillaume Losselier, facteur d'orgues à Rouen. Il offre également à l'église Notre-Dame une cloche nommée Cardinale ; par ailleurs, il projette de faire de l'église une cathédrale, en démembrant le diocèse de Rouen, mais meurt avant d'appliquer son projet. En 1694, la cathédrale subit un bombardement de la flotte anglaise et hollandaise : l'aile droite (bas-côté sud) est endommagée et la toiture incendiée. Les réparations de l'édifice s'élèvent à 900 livres.
En 1759, le bâtiment se trouve à nouveau sous le feu de la flotte anglaise ; une partie de la voûte est endommagée, et la chapelle Saint-Sébastien détruite (elle a été refaite entièrement ensuite). En 1756, un ossuaire en bois, accolé à la tour, est détruit. Le rond-point n'est pas encore terminé en 1768. En 1777, l'église Notre-Dame reçoit de nouvelles cloches, bénites la même année. En 1790, une pierre se détache de la corniche et tue un paroissien en tombant, mais aucune restauration n'est entreprise. En 1794, la couverture du toit (en mauvais état) est refaite.
Elles sont fondues par Claude Poisson de Rouen le 31 janvier 1777. La cloche principale en bronze portait l'inscription : « L'an de J.C. 1777, Louis XVI, étant roi de France et de Navarre, patron de cette Ville du Havre de Grâce, à cause du Marquisat de Graville, et la reine, son épouse, Marie-Antoinette-Joseph d'Autriche, m'ont nommée comme ci-dessus, j'ai été bénite par Jean-Antoine Mahieu, docteur de la maison de Sorbonne et curé de cette église, M.M. Denis Mouchel, J.B. Houssaye, Y.J. Costé, P.J. Faure étant marguilliers. »,.

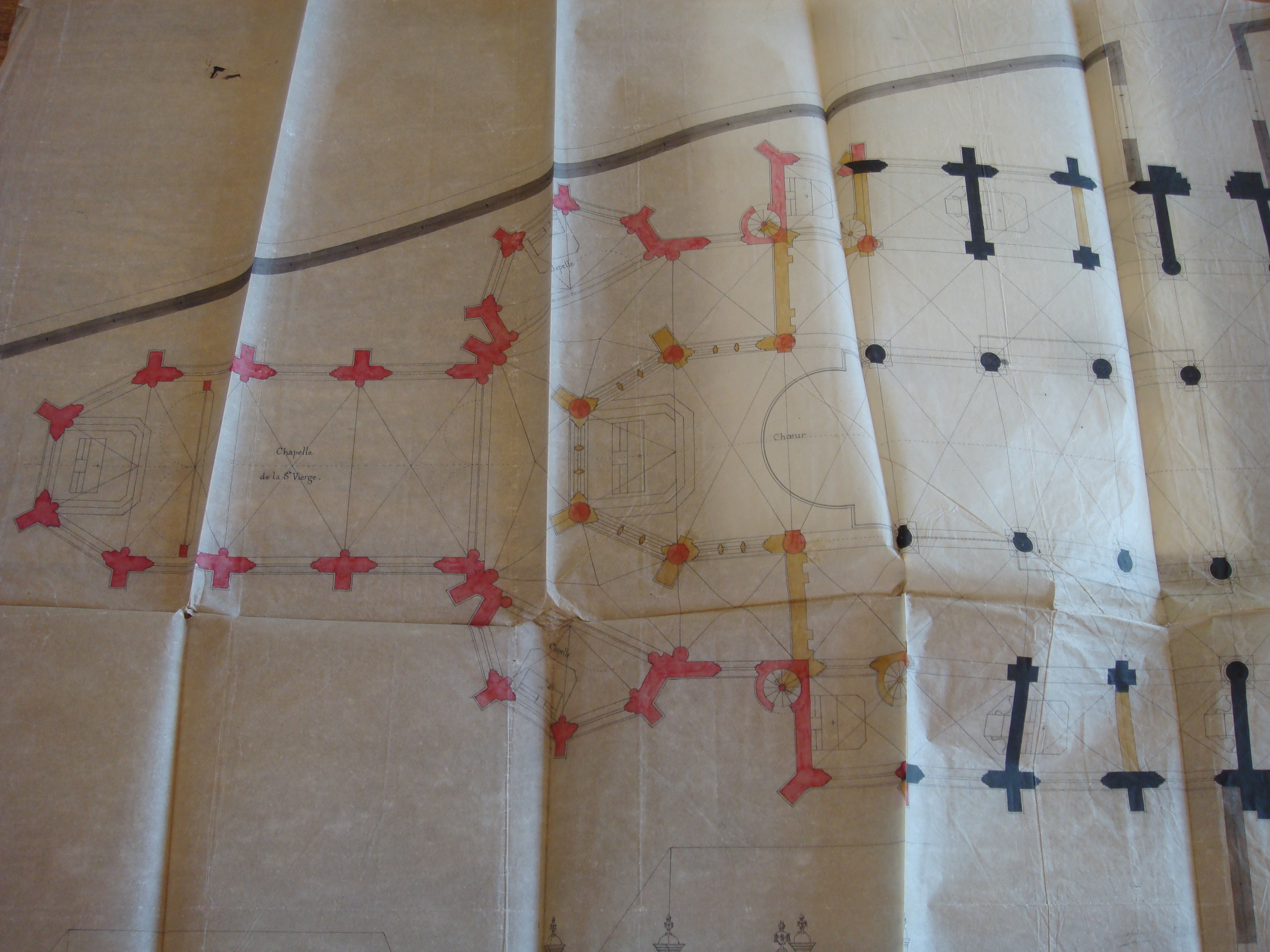
Plan du projet d'agrandissement de l'abside (1854-1873). Légende :
- noir et jaune : bâtiment actuel ;
- jaune : murs qui auraient dû être détruits ;
- rose : projet d'extension de l'abside.

Lors de la Révolution, l'église, saccagée comme de nombreuses autres, devient un temple de la Raison. Les cloches sont descendues et refondues pour devenir de la monnaie ou des canons en 1793. Une seule a été conservée. Les cinq premières cloches s'intitulaient :
1. Louise-Auguste, pesant 5 298 livres ;
2. Marie, pesant 3 824 livres ;
3. Antoinette, pesant 2 700 livres ;
4. Joseph, pesant 2 151 livres ;
5. Jeanne, pesant 1 463 livres.

En 1813, deux nouvelles cloches sont bénites. L'église et sa tour sont restaurées une première fois sous la Restauration (la réfection s'étale de la fin des années 1820 jusqu'aux années 1840) : un tympan est construit (1839), le sommet de la tour est refait ; de plus, quelques pierres de taille sont enlevées, et les trous comblés par des briques de Saint-Jean. Pendant cette rénovation, un projet d'agrandissement du chœur est proposé, mais pas réalisé. L'abbé Cochet demande, en 1845, de refaire une flèche gothique comme la flèche primitive de la tour, mais la municipalité refuse.
En milieu d'année 1905, la façade principale est partiellement restaurée ; en milieu d'année 1904, certaines sources rapportent en effet une dégradation importante : les arêtes de frontons sont usées, la décoration (bas-relief en partie détruits) est très abîmée, de même que les pots-à-feu qui tiennent « miraculeusement », les balustrades sont en très mauvais état et des chutes de pierres (sur le trottoir de la rue) sont signalées, la façade en pierre de Caen est couverte d'une couche de suie, les meneaux de la grande baie sont abîmés ; enfin, il est rapporté qu'en temps de pluie ou de grand vent, la verrière de la façade principale se désagrège peu à peu, laissant tomber des morceaux de verre,,.
 La restauration, achevée le 26 octobre 1905, se révèle médiocre : le haut de la façade, partie la plus atteinte, est restauré, mais en bas les colonnes et leur socles restent fissurés ; en haut, le grand fronton est restauré avec sept gros blocs de pierre de Saint-Maximin et les pots-à-feux sont refaits en pierre d'Euville. Cette restauration reste partielle par manque de financement : la municipalité havraise et la fabrique Notre-Dame y ont pris part, mais sans l'aide de l'État qui avait exprimé son refus de financer le chantier,,.
En 1918, l'édifice est classé au patrimoine historique.
En 1940 Émile Blanchet est ordonné évêque de Saint-Dié en l'église Notre-Dame du Havre.
Durant la Seconde Guerre mondiale, les bombardements allemands de l'invasion de la France, en août 1941, ont fragilisé deux vitraux originaux, qui ont survécu jusqu'à aujourd'hui, mais tous les autres ont été soufflés, par les explosions. Ces deux vitraux ont été démontés et cachés dans la campagne normande, ce qui les a préservés des bombardements de septembre 1944. Le 14 juin 1944, un bombardement britannique abîme la couverture de la toiture, du côté sud, et celle de la flèche de la tour. La majeure partie des destructions au Havre est due aux raids britanniques dans la nuit du 5 au 6 septembre 1944.

### Bombardements et reconstruction
Malgré les bombardements de l'aviation britannique (la Royal Air Force), l'église reste debout (parmi les ruines de tout le centre-ville), sans toutefois être épargnée : une bombe détruit une grande partie de la nef. La façade ouest (côté rue de Paris, l'entrée principale de la cathédrale), abîmée par les éclats projetés par les bombes, ne s'effondre pas ; la tour, peu atteinte, reste debout, bien qu'une des cloches tombe et se fissure (elle a été remplacée par une nouvelle cloche) ; la nef, de la façade jusqu'au transept, est détruite, à l'exception d'une infime partie du bas-côté sud : cinq travées sont détruites complètement, les voûtes se sont effondrées, et le grand orgue de Richelieu est détruit.

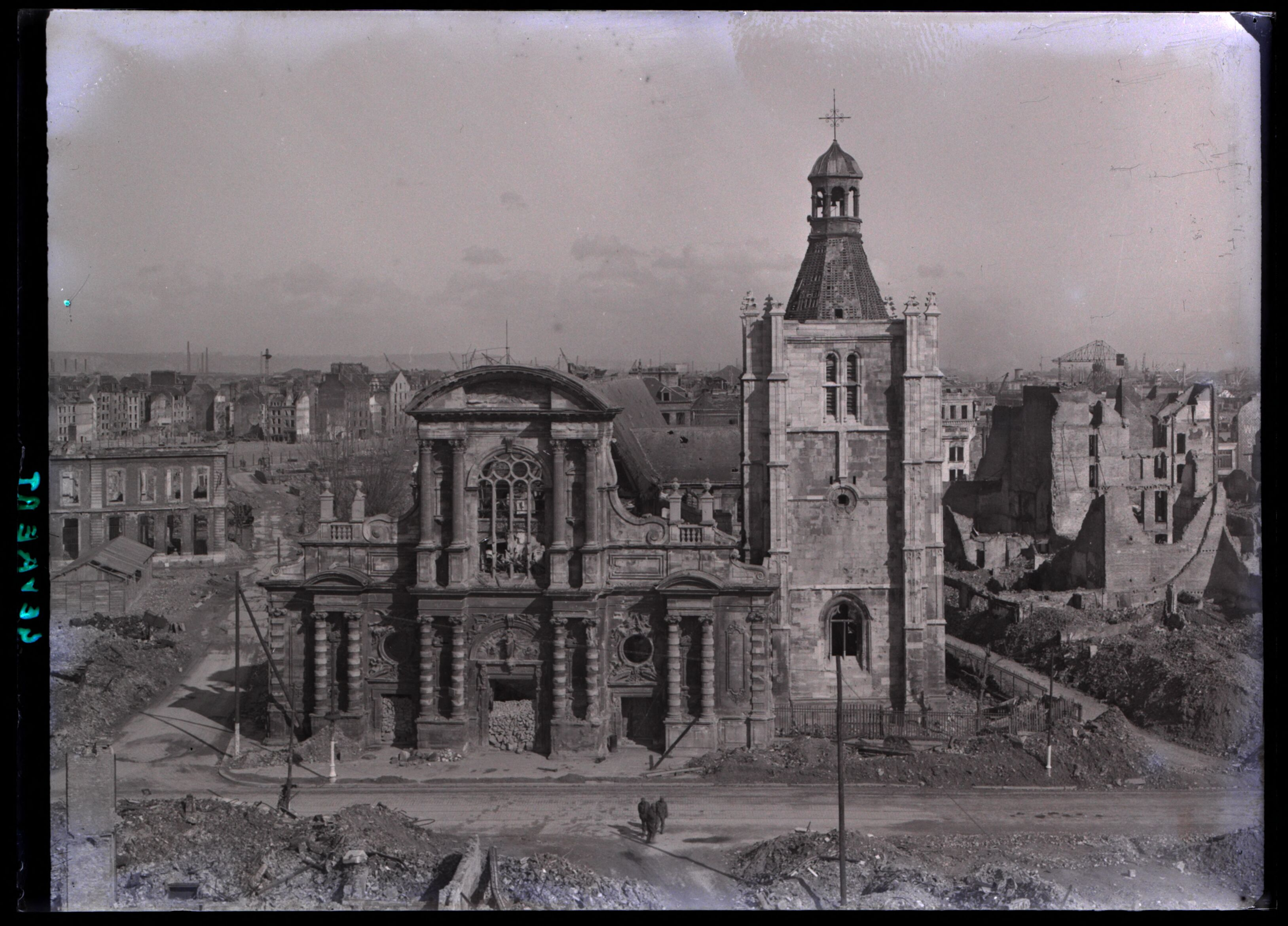
Marcel Maillard, Église Notre-Dame du Havre après les bombardements de la Seconde Guerre mondiale, 1945. Photographie, Bibliothèque municipale du Havre. En ligne sur Nutrisco.

Le transept (resté debout ainsi que les portails latéraux) et le chœur subsistent, mais les voûtes du transept sont très abîmées (certaines pierres sont tombées). L'abbé Delozanne (vicaire de la paroisse Notre-Dame) et le sacristain sont tués alors qu'ils s'étaient réfugiés, en vain, dans la chapelle de la tour.
Par ailleurs, un grand nombre d'ossements sont tombés des voûtes : ils proviennent certainement de l'ancien cimetière qui entourait l'édifice, supprimé au XVIIIe siècle ou XIXe siècle : il était de coutume depuis le Moyen Âge de placer des ossements exhumés dans les voûtes, par respect pour les défunts concernés.
Lors de la reconstruction, plusieurs architectes veulent détruire l'église ou transformer le bâtiment en musée. Mais Auguste Perret, l'architecte en chef qui s'occupe de la reconstruction du centre-ville du Havre, sauve l'édifice et déplace la rue de Paris un peu plus à l'ouest (d'où la création du parvis). De plus, le père Blandin s'assure auprès des responsables des monuments nationaux que le bâtiment reste destiné au culte.
Les chantiers de reconstruction et de rénovation débutent en fin d'année 1949. Le lieu est temporairement fermé au culte, bien que le 5 septembre 1950 une messe commémorative aux victimes des bombardements ait été célébrée à un autel secondaire, à côté de l'entrée de la sacristie. En 1952, le culte dominical est repris, mais les messes de semaine n'ont pas lieu à l'église pour ne pas entraver les travaux ; pour les messes, seuls le chœur et le transept sont ouverts.
En 1954, le curé de Notre-Dame (le père André Forster) fait construire un petit orgue qui est installé dans l'abside, depuis l'orgue a été déplacé dans une chapelle pour pouvoir installer la cathèdre dans l'abside. Mais les financements manquent, et en 1969, il ne reste plus qu'un seul ouvrier dans le chantier pour éviter sa fermeture. À cette époque, le père Blandin fait pression sur l'État pour accélérer les travaux. Plus tard, les portails du transept sont rouverts et la nef est restaurée peu à peu. Puis de nouveaux vitraux, réalisés par Michel Durand (maître-verrier) sont placés.
En 1980, le grand orgue restauré est remis en place et bénit par Monseigneur Saudreau qui assiste l'archevêque de Rouen, Monseigneur André Pailler, et Jean Legoupil devient organiste titulaire des orgues de la nouvelle cathédrale. Le buffet d'orgue a été reconstruit par l'ébéniste Jean-Pierre Francelli, et le jeu d'orgue est dû au facteur d'orgues Thes Haerpfer-Erman. En 1990, les murs extérieurs de la sacristie sont lavés, car les pierres avaient été noircies par la pollution, et les gargouilles sont restaurées.
En 1994, le chœur est rénové et aménagé : des lambris en bois décoré avec des dorures, de style classique, sont mis contre les murs de l'abside, la cathèdre et les deux tabourets assortis sont restaurés, quatre tableaux présentant des scènes de la vie de Jésus sont restaurés et sont placés sur les lambris, et derrière la cathèdre est placée une gravure représentant Jésus revenant dans la gloire, sur un panneau et les stalles contre les lambris sur la dernière travée (aux murs obliques).
En 1994, les bas-côtés sud, à l'est du transept, menacent de s'effondrer, les contreforts sont démontés et un imposant échafaudage en bois est mis en place pour remplacer temporairement les contreforts. Il faut attendre 2001 pour que des travaux commencent.
Le parvis de la cathédrale se situe à un niveau plus bas que celui de la ville actuelle. Il a gardé le niveau qu'elle avait avant les bombardements, la nouvelle ville ayant été reconstruite sur les débris de l'ancienne. De même, le parvis de l'église Saint-Joseph, et les jardins de l'hôtel de ville sont plus bas, pour la même raison. Après la guerre, d'autres travaux de rénovation sont nécessaires, comme ceux des chapelles sud (réseaux, contreforts, balustrades, voûtes), rénovées entre juin 2001 et janvier 2004; pendant les travaux, le portail sud est fermé, le bas-côté sud et la nef latérale sud sont cloisonnés, à l'est du transept ; ceci explique pourquoi monseigneur Guyard n'a pas été ordonné évêque dans la cathédrale. 
Ces travaux sont la conséquence d'un problème survenu en 1994: des fissures sont apparues sur les contreforts qui ne soutenaient plus des murs menaçant de s'effondrer.
Provisoirement, les contreforts ont été démontés, et des étais en bois, calés par des plots en béton, assuraient le maintien des murs en attendant les chantiers. Lors de sondages effectués par la municipalité, aucune fondation n'a été trouvée sous les murs : les piliers en bois ont totalement pourri sous terre: le caveau creusé pour enterrer le père Blandin a certainement affaibli les murs et leurs contreforts. Entre 1994 et 2001, les murs étant mal soutenus, les bas-côtés sud-est et le chœur se sont légèrement déplacés.
À sa fondation, Notre-Dame était une simple église paroissiale. Elle n'est devenue cathédrale que le 6 juillet 1974 lorsque le pape Paul VI signe le décret pontifical d'érection du diocèse du Havre sur la partie occidentale de l'archidiocèse de Rouen. Le diocèse du Havre est érigé après la fin des chantiers de reconstruction de l'actuelle cathédrale du Havre et le premier évêque, Mgr Saudreau, est sacré dans le sanctuaire. La cathédrale fait partie de la paroisse Saint-Yves de la Mer. Une partie de la vaisselle eucharistique (ciboires, calices, coupelles…) est classée (par exemple un calice offert par Charles X à l’occasion de son sacre) ; elle reste toutefois utilisée dans les offices.
En revanche, une partie de la vaisselle eucharistique classée provenant de la cathédrale est introuvable. Aujourd'hui, outre le culte catholique, la cathédrale accueille des concerts, notamment des concerts d'orgue, surtout à l'occasion de l'avent et du carême.
Actuellement, malgré les dernières rénovations et reconstructions, la cathédrale est dégradée. Le mauvais état de l'extérieur et d'une partie de l'intérieur s'explique par les problèmes de financement : en 1999, lors de la tempête, la cathédrale de Rouen a été gravement endommagée (un clocheton était tombé dans le chœur) et, pour réparer les dégâts, une grosse partie des aides de l'État au budget municipal consacré à la cathédrale du Havre a été réaffectée au budget de restauration de la cathédrale de Rouen. Cela explique l'extrême lenteur de cette restauration.
L'archiprêtre de la cathédrale est aujourd'hui le père Bruno Golfier, et l'évêque du diocèse du Havre est Monseigneur Jean-Luc Brunin. La fête de la dédicace de la cathédrale Notre-Dame du Havre a lieu le 7 décembre (si le 7 décembre tombe un dimanche, la fête est alors avancée au 6 décembre, comme le prévoit le missel), la veille de la fête de l’Immaculée Conception, bien qu’en général elle soit fêtée le lendemain, pendant la messe de l’Immaculée Conception, en présence de l’évêque du Havre (le 8 décembre 2009, les 35 ans du diocèse, et le 35e anniversaire de la consécration de Notre-Dame du Havre en cathédrale ont été fêtés).
Des travaux de restauration du clocher et des façades ont été réalisés à partir de la fin de l'année 2018 et ont duré jusqu'en septembre 2020.

### Les curés, archiprêtres et évêques du Havre
| Curés                                  | Date du ministère | Curés                                          | Date du ministère |
| -------------------------------------- | ----------------- | ---------------------------------------------- | ----------------- |
| Pierre de Roulin                       | 1516-1521         | François Malleux                               | 1802-1804         |
| Étienne de Rains                       | 1521-1549         | Nicolas Paris (d)                              | 1804-1826         |
| Jacques Vimont                         | 1549-1556         | Louis Robin (nommé évêque de Bayeux)           | 1826-1836         |
| Adam Deschamps                         | 1556-1567         | François Leclerc                               | 1836-1848         |
| Pierre Dubosc                          | 1567-1582         | Jean-Baptiste Bénard                           | 1848-1873         |
| Guillaume Hamart                       | 1582-1583         | Jean-Baptiste Duval (nommé évêque de Soissons) | 1873-1890         |
| Jehan Louvel                           | 1583-1586         | Pierre Varin                                   | 1890-1911         |
| Jacques Martel                         | 1586-1616         | Eugène Julien (nommé évêque d'Arras)           | 1911-1917         |
| Roland L'Hérel                         | 1616-1642         | Charles-J. Alleaume                            | 1917-1941         |
| Antoine Gaulde                         | 1642-1649         | Charles Pinel                                  | 1941-1954         |
| Nicolas Gimart                         | 1649-1655         | André Foerster                                 | 1954-1969         |
| François Dufestel                      | 1655-1656         | Alexandre Blandin +                            | 1969-1975         |
| Michel Bourdon                         | 1656-1669         | Jean Bossard +                                 | 1975-1985         |
| Jean-Baptiste De Clieu                 | 1669-1719         | Michel Lefebvre +                              | 1985-1998         |
| Hiérosme Pouget                        | 1719-1733         | Emmanuel Aubourg +                             | 1998-2004         |
| Charles de Quélen (évêque de Bethléem) | 1733-1754         | Bruno Golfier +                                | 2004-2011         |
| Étienne Carrion de L'Eperonnière       | 1754-1762         | Marcel Maurin +                                | 2011 (en cours)   |
| Jean Mahieu                            | 1762-1802         |                                                |                   |

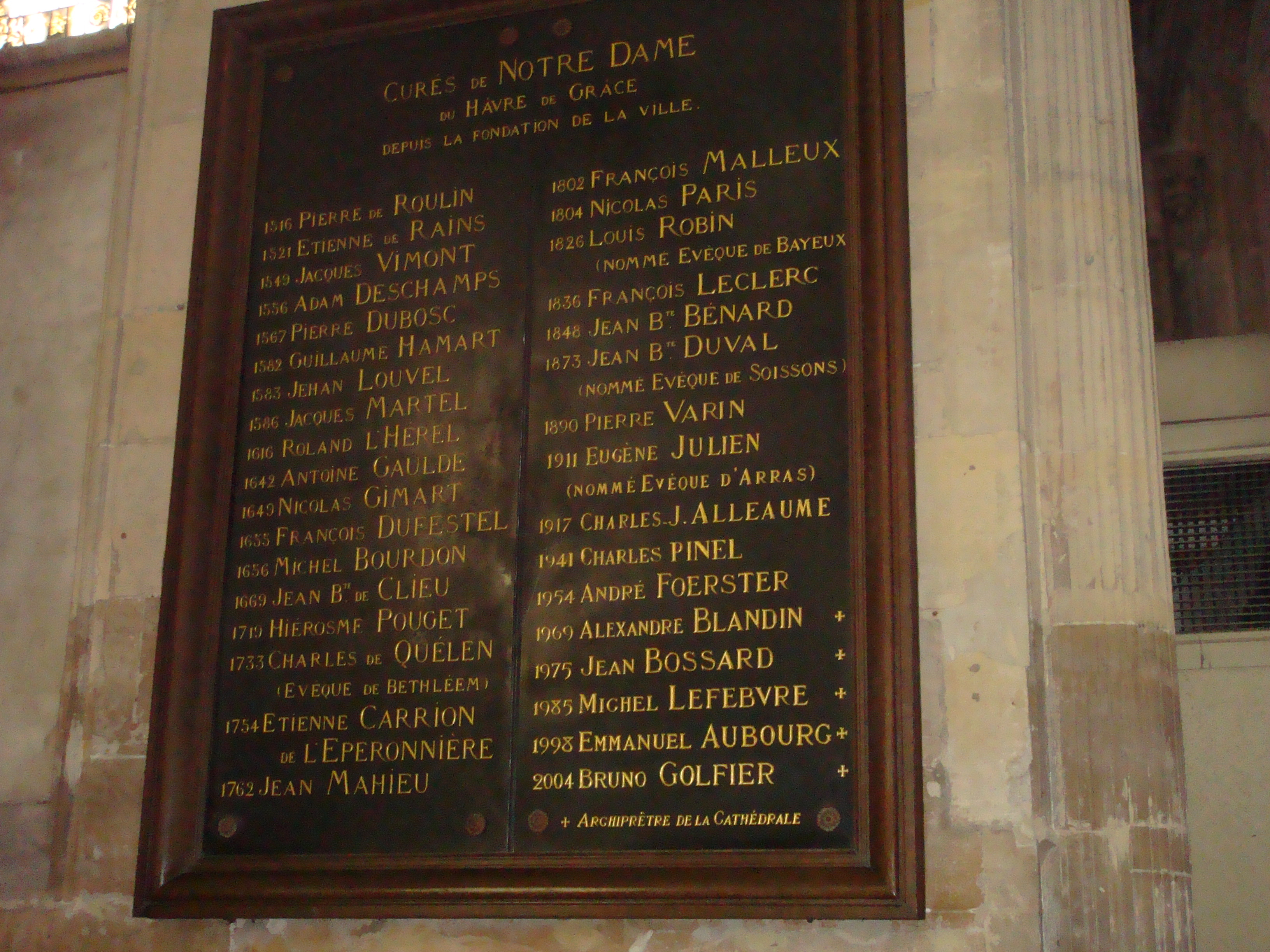
Liste des curés de Notre-Dame du Havre

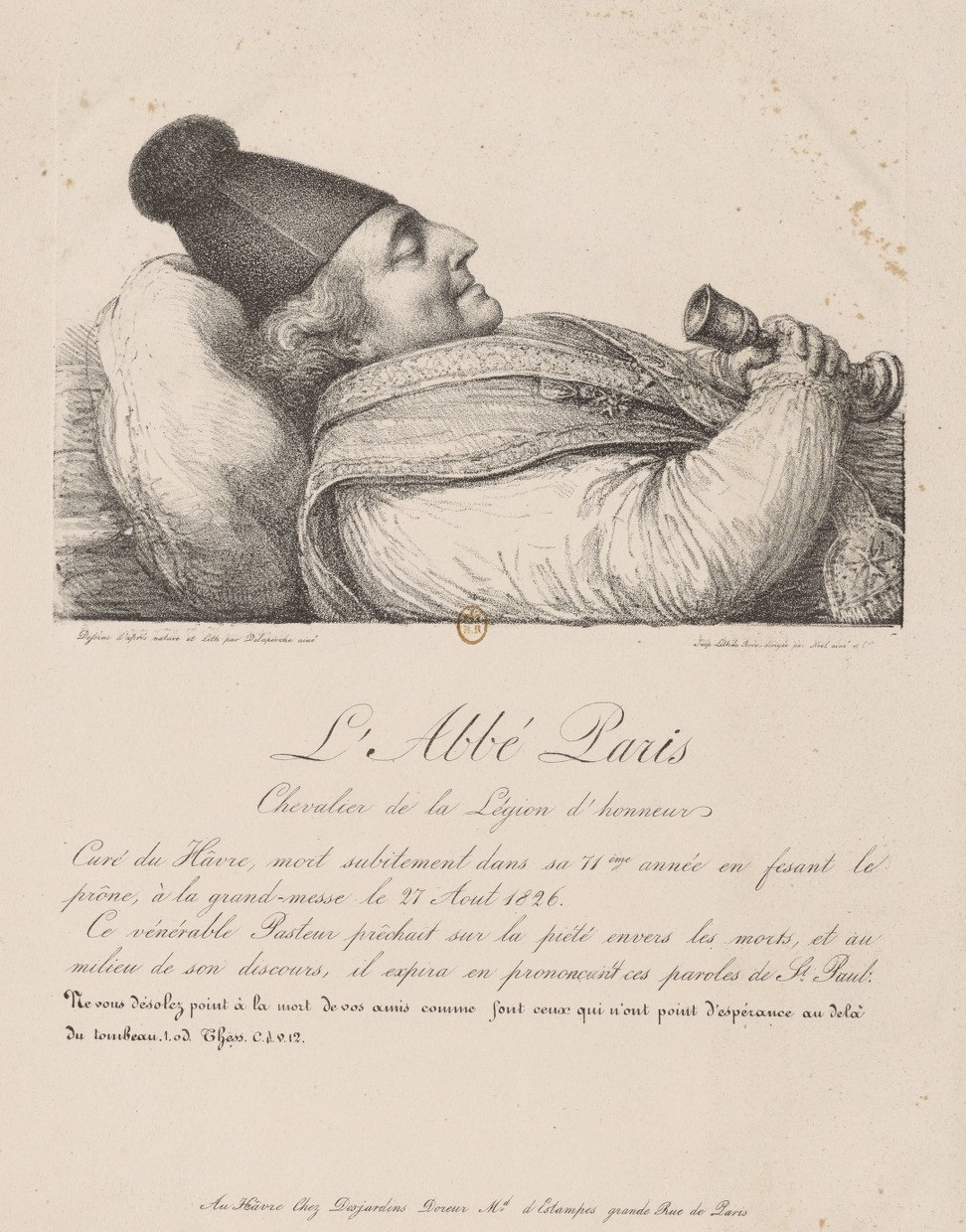
L'abbé, curé de Notre-Dame, mort lors de la grand messe du 27 août 1826 (lithographie de Delaperche).

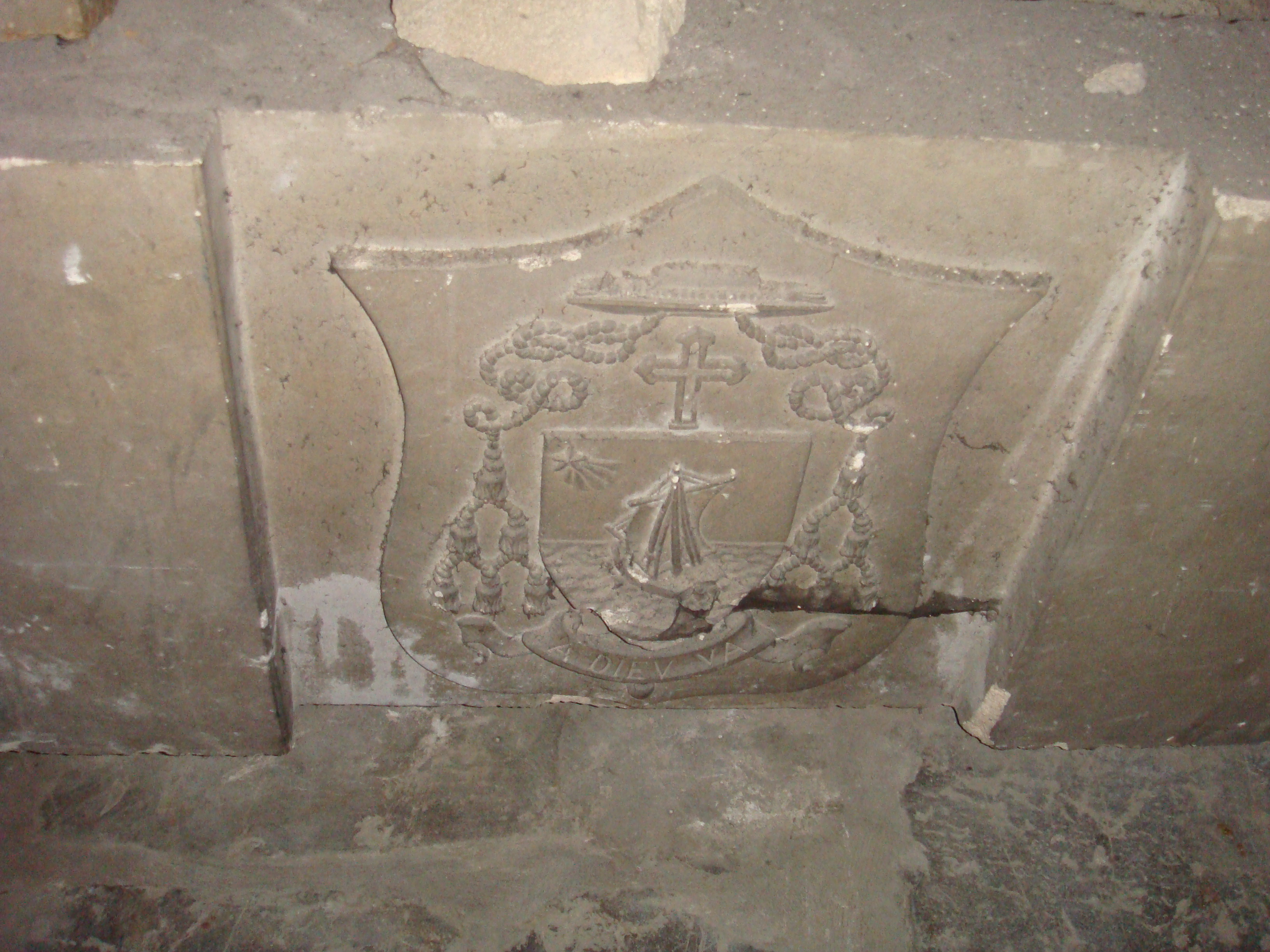
Morceau de fronton, entreposé dans le bas-côté nord de la cathédrale du Havre : Blason épiscopal de Monseigneur Eugène Julien, évêque d'Arras (ancien curé de Notre-Dame du Havre) et devise "A Dieu va".

Le signe « + » indique que le curé est archiprêtre de la cathédrale. Il est à préciser que dans les sources on peut rencontrer ce titre d'archiprêtre dès le XIXe siècle car à partir de 1837 l'église Notre-Dame devint siège d'un doyenné.
À noter que le père Jean-Baptiste de Clieu a été curé de Notre-Dame pendant cinquante ans (celui-ci mourut à 90 ans); il était connu car il était docteur à la Sorbonne, mais aussi parent de Gabriel de Clieu, un capitaine qui a introduit la café en Martinique.
| Évêques                  | Date du ministère |
| ------------------------ | ----------------- |
| Michel Saudreau († 2007) | 1974 - 2003       |
| Michel Guyard († 2021)   | 2003 - 2011       |
| Jean-Luc Brunin          | Évêque actuel     |

## L'extérieur de la cathédrale

### Général
| Dimensions de la cathédrale,                     | Mètres                                                    |
| ------------------------------------------------ | --------------------------------------------------------- |
| Longueur hors tout (sans compter les sacristies) | 62,90 (soit treize travées droites et une travée oblique) |
| Largeur hors tout                                | 27,30                                                     |
| Hauteur sous la voûte de la nef                  | 13,00                                                     |
| Largeur totale intérieure                        | 27,25                                                     |
| Largeur du vaisseau principal                    | 7,55                                                      |
| Largeur des collatéeaux                          | 3,95                                                      |
| Largeur du bas-côté des chapelles nord           | 4,05                                                      |
| Largeur du bas-côté des chapelles sud            | 3,95                                                      |
| Longueur des nefs latérales                      | 54,40                                                     |
| Longueur des bas-côtés des chapelles             | 50,00                                                     |

| Travées                                                                       | Longueur en m |
| ----------------------------------------------------------------------------- | ------------- |
| Travée 1 - Nef.                                                               | 4,9           |
| Travée 2                                                                      | 5             |
| Travée 3                                                                      | 4,4           |
| Travée 4                                                                      | 4,6           |
| Travées 5, 6 et 7 - Dernières travées de la nef.                              | 4,5           |
| Travée 8 - Travée correspondant au transept de la cathédrale.                 | 4,38          |
| Travée 9 - Première travée du chœur                                           | 4,5           |
| Travée 10                                                                     | 4,4           |
| Travée 11 - Vaisseau central et collatéraux - Dans les bas-côté des chapelles | 4,4 3,8       |

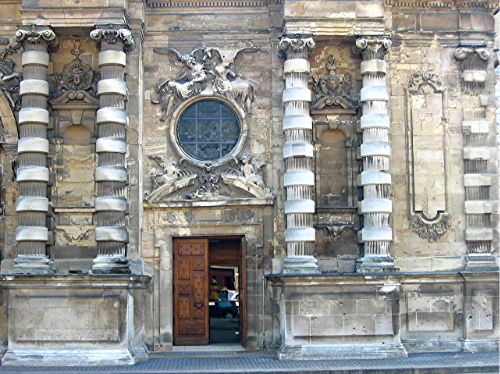
Détail de la façade de la cathédrale

| Travée 12 - Vaisseau central - Chapelles achevant les collatéraux             | 4,6 4,3       |
| Travée 13 - Début de la grande abside                                         | 4,3           |
| Travée 14 - Formant le trapèze refermant l'abside                             | 3,9           |

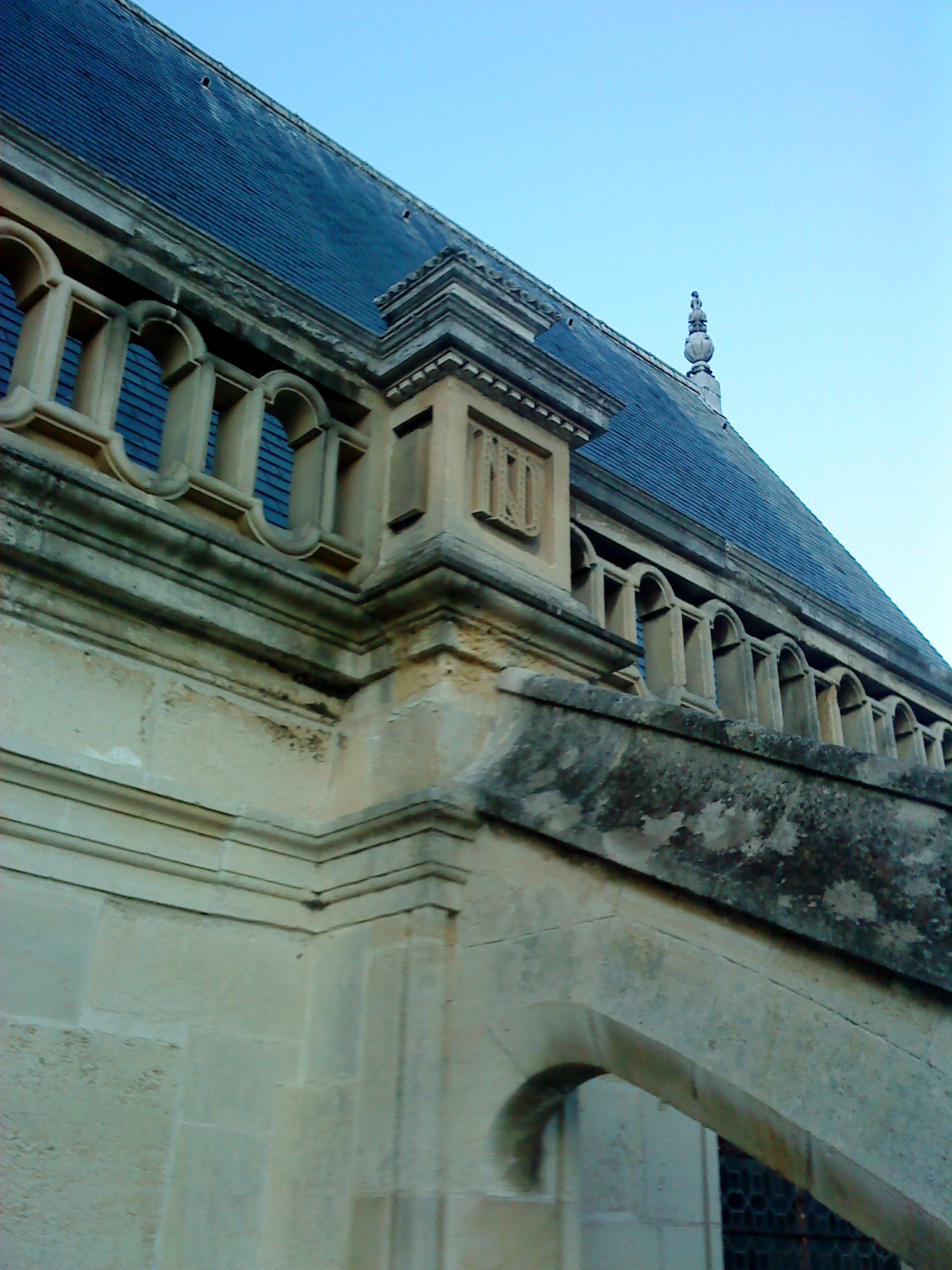
Le haut d'un pilastre, soutenu par un arc-boutant, se termine par un chapiteau dorique ; en dessous "ND" est gravée sur la pierre.

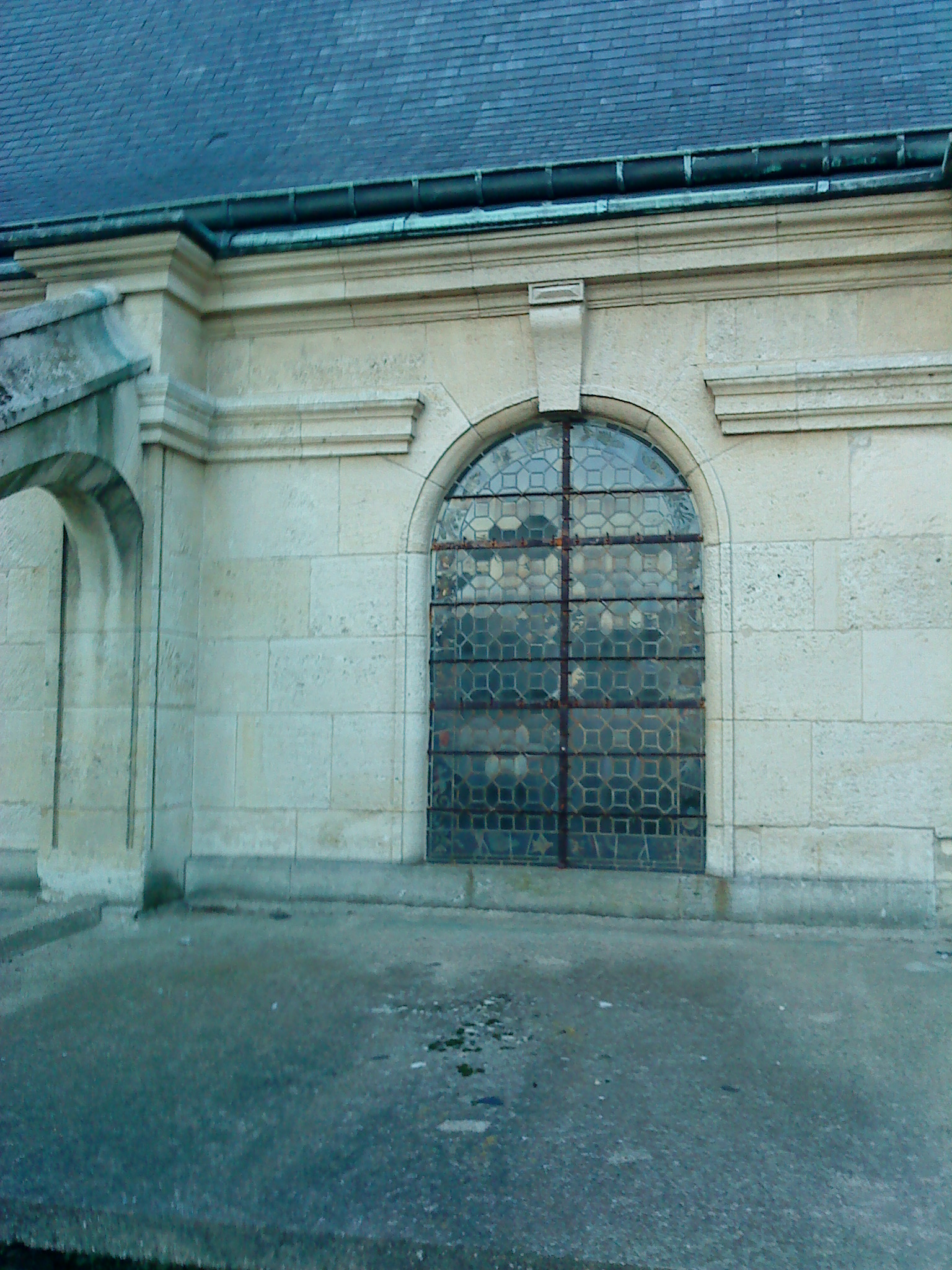
Les baies vitrées de la nef (deuxième niveau).

La cathédrale possède deux façades latérales différentes (avec leurs portails), de style Renaissance et classique, et une façade principale de style baroque et classique. La façade principale est bâtie en pierre de Caen, sauf la tour qui est en pierre de Vernon, plus résistante que la pierre de Caen, ce qui explique la couleur brune de la façade de la cathédrale ; la tour est globalement dans des nuances de gris clair, blanc et gris. Les murs, en pierre de Saint-Maximin, sont soutenus par des contreforts de style plutôt gothique, ornés de gargouilles.
Cependant, le monstre de saint Romain a disparu au profit de la salamandre dans les formes de certaines gargouilles, cet animal étant l'emblème de la ville. On note aussi la présence d'arcs-boutants, dont l'épaisseur montre une influence classique.
Le toit de la cathédrale, en ardoise, est entouré d'une balustrade (influence gothique). Les décorations extérieures (colonnes, pilastres, etc.) montrent bien une forte influence de type renaissance sur ce bâtiment de type gothique.
Les parties non reconstruites après le bombardement de 1944 sont abîmées par la pluie, car la pierre utilisée lors de la construction est un calcaire.
Outre la pluie, le vent marin transportant du sable contribue aussi à l'érosion des pierres de l'édifice (l'église Saint-Joseph du Havre, en béton, connaît les mêmes problèmes que la cathédrale). Ainsi, certaines gargouilles et le fronton au-dessus de la porte latérale nord menacent actuellement de tomber. Les murs reconstruits, eux aussi en pierre de taille calcaire, actuellement peu abîmés, commencent déjà à noircir. Malgré le mauvais état général des façades extérieures (et des menaces d'effondrement d'au moins deux façades), aucun chantier de restauration ou de rénovation n'est actuellement prévu.
Le parvis devant la cathédrale est récent, car il date de la reconstruction du Havre ; auparavant, les entrées principales (côté ouest) donnaient directement sur la rue. Pour Noël, le parvis accueille généralement le marché de Noël. Les deux petites tours, vers l'arrière de l'édifice, permettent de monter sur la terrasse, côtés sud et nord, depuis la sacristie. Celle du nord est maintenant utilisée comme cheminée pour la chaudière.

### La tour
La tour clocher, partie la plus ancienne de la cathédrale, a été érigée vers 1540. Sa flèche, gothique à l'origine, est aujourd'hui de type classique à croupe polygonale et possède deux imposants contreforts à chaque angle, dont un se prolonge dans le bas-côté sud de la cathédrale. Ces contreforts possèdent des motifs de décorations gothiques gravés dans la pierre. Leur sommet est aussi orné de décorations gothiques en forme de petite flèche. Au sommet de chacun se trouvait une gargouille, mais elles ont été enlevées (probablement lors de la restauration des années 1830-1840), de même sur des photos du début du XXe siècle nous pouvons observer une petite coupole au-dessus de la petite tour, flanquée sur le mur oriental, qui abrite l'escalier de la tour; cette disparition est inexpliquée car aucun document d'archive n'y fait référence. À l'extérieur, la pierre est très érodée, et ces contreforts sont abîmés.

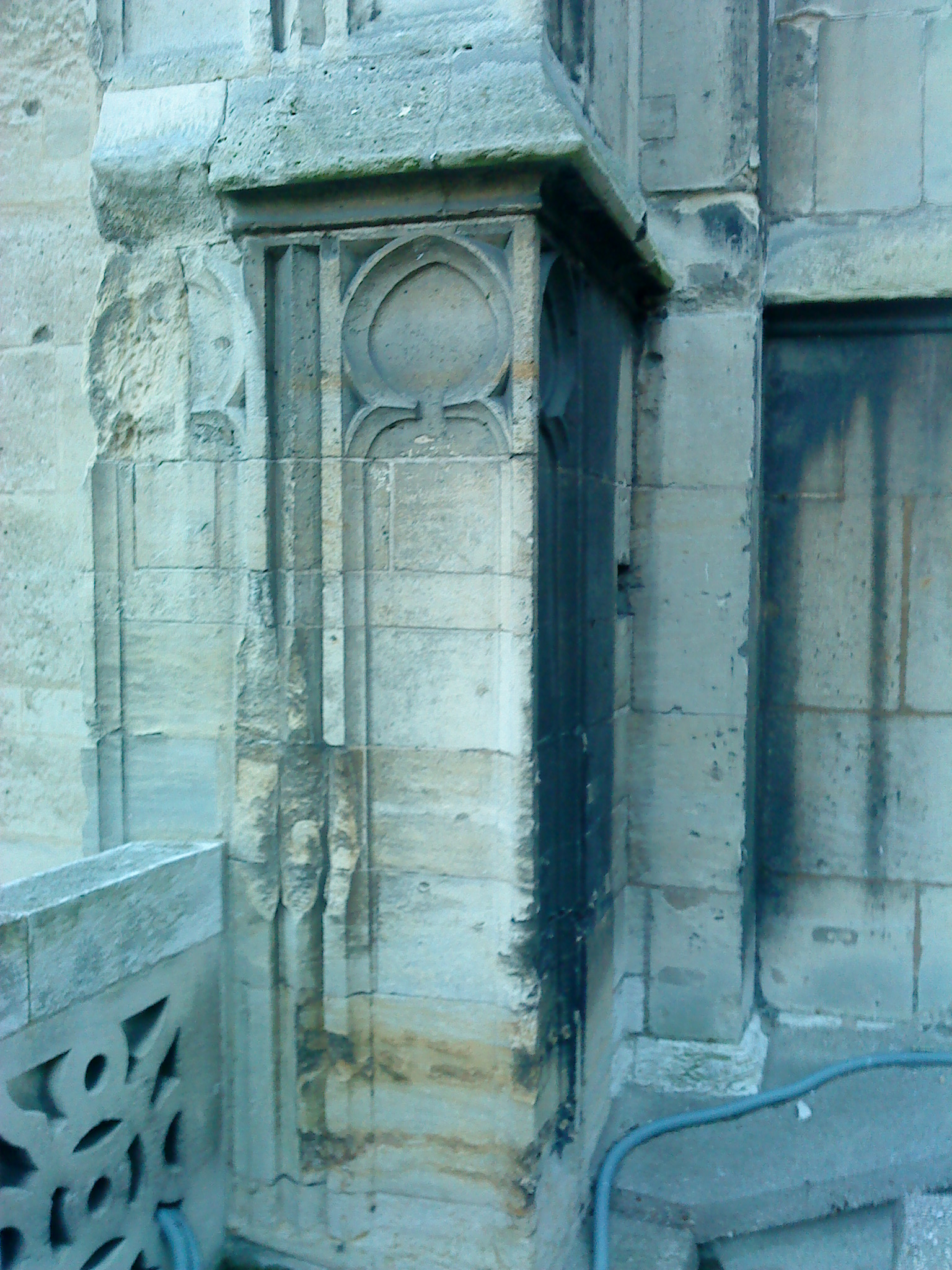
Détail de la décoration des contreforts de la tour. Les parties restaurées ont un unilobe brisé.
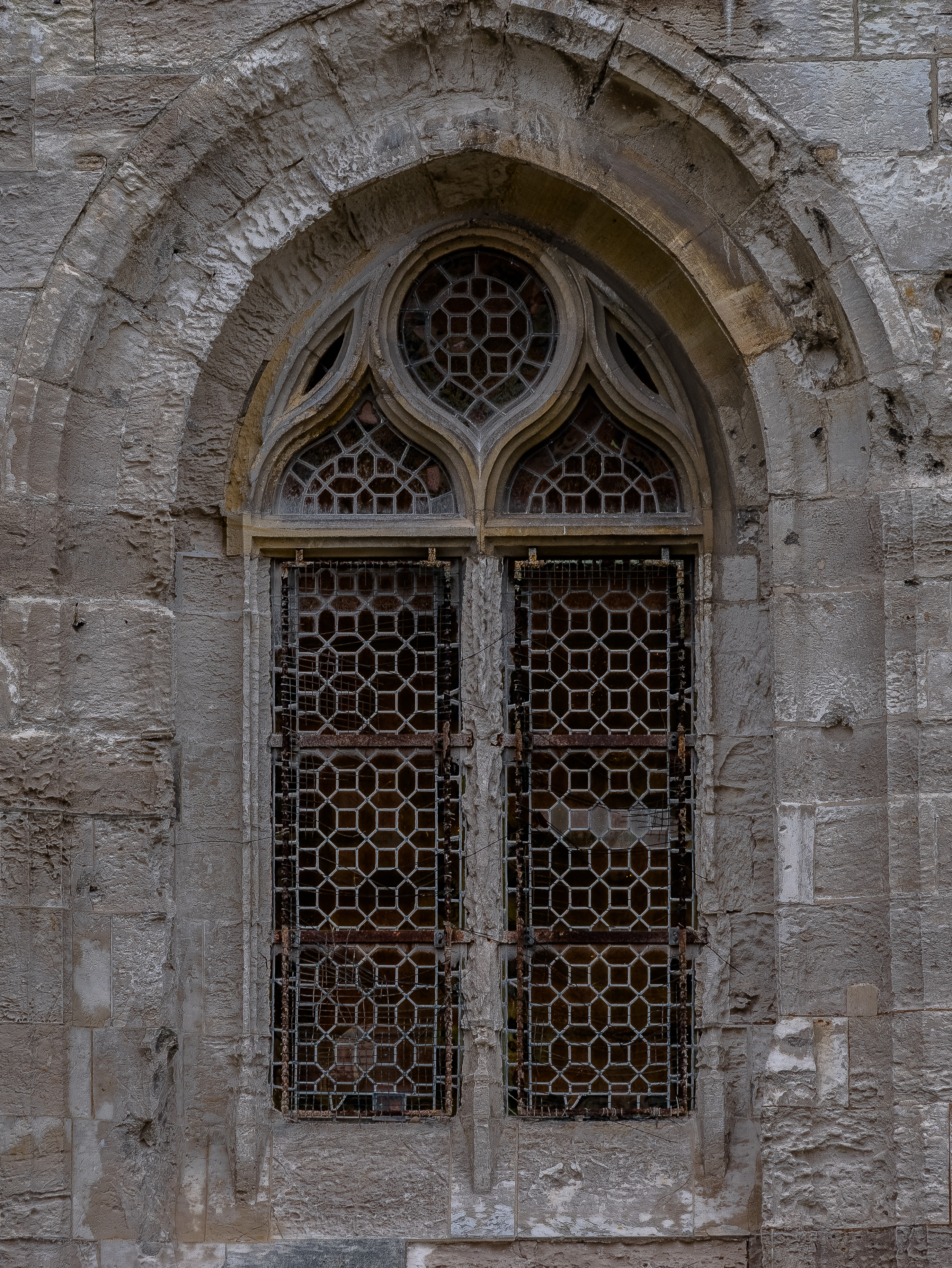
Traces de restaurations successives.
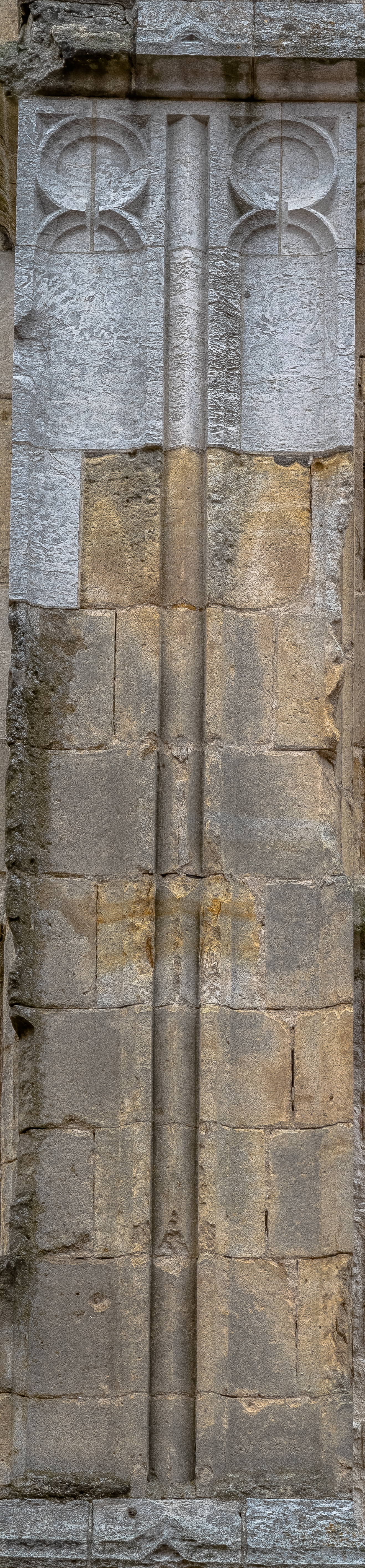
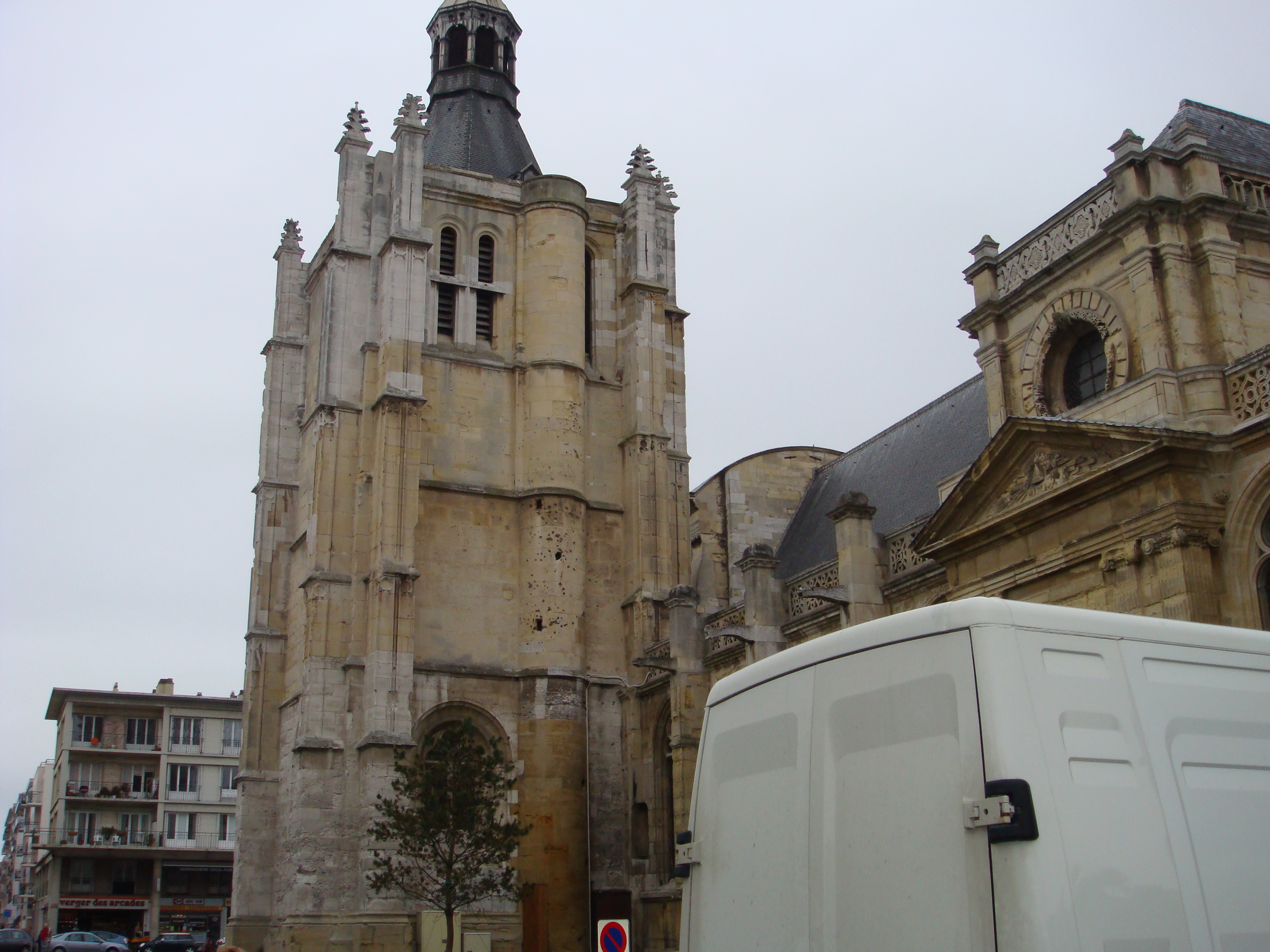
Tour de la cathédrale.

### Façade principale et ses trois portails (façade ouest)

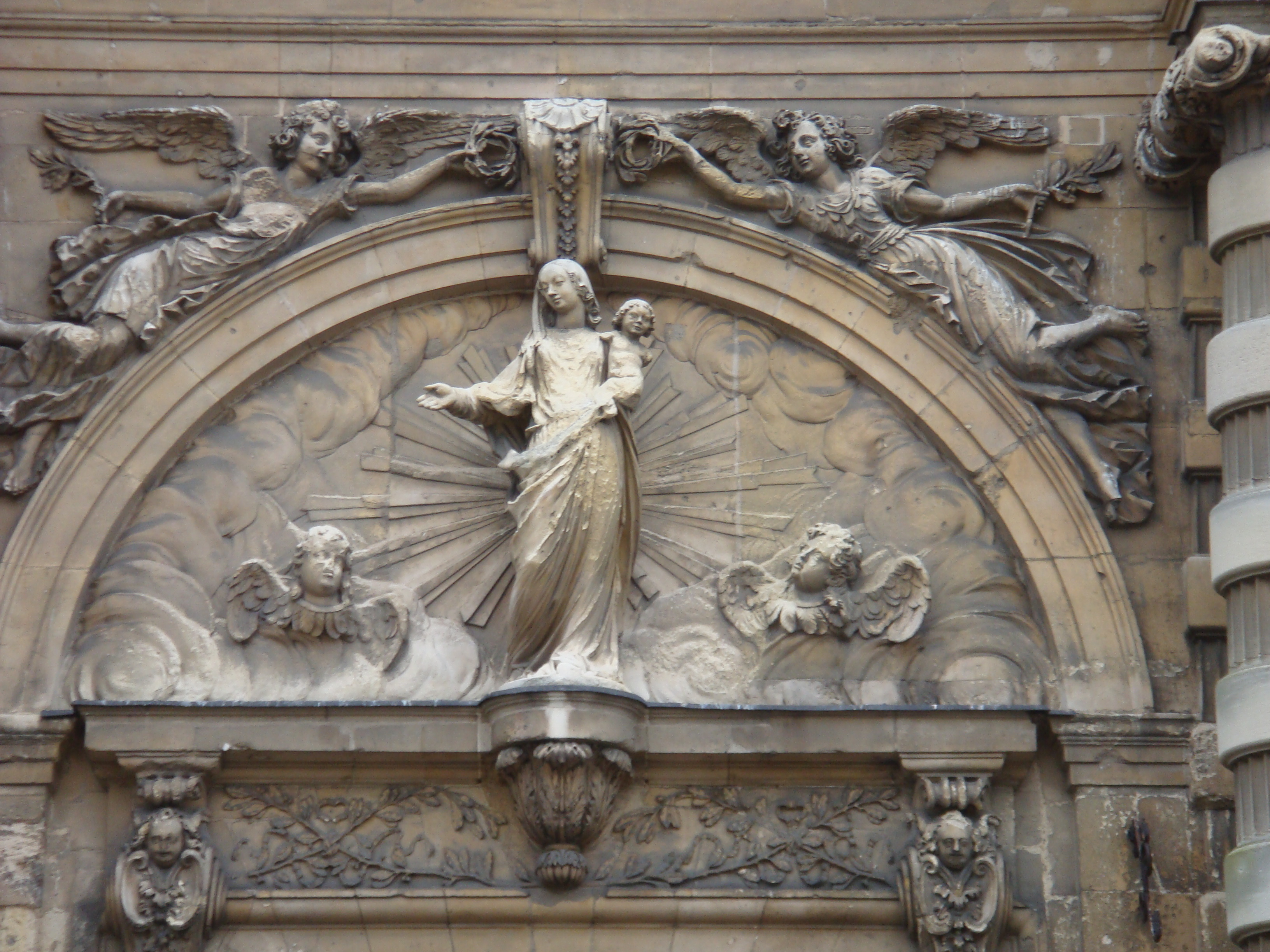
Tympan à l'entrée principale, datant de la restauration de 1830, avec sainte Marie tenant Jésus, au ciel, entourés d'anges.

La façade principale est de style baroque. Elle est ornée de sculptures en bas-relief d'anges, actuellement dégradées ; elle est dite « façade des anges jouant de la trompette », car des anges décorent ses deux portails latéraux. Les portes d'entrée (en bois) ne sont pas d'origine ; au-dessus des deux grandes portes du portail principal, sur les côtés, des pièces métalliques (toujours présentes) permettaient d'accrocher des ornements de couleur noire lors de cérémonies funéraires.
Chacun des deux portails latéraux est surmonté d'un fronton coupé (avec deux enfants assis sur les rampants et un culot de feuillage dans la coupure) et un œil-de-bœuf où sont assis les anges jouant de la trompette. La façade est aussi décorée par des colonnes cannelées et baguées de style ionique (influence classique) accouplées (quatre couples de colonnes) et doublées chacune de son pilastre. Deux autres pilastres forment les angles et correspondent à la hauteur des bas-côtés à l'intérieur.
Chacun de ces couples supporte des ressauts couronnés d'un petit fronton et amortis d'un entablement flanqué de volutes et chargé de balustrades. Les deux couples du milieu soutiennent au second niveau quatre colonnes cannelées (non baguées contrairement au premier niveau) de type corinthien sur piédestaux : en face sont disposés des pilastres.
Cette façade est percée d'un grand vitrail (à quatre lancettes), masqué à l'intérieur par les grandes orgues qui se situent au-dessus du grand portail principal. Au-dessus du grand vitrail, sur le grand fronton en anse de panier, un tympan représente la Sainte-Trinité : un triangle rayonnant. Des deux côtés de ce grand vitrail, la balustrade des terrasses supporte quatre grands pots-à-feux, refaits lors de la reconstruction de l'édifice, plus grands que les pots-à-feux d'origine ; entre les deux couples de flambants, il y a deux balustrades de style renaissance ; entre les pots-à-feux et la façade s'inscrivent des décorations en volutes, typiques de l'art baroque.
La décoration de la façade principale a été achevée lors de la restauration des années 1830 par la réalisation d'un tympan, et la construction du grand fronton cintré, bâti seulement en 1827. Le tympan, au-dessus du portail principal, comporte une statue de Vierge à l'Enfant et des anges dans les écoinçons.
Cette façade est aujourd'hui menacée car, outre des sculptures très abîmées, les colonnes sont fissurées de l'intérieur ; or une partie de la façade principale et des décorations (le grand fronton cintré, entre autres) est supportée grâce à ces colonnes. L'utilisation de la pierre de Caen pose problème sur cette façade, car le vent marin d'ouest l'abîme rapidement, ce qui explique que pendant le XIXe siècle, en 1905 et pendant la campagne de reconstruction partielle de la cathédrale, la façade ait été restaurée, et donc à intervalles réguliers et assez fréquemment : depuis le milieu du XIXe siècle, la façade a dû être restaurée à peu près tous les demi-siècles.
Actuellement le portail latéral sud de la façade est fermé, en raison d'un léger affaissement de la partie droite de la façade (le tympan du portail ondule légèrement) ; l'accès au portail est clos en raison du danger d'effondrement qui est évidemment dangereux pour un passant, d'autant plus que le 10 août qu'un riverain à alerter la mairie de l'effondrement d'une partie d la corniche.

### Façade nord et son portail, dit portail de l'Ave Maria
Au fronton de ce portail, les balustrades (sur deux niveaux) qui entourent le toit de la cathédrale, prennent la forme de mots retranscrivant les phrases latines :
| AGNUS DEI AVE MARIA GRATIA PLENA | Agneau de Dieu Je vous salue Marie, pleine de grâce |

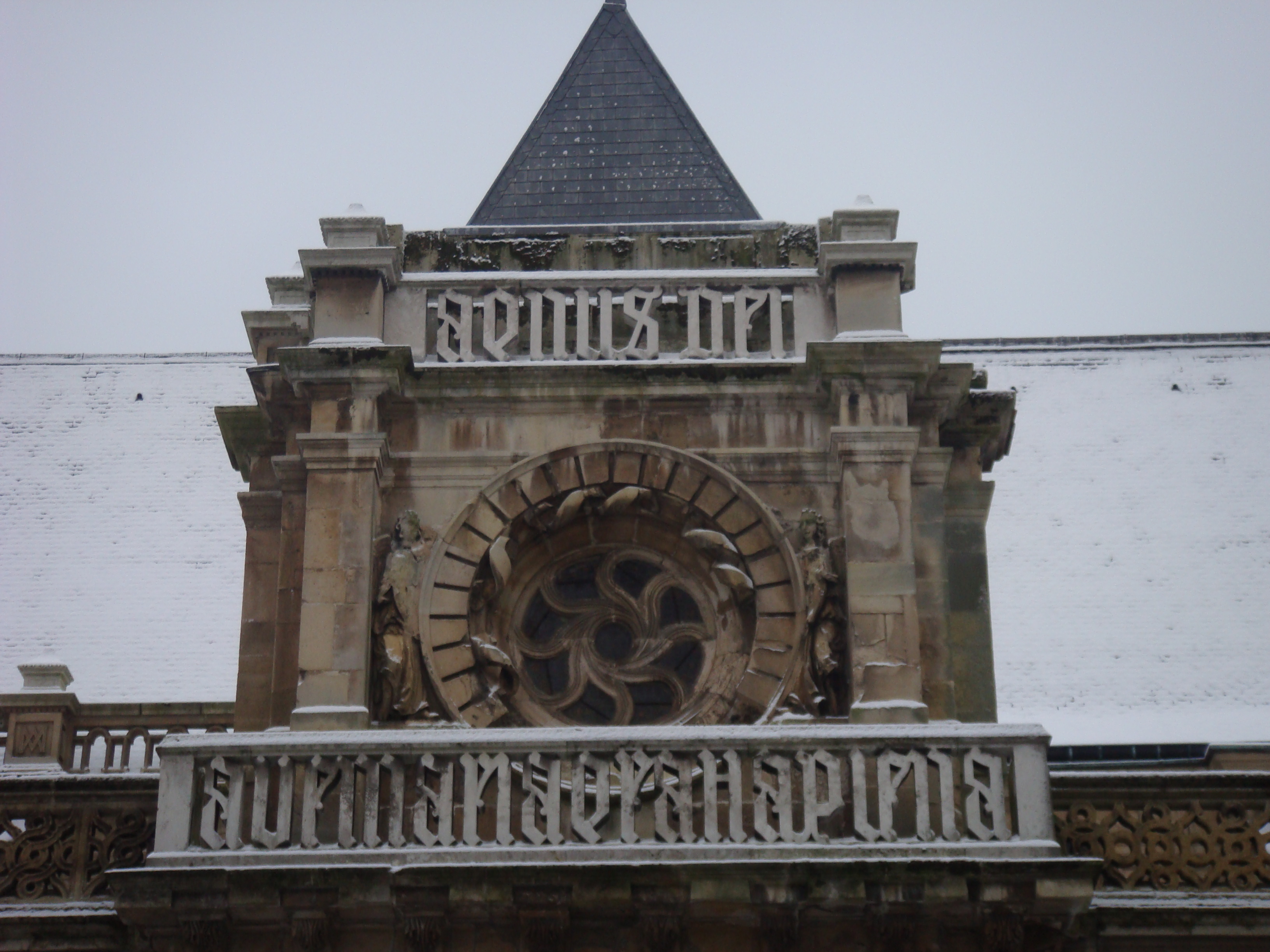
Niveau supérieur de la décoration de la façade du portail nord (transept) : Rose, balustrades, sculpture d'anges et pilastres à chapiteau d'ordre dorique.

Par le passé, elles étaient plus petites. De plus c'est « Quis ut Deus » (la devise de l'archange Saint Michel) qui figurait sur la balustrade supérieure, et non pas « Agnus Dei » ; cette balustrade avait été remaniée pour recevoir le texte « Femina circumdabit virum », phrase de Jérémie (Chapitre 31, verset 22). Le triangle au-dessus, était décoré par un bas-relief représentant Dieu le Père appuyé sur deux chérubins, mais qui n'a pas été restitué.
La façade nord (latérale) est ornée de colonnes nervurées. Les colonnes supportent un grand ensemble de niches (elles devaient accueillir les statues de David, d’Isaïe, d’Élie et d’Énoch), qui supportent elles-mêmes la corniche où se trouve la première balustrade. Deux statues d'anges entourent le vitrail circulaire, mais ces sculptures sont assez altérées. Ce vitrail circulaire, en œil-de-bœuf, de la façade nord ressemble un peu aux rosaces gothiques, c'est une rose flamboyante reprenant les traditions du Moyen Âge.
Ce portail est très abîmé (surtout les colonnes) et la pierre est noircie. Une tentative de nettoyage des pierres avec des jets d'eau à haute pression a aggravé les choses lors de la restauration de 1988 : la pierre calcaire n'a pas résisté à ce traitement et s'est encore plus abîmée. De plus, le fronton au-dessus de la porte d'entrée menace de s'effondrer (particulièrement les jours de grand vent). La décoration autour de l'œil-de-bœuf est dans un piteux état (une partie de la décoration est tombée sur la terrasse).
Au-dessus de la porte d'entrée, une plaque très dégradée (le dernier mot est même amputé) est gravée de la phrase : Anno 1843 … uratum. Cette plaque fait peut-être référence à la campagne de restauration lancée vers 1830.

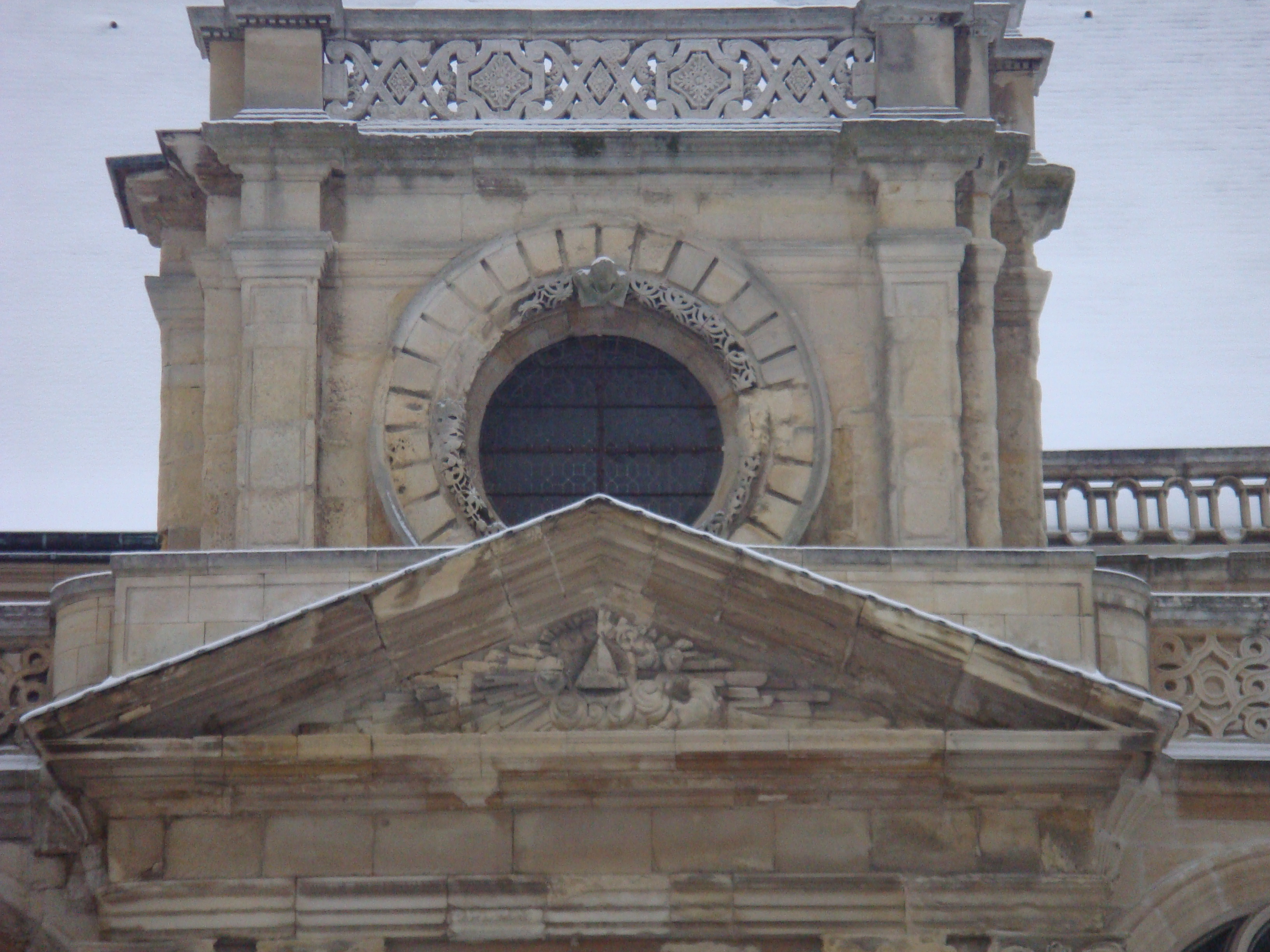
Partie supérieure de la façade sud (transept): Œil-de-bœuf, tête d'ange, fronton triangulaire, triangle de la Sainte-Trinité, balustrades et pilastres.

### Façade sud et son portail
La façade latérale sud a été restaurée partiellement : un des deux œils-de-bœuf n'a pas été refait lors du remaniement de 1828. C'est une façade de style classique, ornée de quatre pilastres nervurés; dans la description du l'abbé Cochet, il parle de « froid pastiche classique ». Au centre du fronton triangulaire, le tympan présente un triangle qui rayonne, symbolisant la Sainte-Trinité.
Un œil-de-bœuf peut se voir au-dessus du fronton encadré par deux pilastres, mais la décoration qui entoure le vitrail est très dégradée (tout comme celle de l'autre portail latéral). Par le passé, une tradition prétendait que la balustrade du portail formait le mot « Pater ». Dans le portail, au-dessus de la porte d'entrée (la partie cintrée), un blason est orné des lettres « AM », c'est-à-dire Ave Maria. Le portail lui-même est assez détérioré, sans pour autant être menacé. Dans le portail, au niveau du sol en remarque quelques pierres de Vernon (de couleur blanche) qui proviennent du portail original.

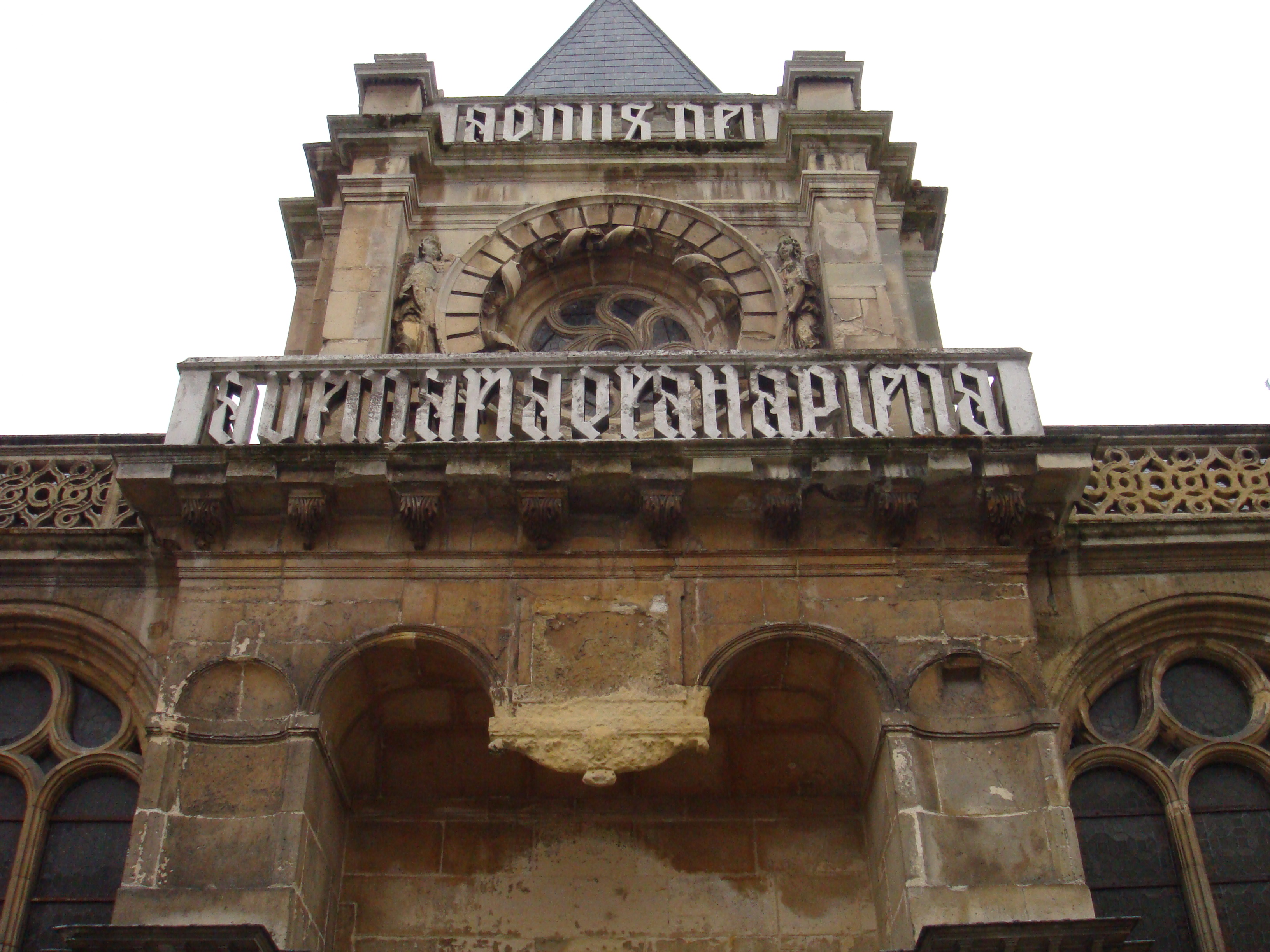
Grande niche, rose et balustrades sur la partie supérieure de la façade du croisillon nord.
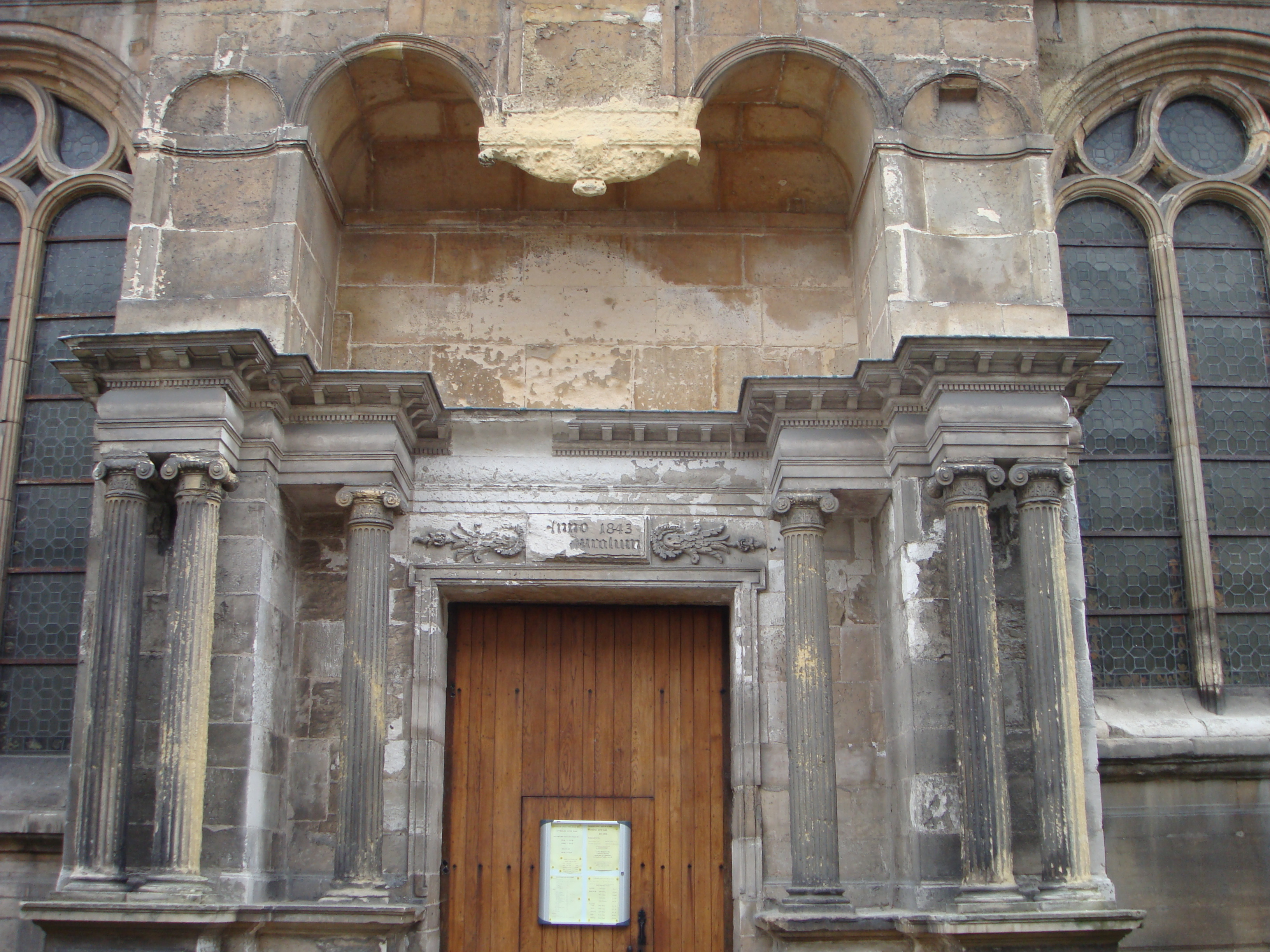
Portail du croisillon nord.
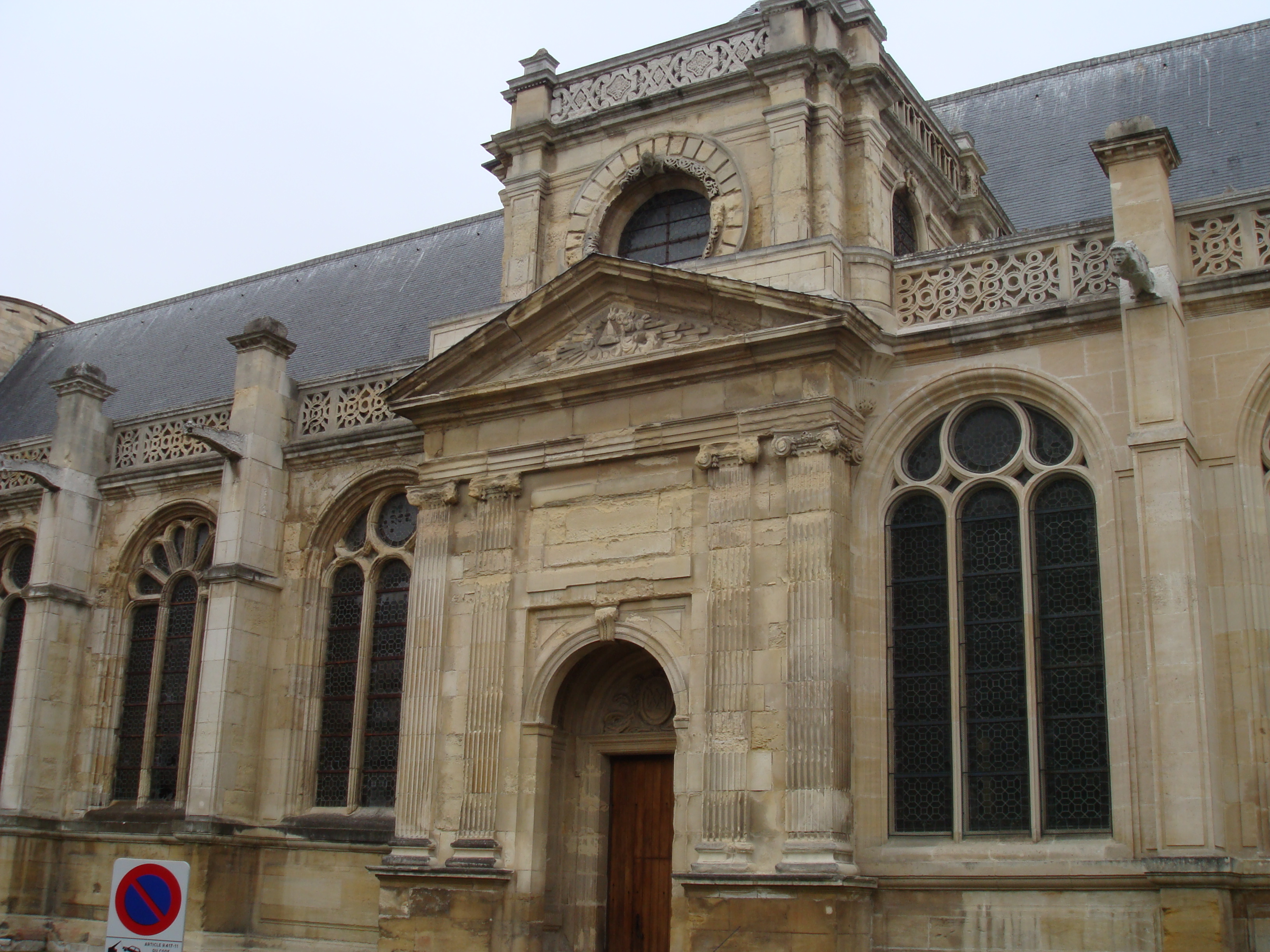
Façade et portail du croisillon sud.
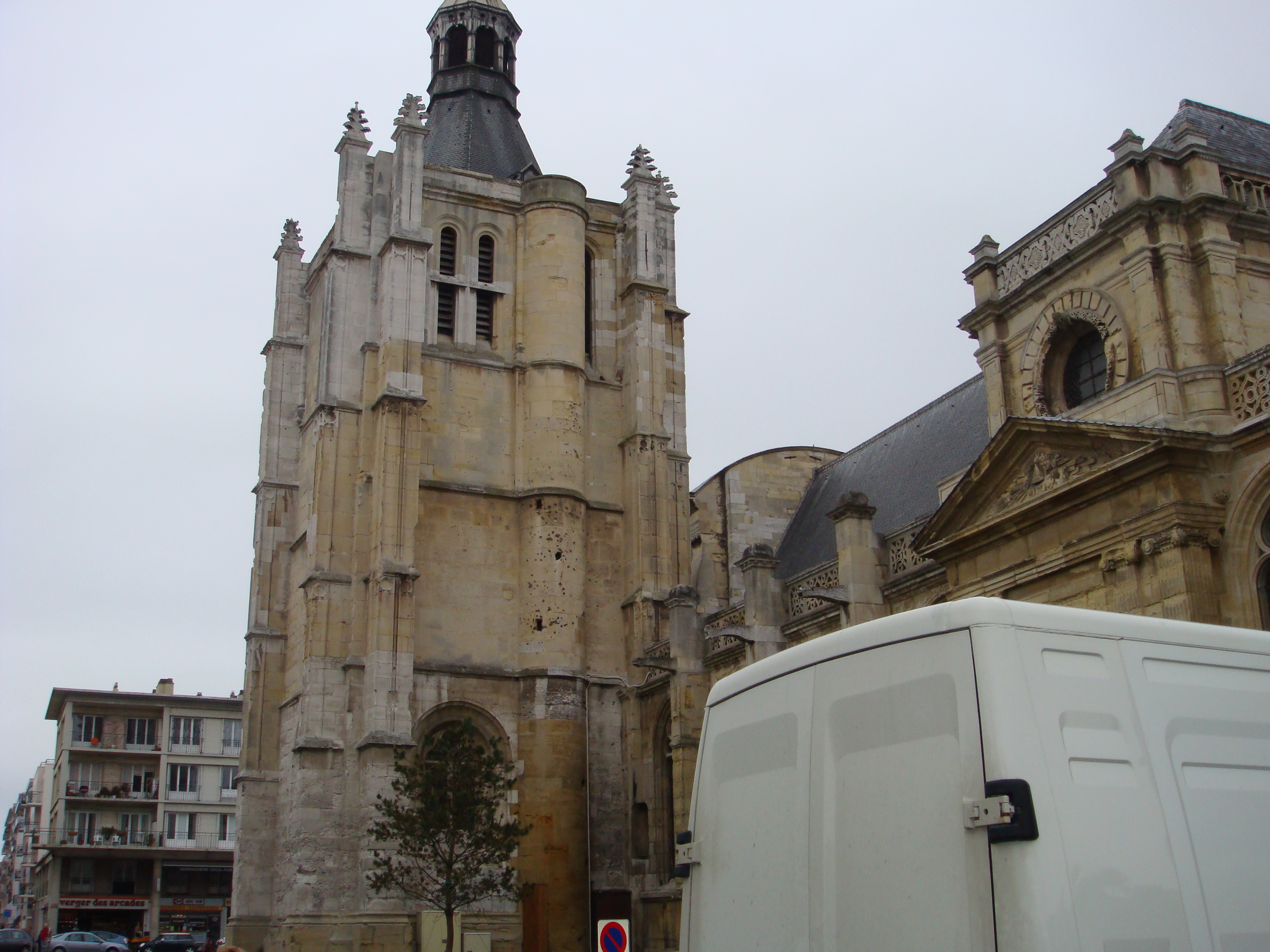
Tour de la cathédrale.
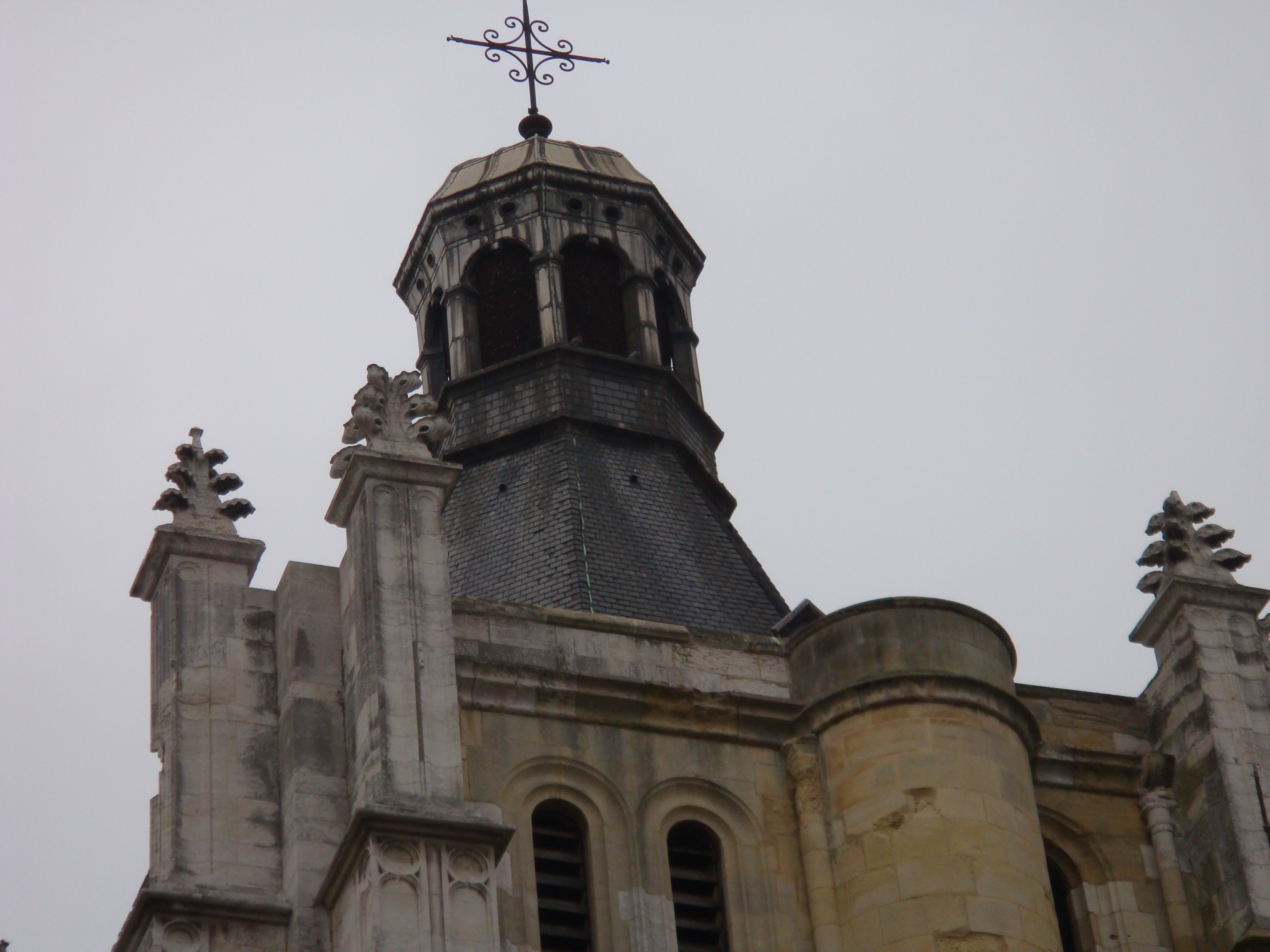
Flèche classique de la tour, et décoration des contreforts en forme de petites flèches gothiques.
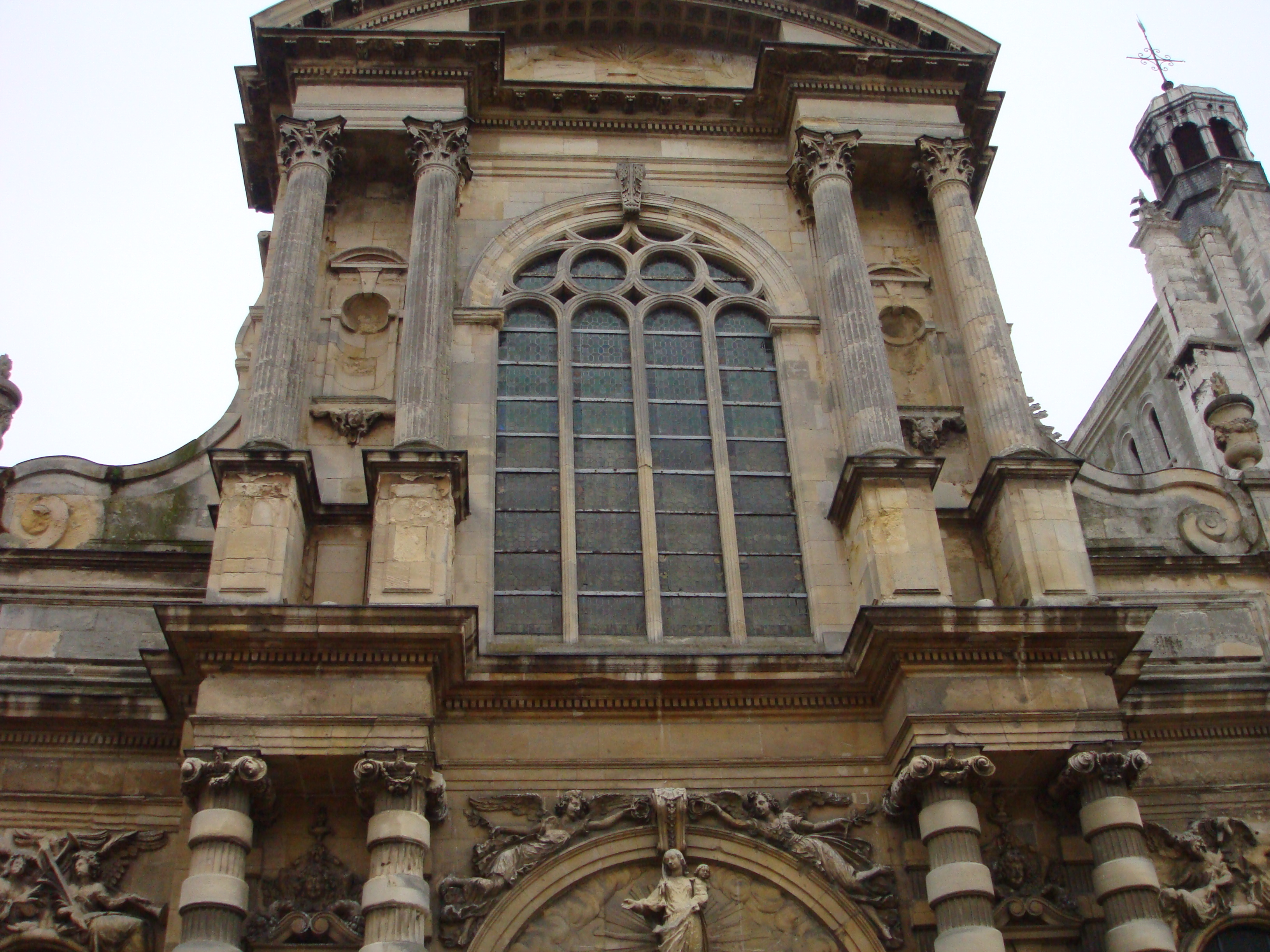
Façade principale percée d'une baie vitrée, avec un grand fronton cintré.
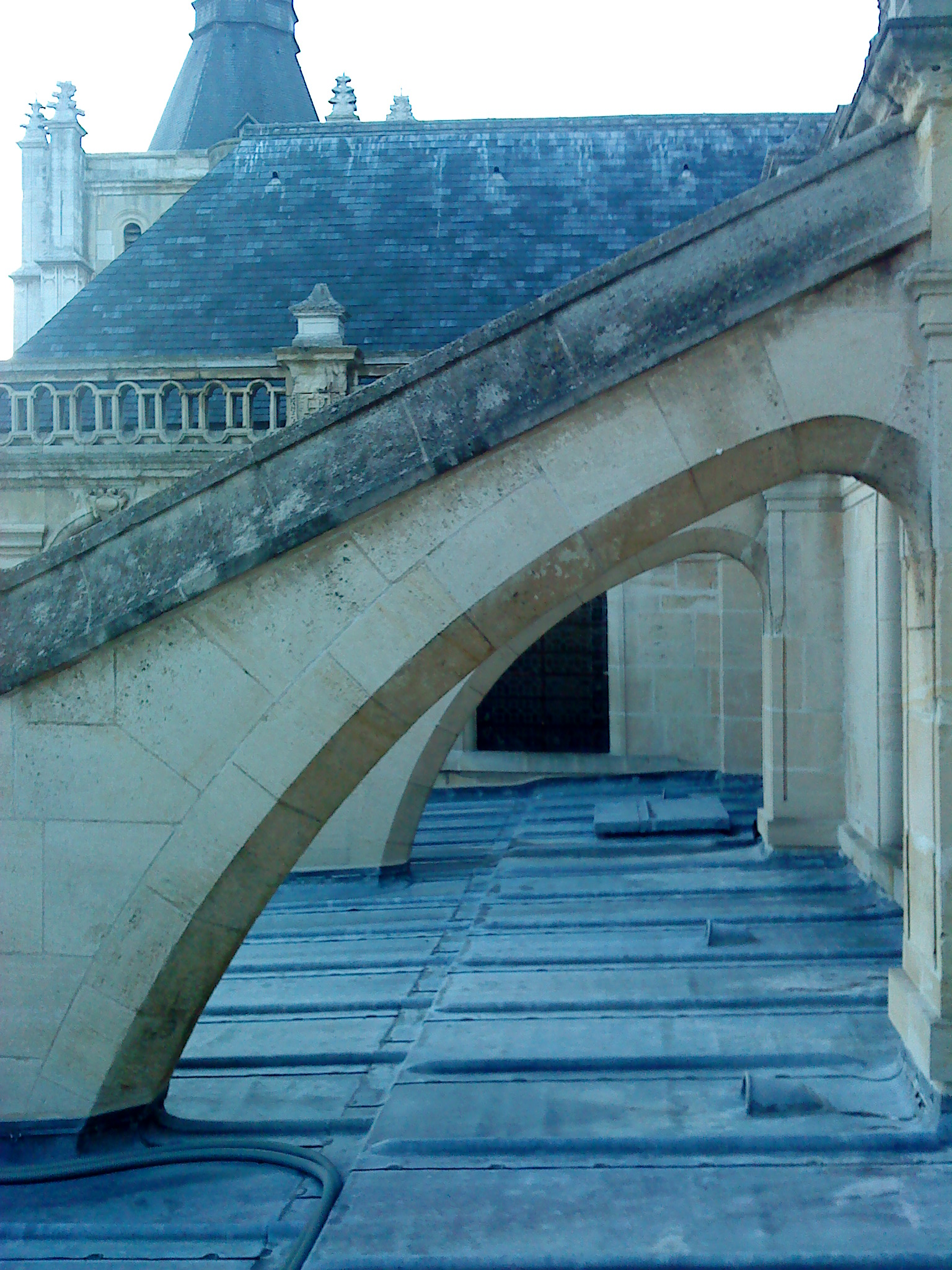
Terrasse du bas-côté sud avec les arcs-boutants.
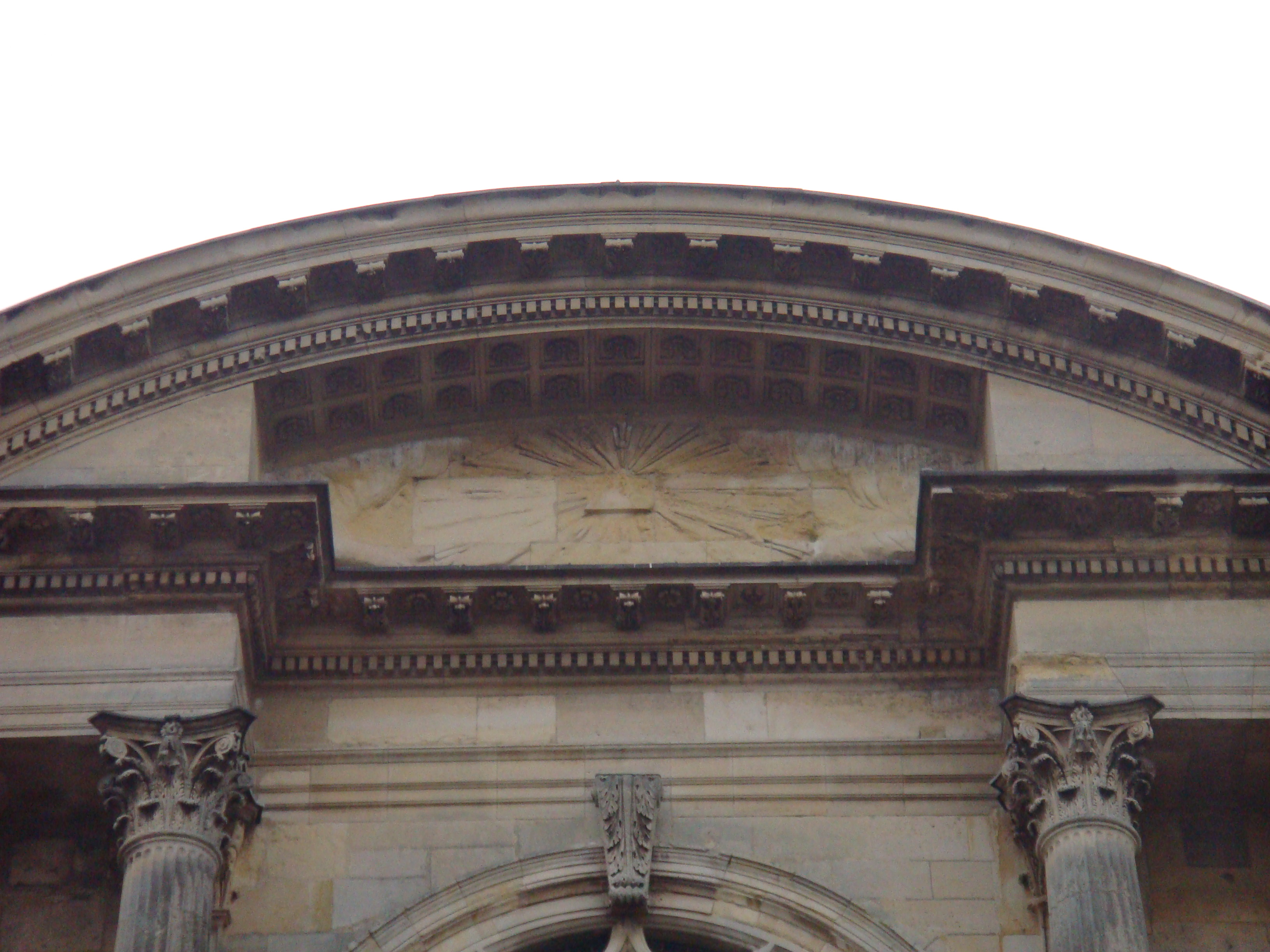
Le grand fronton cintré de la façade principale de la cathédrale, avec le triangle symbolisant la Sainte Trinité.
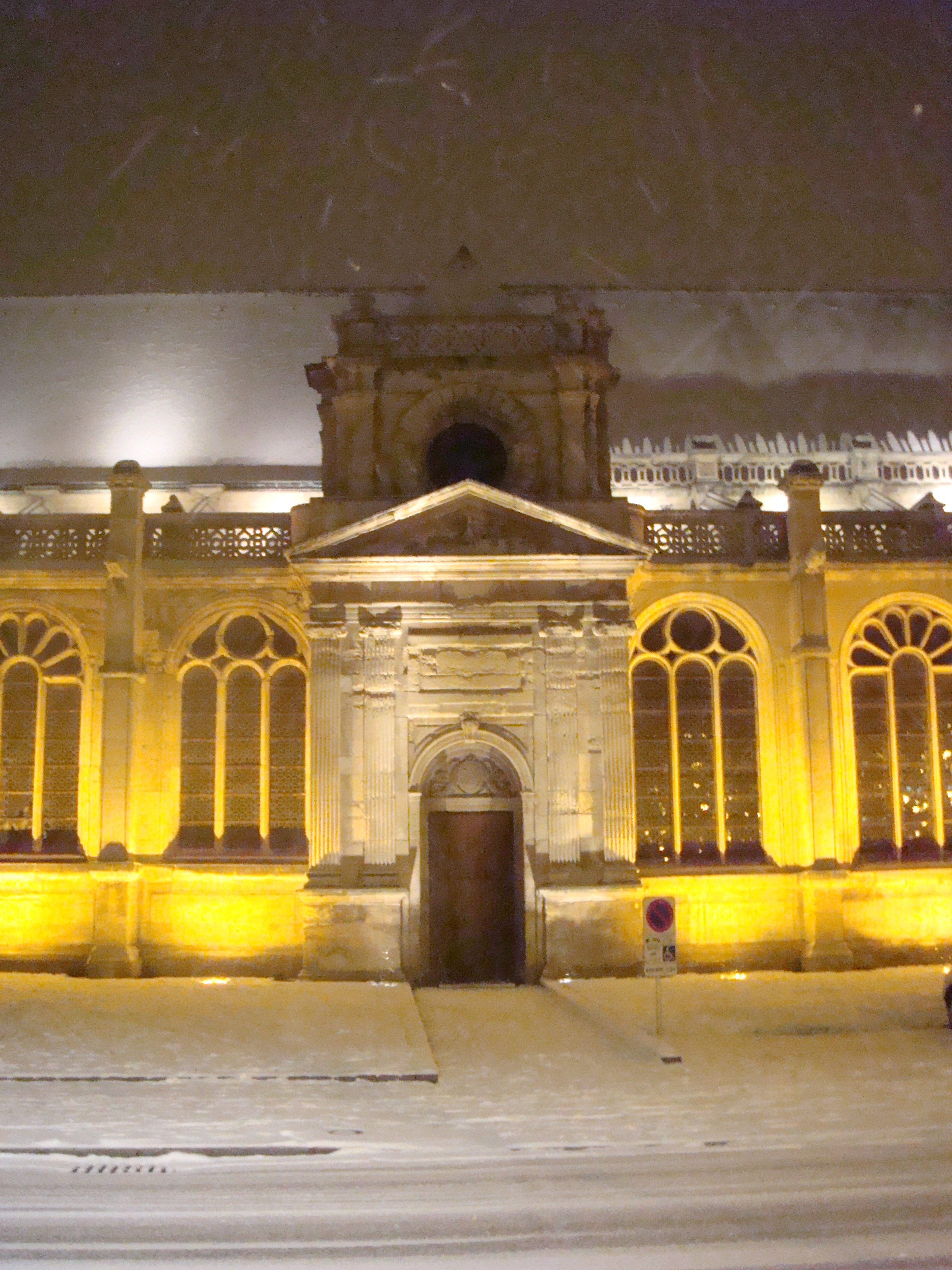
Portail sud et sa façade éclairés.
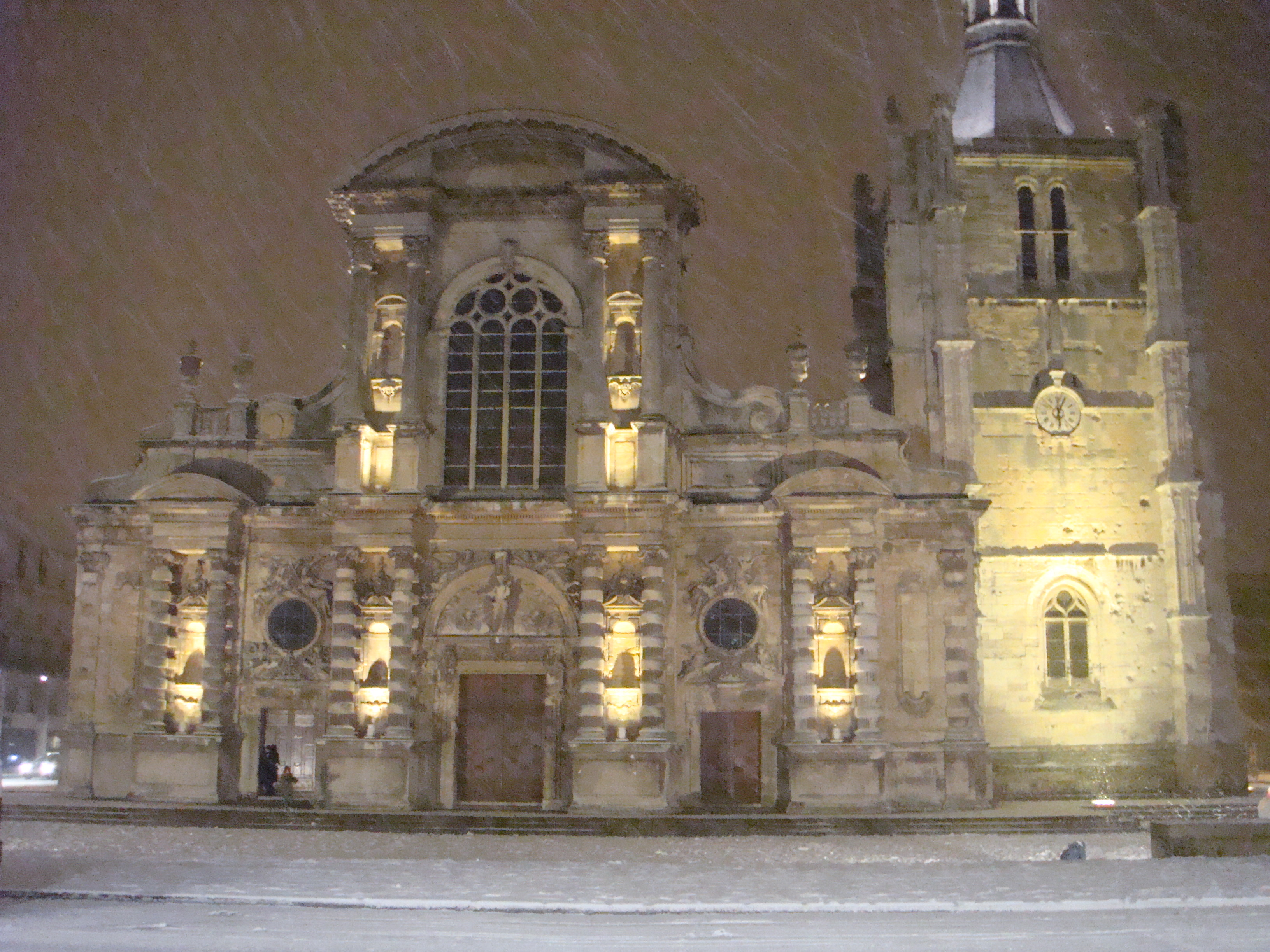
Façade principale et la tour éclairées.
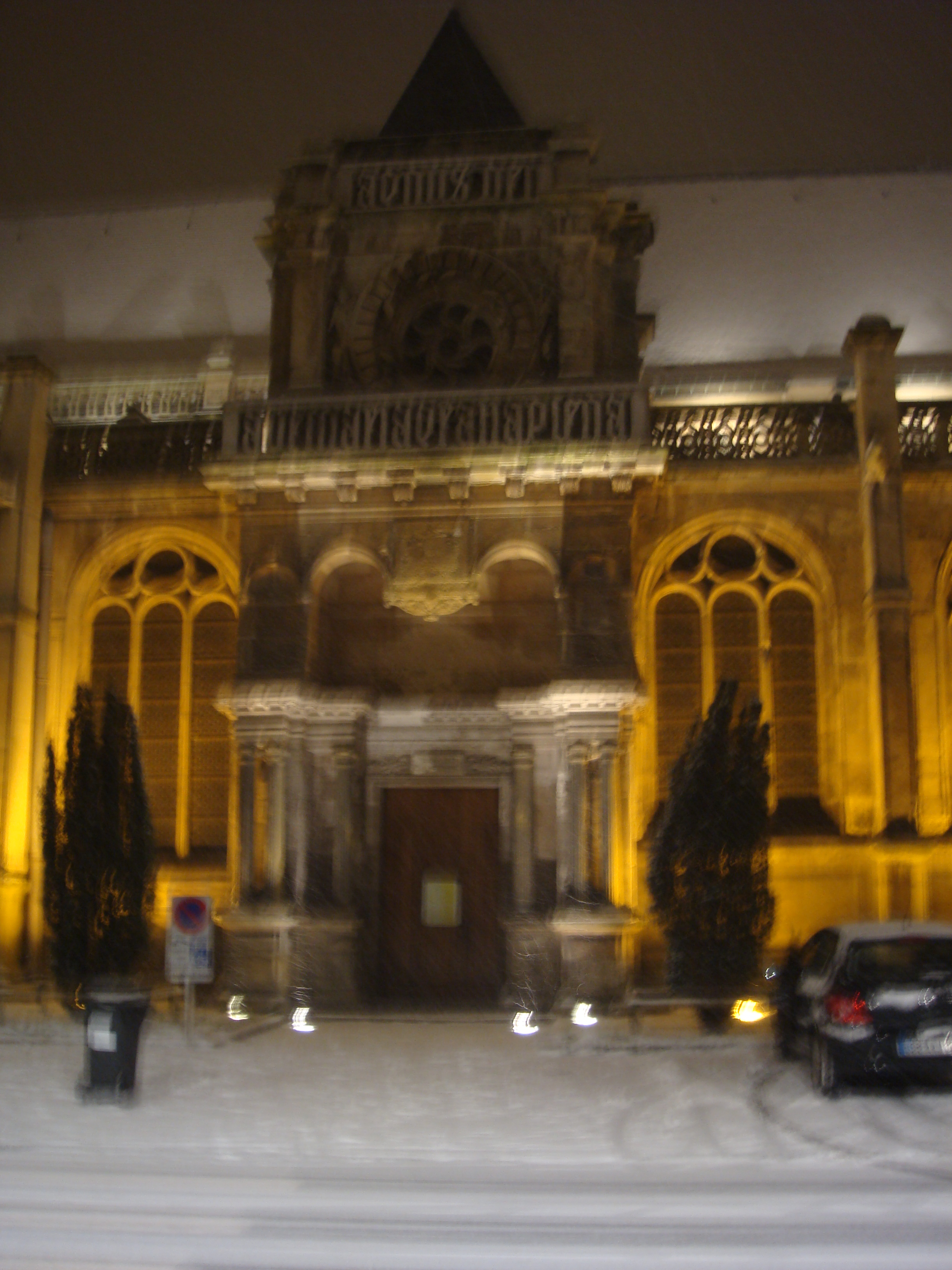
Portail nord et sa façade éclairée.
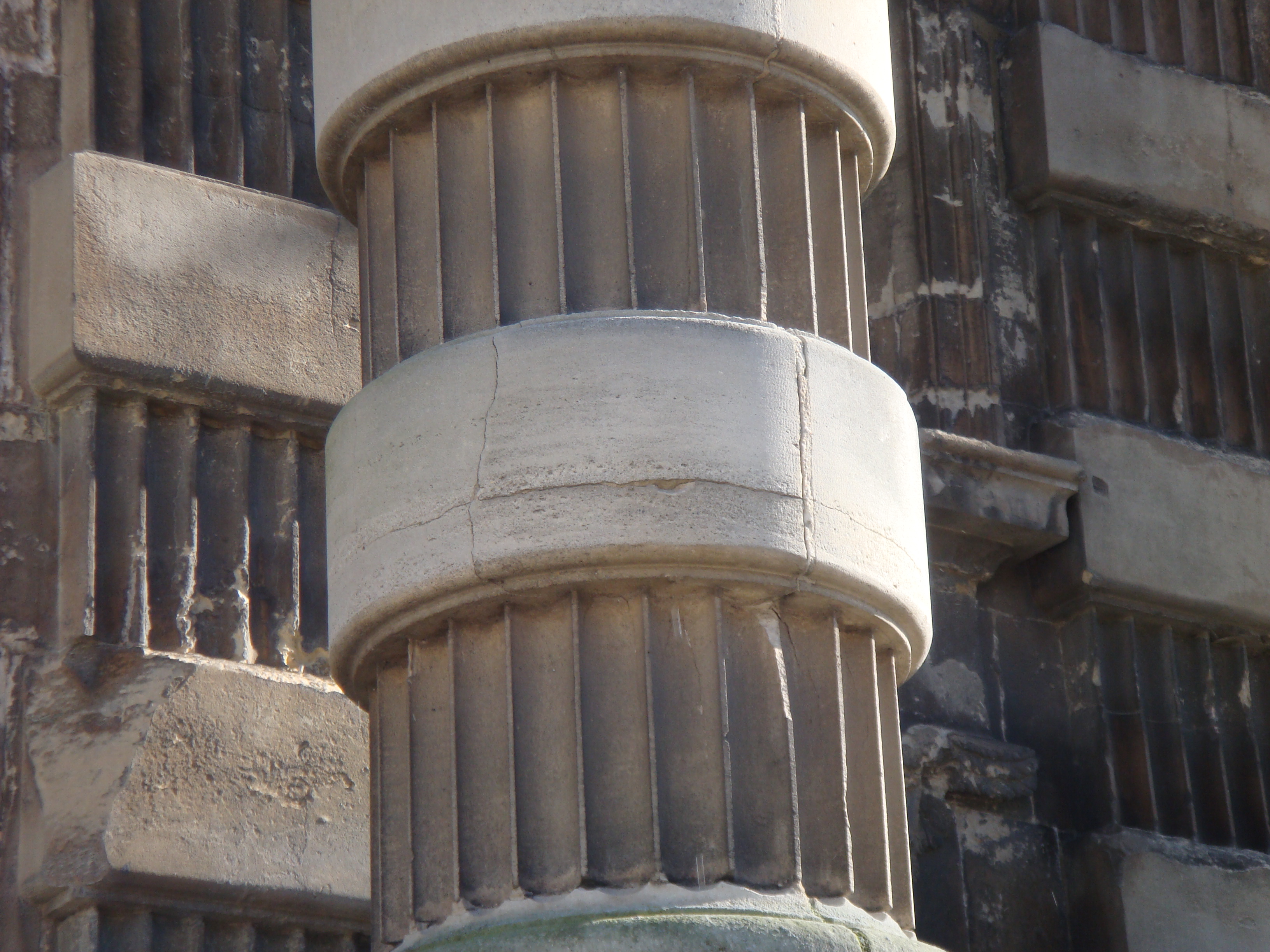
La pierre (de Caen) éclate en surface du pilier (à cause de l'humidité, et du gel en cas de grand froid) ; mais les colonnes se fissurent aussi, de façon cachée, à l'intérieur.
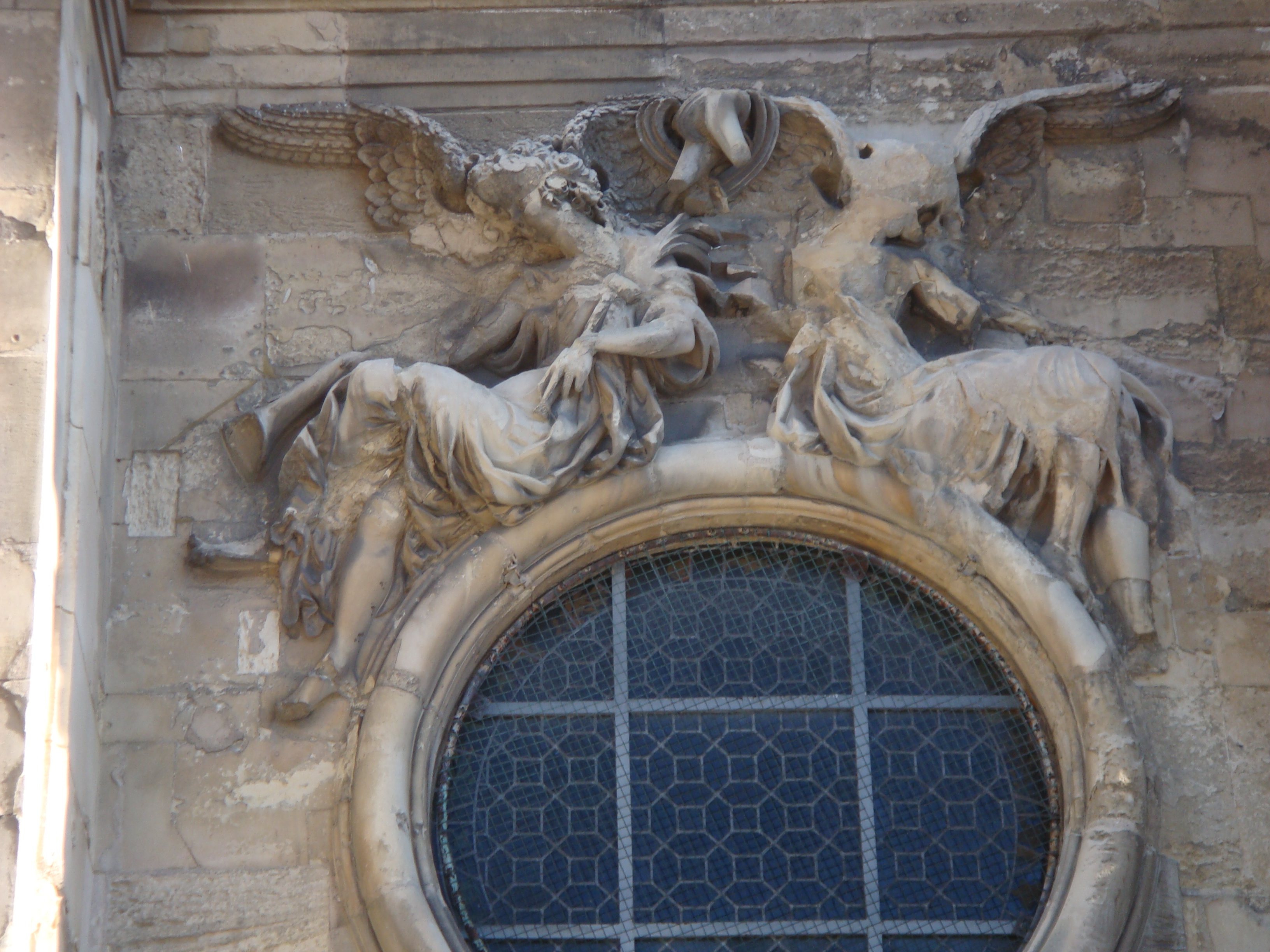
Bas-relief de la façade principale (anges jouant de la trompette) endommagée par le temps : le vent (salin) et la pluie dégradent rapidement la pierre de Caen qui constitue la façade.
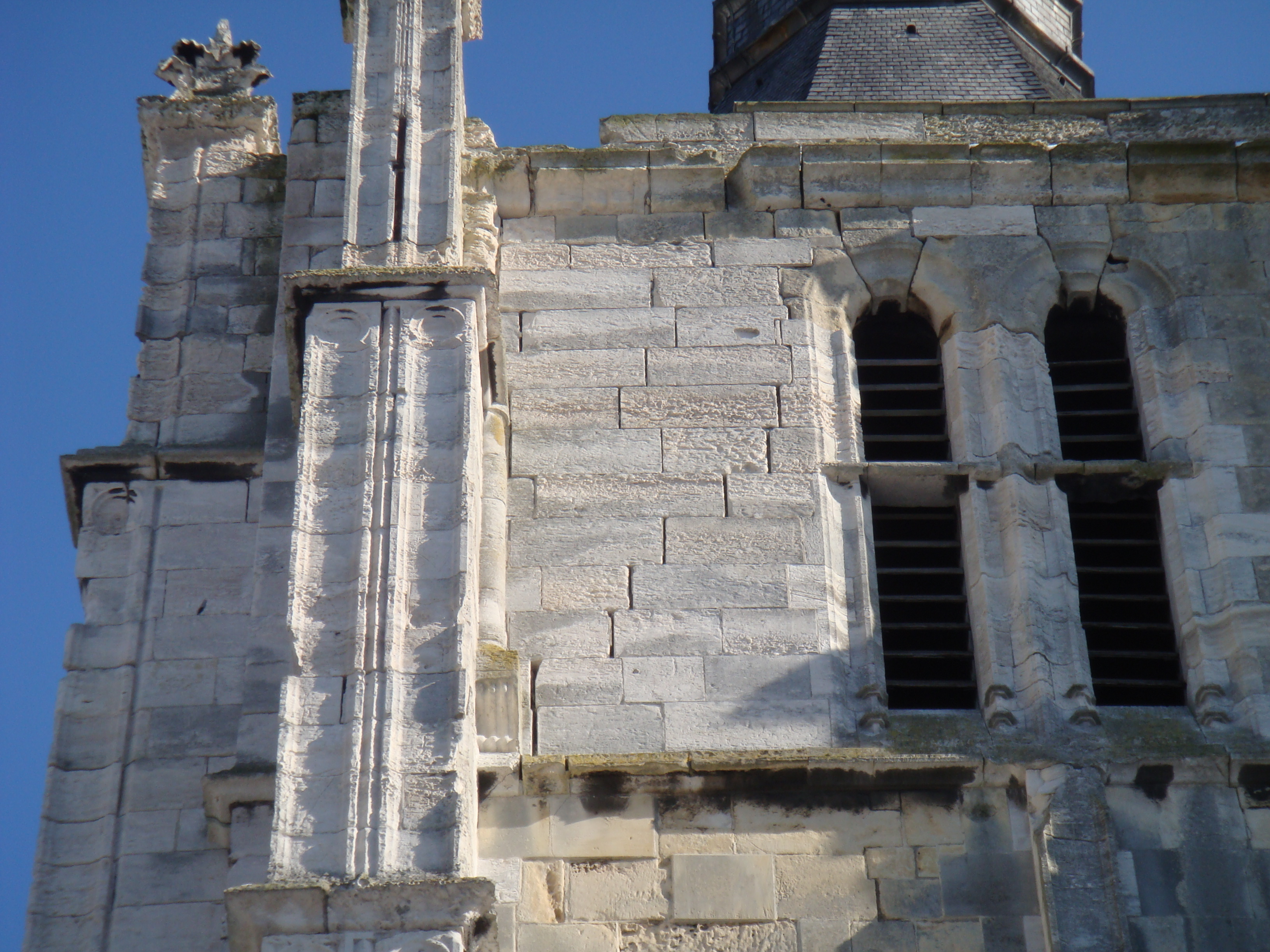
Fissure en haut du mur occidental de la tour (à proximité des fenêtres en plein cintre).
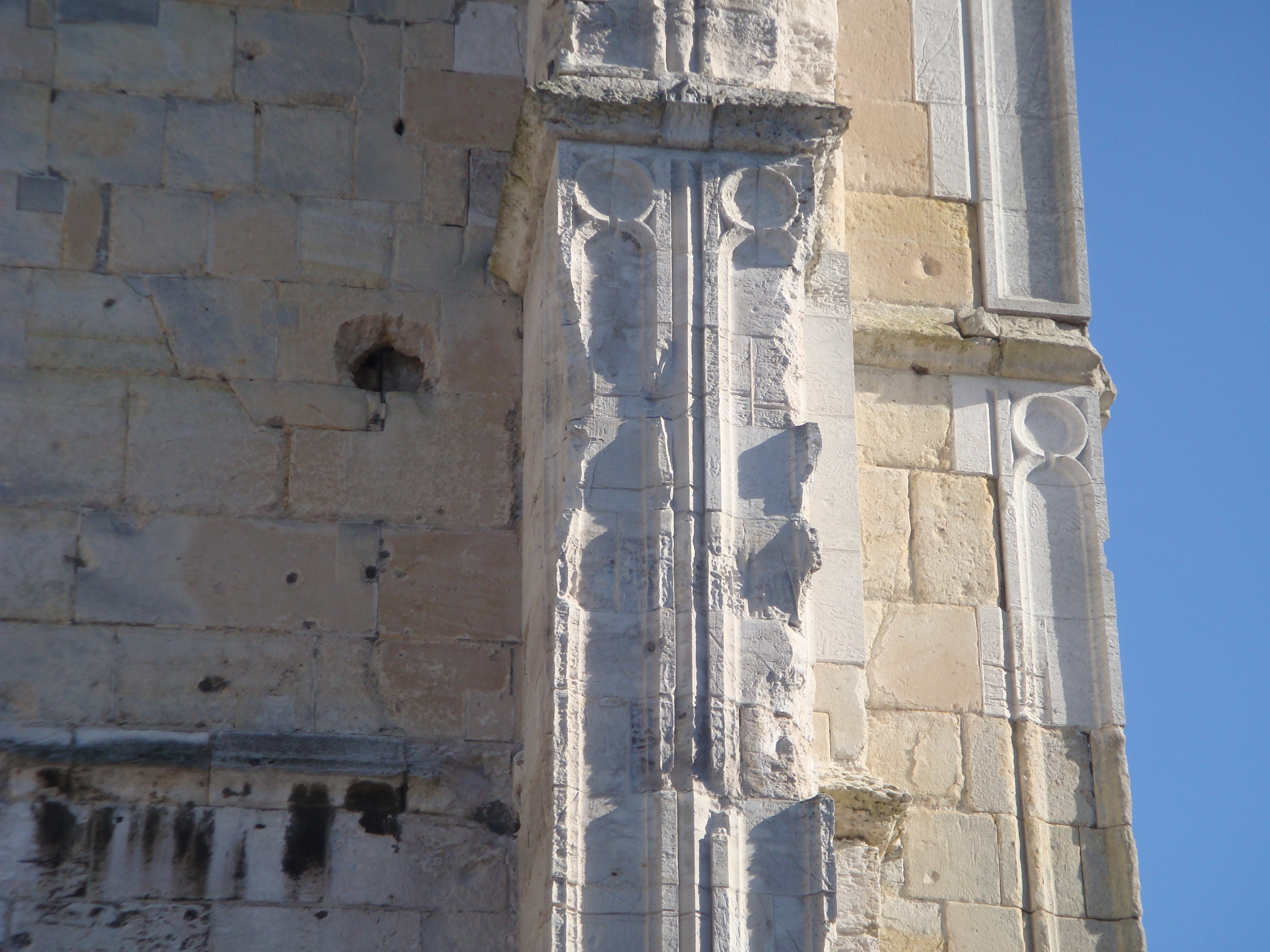
Contrefort et ses bas reliefs de style gothique abîmés par l'érosion.
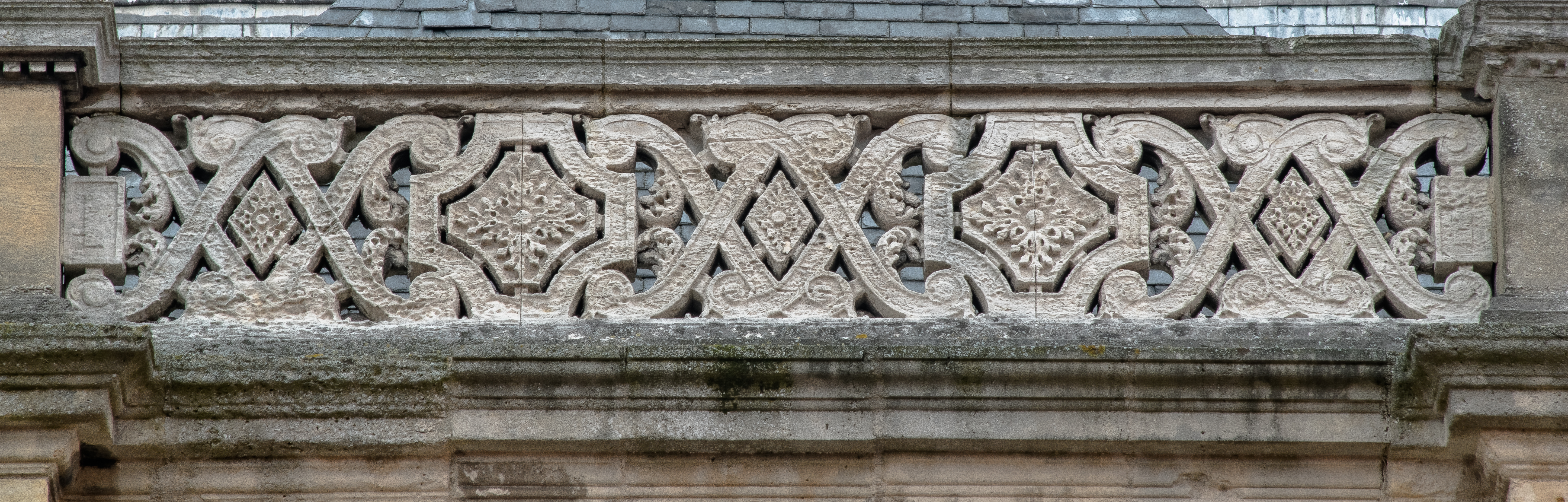
Au sommet de l'entablement de la deuxième élévation de la façade néo-classique sud, trône une balustrade richement décorée, où des quadrangulaires (losange) et octogonaux décorés d'une rose chacun (la rose est un des emblèmes de la Vierge Marie) sont entrelacés entre dans un système complexe de volutes bourgeonnant en certains endroits avec des feuilles d’acanthe. C'est un superbe entrelacs dont les limites sont les hauts des pilastres qui servent de minces et légers contreforts. Les parties extrêmes des volutes encadrent deux médaillons rectangulaires sans ornements qui sont des supports quelques les volutes sont liées pour éviter de casser et de tomber. L'élément est en pierre de Vernon.

## L'intérieur de la cathédrale

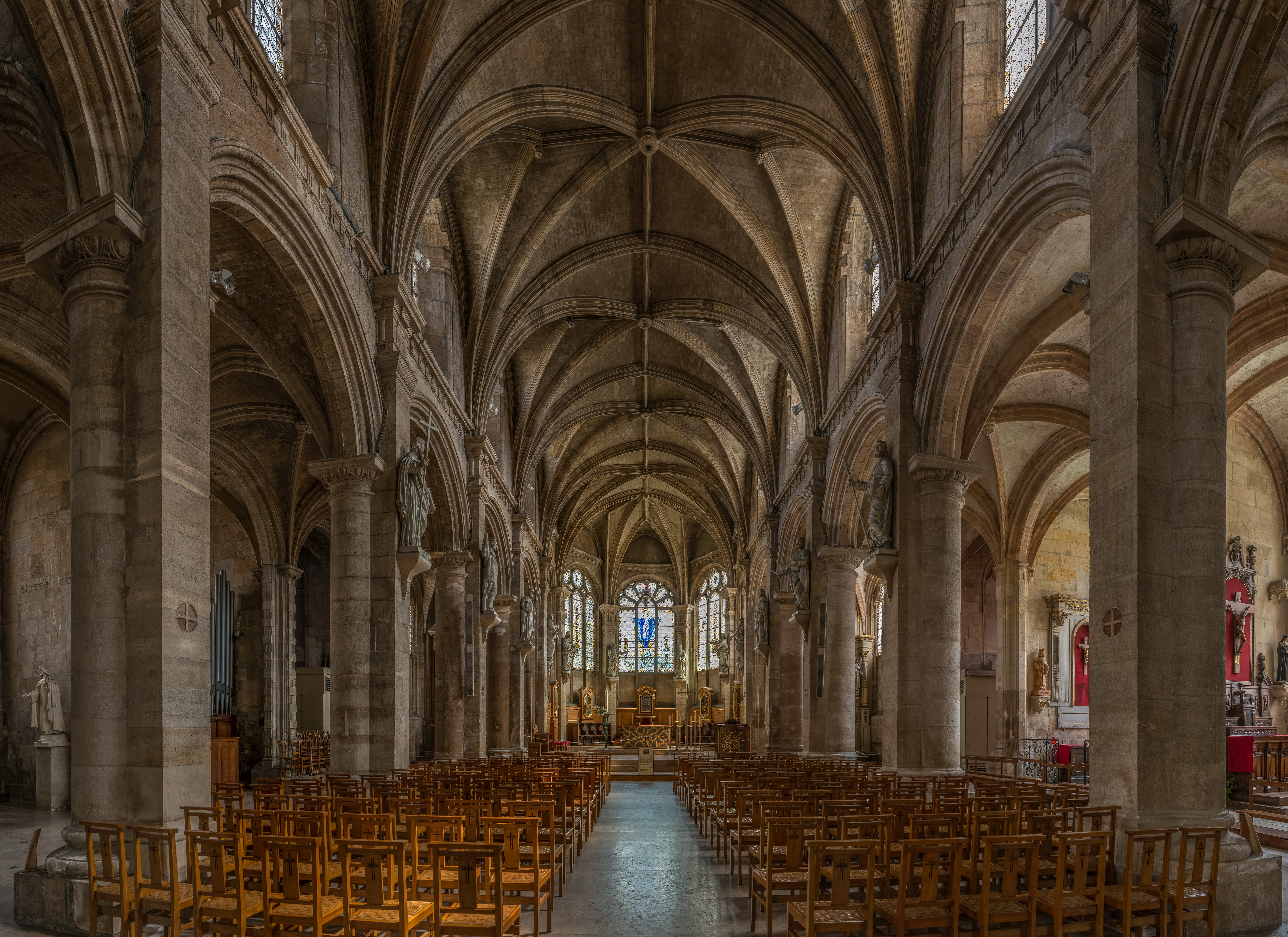
La nef de la cathédrale

### Général
Il s'agit d'une église à plan basilical (nef flanquée de bas-côtés, se terminant par une abside). L'influence de la Renaissance artistique se lit dans l'élévation dorique de la nef. La voûte n'est pas très haute à cause des difficultés posées par le terrain meuble. Aussi, la transition architecturale entre le style ogival (voûtes et leurs nervures) et le style classique (arcades, piliers, chapiteaux et meneaux des fenêtres) est-elle notable. La cathédrale suit l'orientation traditionnelle des églises, le chœur étant dirigé vers l'est et le portail principal vers l'ouest.
La cathédrale est victime d'affaissement : la partie détruite a été reconstruite en béton, sous la toiture. Avec la différence de poids entre le béton et la pierre calcaire des parties intactes, la cathédrale s'enfonce, et le nouveau toit reconstruit aggrave la situation : plus lourd que le toit d'origine, il accélère l'affaissement de la structure. Ce processus est à l'origine de fissures sur certains murs et voûtes. La partie sud de la cathédrale a ainsi dû être rénovée. Ce n'est pas le cas de la charpente en bois, qui subsiste que dans les parties du toit épargnées par les bombardements. Certaines parties des murs intérieurs sont noircies par la chaleur dégagée par les tuyaux de chauffage.
La cathédrale abrite également plusieurs tombes, dont celles du premier évêque (Mgr Saudreau), celle du premier archiprêtre de la cathédrale (le père Blandin), celle du premier maître-maçon de l'édifice actuel, celle d'un évêque mort au Havre (il fut inhumé dans la chapelle de l'Annonciation), et celles de sept prêtres (qui furent inhumés dans la chapelle Saint-Dominique) ; à part les deux premières, il ne reste aucune trace des plaques tombales (sauf les épitaphes de Nicolas Duchemin et des trois frères Raoulin).
On notera pourtant une absence de sous-sol et de crypte. Cela s'explique à la fois par la nature marécageuse du sol sur lequel s'élève le bâtiment, et par sa situation à peine au-dessus du niveau de la mer : les digues, en bois à l'époque de la construction, ne permettaient pas de se prémunir totalement des inondations ; une crypte construite en sous-sol en aurait été souvent victime.

### La tour de la cathédrale et ses cloches
Le plafond du premier étage de la tour est en forme d'ogives, mais il n'est pas visible car, en raison de l'usage de pierres calcaires friables, de la poussière de calcaire et des petits morceaux de pierre tombent sans cesse ; certains trous ont été bouchés par des briques de Saint-Jean lors de la restauration de 1830. La municipalité havraise a donc installé un faux-plafond en bois à titre provisoire (bien que son récent changement implique que le faux-plafond restera là pendant encore un certain temps). Ce faux-plafond est démontable afin de ménager l'ouverture nécessaire pour réparer les cloches ou remplacer le mécanisme qui les actionne.
Les cloches sont maintenant actionnées par des moteurs électriques. Dans le passé, il fallait quatre personnes pour faire sonner la plus grosse cloche. La tour sert aujourd'hui de chapelle pour les « petites » messes de semaine. Le clocher de la tour abrite six cloches, dont celle du sommet qui est fixe (soit cinq cloches utilisables); elle devrait être une cloche la seule cloche rescapée de la Révolution (les quatre autres ayant été réquisitionnées). Les cinq cloches en fonction, se trouvant dans la chambre des cloches sont : (classement de la plus lourde à la plus légère):
1. Françoise-Alexandrine, 2 700 kilogrammes, 1822.
2. Isabelle-Julie fondue en 1870 à partir de Charlotte-Eugénie de 1822, 1 800 kilogrammes (la cloche fut augmentée d'environ 200 kilogrammes).
3. Anne-Henriette, fondue en 1822, à partir de Laure-Louise de 1813, 2 850 kilogrammes
4. (nom à vérifier), bénite en 1830, poids non mesuré; fondue à partir de la cloche Louise-Françoise Jeanne de 1813.
5. Marguerite Andrée, bénite en 1956, remplaçant une cloche abimée par les bombardements de 1944, Jeanne de 1777 et refondue pour produire la présente cloche, poids non mesuré

Les quarts d'heure sont tintés ainsi : 3-4 (un quart d'heure), 3-4 3-4 (une demi-heure), 3-4 3-4 3-4 (trois quarts d'heure).
Le changement d'heure est donc tinté de la même façon, 3-4 3-4 3-4 3-4 puis l'heure est signifiée par le nombre de tintement sur la cloche 1 (le bourdon). Les autres cloches possèdent aussi un moteur de tintement, mais ne sont pas utilisés dans la programmation.
. L'angélus (8 heures 5, 12 heures 5 et 19 heures 5) est sonné ordinairement par trois fois trois coups de tintements sur la cloche quatre, puis une volée sur la cinq. En temps de fête, la volée qui suit le tintement se fait en plenum. En semaine et le dimanche la sonnerie diffère selon le temps liturgique et selon la nature de la messe (messe dominicale "simple", férie ou messe ordinaire de semaine, mémoire, fête ou solennité). Les cloches annoncent la messe un quart d'heure avant son début et sonne de nouveau de la même manière à la fin, quand il s'agit d'une messe dominicale et autres messes importantes.
En semaine, la sonnerie retentit un quart d'heure avant les vêpres qui précèdent la messe de soirée (soit une demi-heure avant la messe). La sonnerie en volée se fait par ordre croissant, donc de la plus légère à la plus lourde (5,4,3,2,1). Le plenum est réservé pour les solennités, les angélus de fête, les mariages et baptêmes et, actuellement, il annonce la période dominicale le samedi à 17 heures comme toutes les cathédrales et églises des diocèses de Normandie.
| Moment                  | Temps ordinaire | Avent     | temps de Noël | Carême    | temps de Pâques |
| Samedi soir et dimanche | 5 3 2 1         | 4 3 2     | 5 4 3 2 1     | 5 4 3     | 5 4 3 2 1       |
| Semaine:                |                 |           |               |           |                 |
| férie                   | 4               | 5         | 3 2           | 5         | 3 2             |
| mémoire                 | 4 1             | 5 3       | 3 1           | 5 3       | 3 1             |
| fête                    | 5 3 1           | 5 4 1     | 5 4 2 1       | 5 4 2     | 5 4 2 1         |
| solennité               | 5 4 3 2 1       | 5 4 3 2 1 | 5 4 3 2 1     | 5 4 3 2 1 | 5 4 3 2 1       |

Le mercredi des cendres: 4 3
Les Rameaux: entrée en plenum, sortie 1
Les lundi, mardi et mercredi saints: 5
Le gloria du Jeudi saint, puis celui de Pâques: plenum
Le glas est un glas romain, et il existe deux mélodies: le glas 1: volée sur 1 et tintement 4 et 5; le glas 2: volée sur 2 tintements idem.
Les cloches sont gérés par un tableau de commande de l'entreprise Bodet, modèle BTE 6.
L'entrée de la tour (depuis l'intérieur de la cathédrale) était le portail de l'ancienne chapelle Notre-Dame. Dans le mur de la tour peuvent s'observer de petites encoches creusées dans la pierre, pour y installer un faux-plafond qui était plus bas, et qui divisait la partie inférieure de la tour en deux étages (en dessous de la voûte).

### La nef centrale

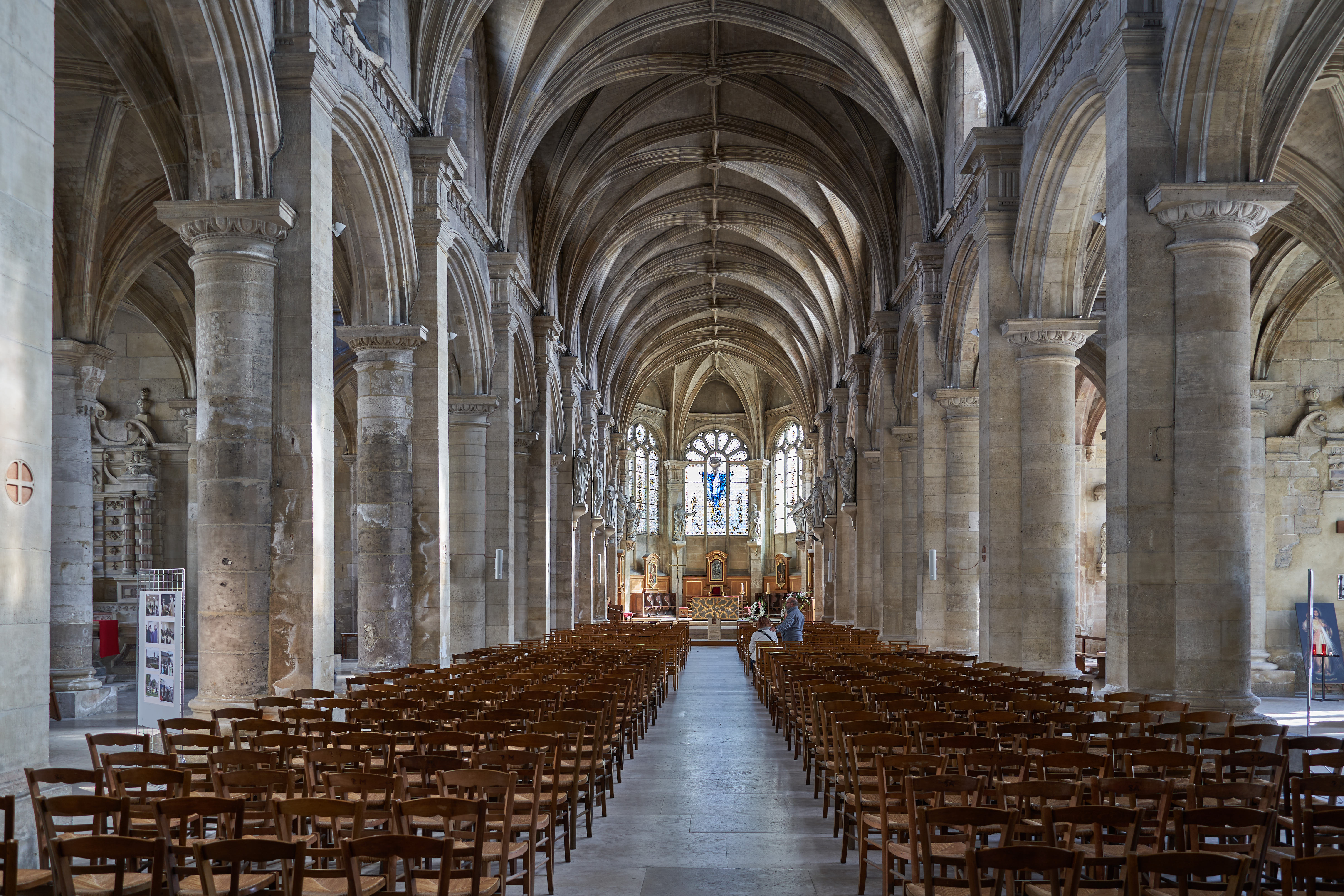
La nef centrale.

La nef est en trois vaisseaux : la nef centrale et les deux nefs latérales et se divise en sept travées (nous partons de la façade jusqu'au transept).
Il s'agit d'une nef à double élévation. Au premier niveau, les grandes arcades sont en plein cintre et sont soutenues par des colonnes assez fines sur piédestal. Le pied des colonnes est sculpté; leur fût n'est pas cannelé. Le chapiteau est d'un style dorique, cependant ce style dorique est plus raffiné que dans l'art grec classique : l'échine, surmontant une petite frise moulurée, est orné de motifs d'oves et de rais-de-cœur (entre deux). L'ordre dorique est aussi tempéré par la présence d'un astragale en dessous du chapiteau.
Au deuxième niveau, nous avons les fenêtres hautes (qui deviennent des petites arcades au transept), en plein cintre, assurant l'éclairage de la nef. La couverture de la nef est constituée d'une voûte en ogive légèrement bombée avec lierne et tierceron. Les ogives et arcs doubleaux retombent sur des pilastres. Il semble que la voûte en ogive n'ait pas été la première solution choisie par les architectes, car les pilastres ne datent que du XVIIe siècle.

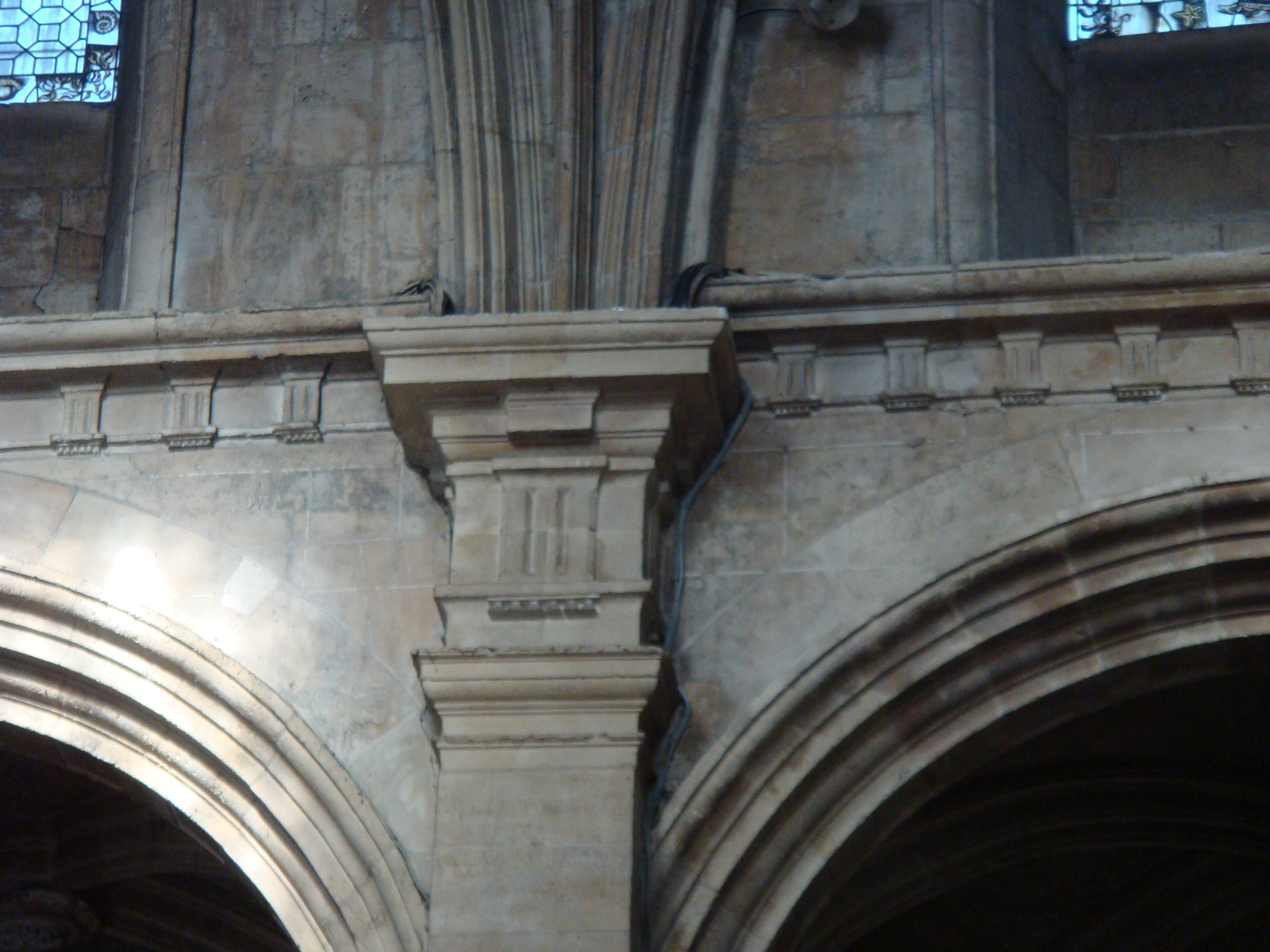
Chapiteau de style dorique de pilastre (soutient les croisées d'ogives), corniche et frise en triglyphe.

Ces épais pilastres reprennent l'ordre dorique, avec un chapiteau simple (sans les motifs que nous avons détaillés ci-dessus, concernant les chapiteaux des colonnes des grandes arcades). En dessous du chapiteau un grand triglyphe orne cet élément ; à un niveau plus bas, les croix de consécration ont été sculptées un pilastre sur deux. Les chapiteaux des pilastres coupent une frise de triglyphes et métopes non sculptés surmontée d'une corniche qui fait le tour de l'église (sauf dans l'abside). La totalité des pilastres et une grande partie des colonnes ont été restaurés en pierre de Caen, alors que les anciens piliers sont en pierre de Vernon.
La nef a été refaite lors de la reconstruction partielle de la cathédrale, et restaurée sur les parties non effondrées, qui étaient également endommagées. L'utilisation du béton au-dessus de la voûte, sous de la toiture, cause son affaissement.

### Les bas-côtés
Les bas-côtés, tout comme la nef principale, possèdent une voûte en ogive. Ils abritent les chapelles ainsi que les petites orgues, et deux nefs latérales se terminant par deux chapelles (à la vierge Marie) au niveau du chœur ; dans ces nefs latérales les arcs brisés des arcs doubleaux cohabitent avec des arcs en plein-cintre, que nous retrouvons au niveau des croisillons. Le bas-côté sud (est) a été restauré récemment, tandis que le bas-côté nord est en plutôt mauvais état (piliers et voûtes dégradés).
À l'emplacement des anciennes chapelles non refaites, des statues ont été ajoutées, comme celle de Jeanne d'Arc par exemple. Actuellement, le bas-côté nord connait des problèmes de fuites (notamment à cause de la fissuration de la terrasse en béton, au-dessus de la voûte). L'utilisation de béton sur la terrasse a causé aussi dans la voûte du bas-côté nord, près des grandes baies vitrées, une fissuration assez étendue (la fissure s'étend sur une longueur qui correspond à l'espace entre 3 et 4 travées).
L'emplacement des anciennes chapelles forme deux autres nefs latérales avant le transept car les chapelles détruites n'ont pas été restaurées, sauf celle de saint Sébastien. Dans le bas-côté sud, accolée au mur de la façade principale, se trouve une piéta du sculpteur Sanson, avec une plaque en marbre en l'honneur des victimes des deux guerres mondiales (dont le père Delozanne, mort pendant le bombardement de septembre 1944),. Au bas-côté sud, la municipalité a coloré les nervures de la voûte en rouge (comme l'ancienne voûte), mais les pierres de proprement dites ont gardé leur couleur naturelle, sans restauration de leur ancienne couleur.

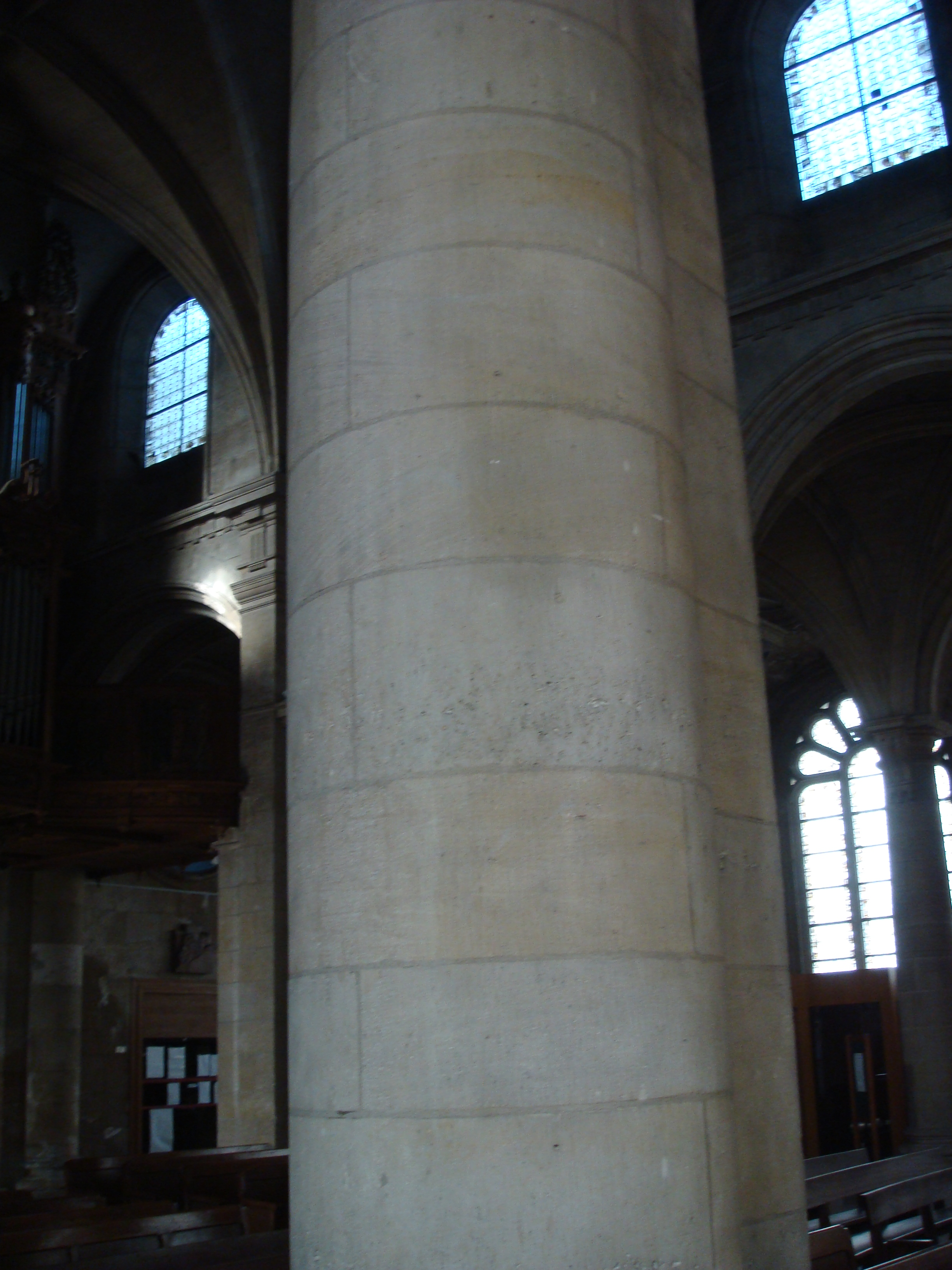
Colonne en pierre de Caen (pilier restauré, refait entièrement).
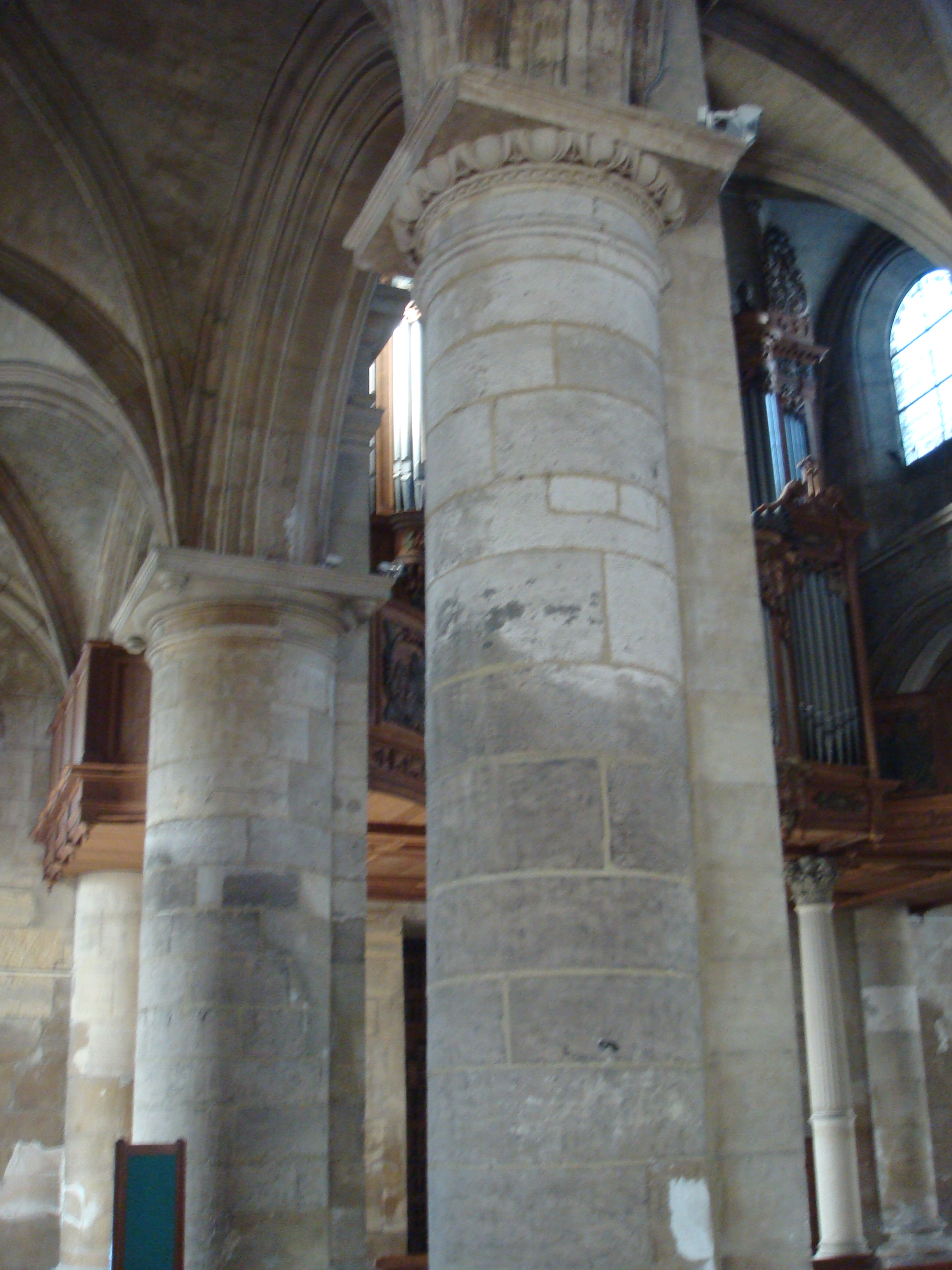
Colonnes en pierre de Vernon (piliers d'origines).

### Les chapelles
Outre la chapelle de la tour, cinq chapelles sont aujourd'hui disposées sur chacun des bas-côtés droit et gauche de la cathédrale. Avant 1945, on trouvait huit chapelles dans les bas-côtés, et une chapelle à la vierge Marie dans le chevet. On compte maintenant deux chapelles dans le bas-côté nord et trois aux sud, plus le reste d'une quatrième non-restaurée. Leur nombre était précédemment plus élevé (une devait accueillir les orgues de chœur) mais elles n'ont pas été restaurées.

#### La chapelle Saint-Sébastien
Dans la chapelle Saint Sébastien se trouve le tabernacle (on y met le ciboire qui contient des hosties déjà consacrées), au-dessus du retable sont inscrits « S.S » et « 1605 » (date de bénédiction des autels de la cathédrale). L'autel et son retable sont en pierre, avec des décorations en marbre où peuvent s'observer d'anciennes traces de décorations par dorure. Le retable possède quatre colonnes de style ionique semi-nervuré (deux de chaque côté par rapport à la statue). Au-dessus, les colonnes supportent un fronton brisé avec au centre l'inscription « SS ».
Au milieu, derrière le tabernacle (pendant la messe un diacre ou un servant d'autel vient chercher le Saint-Sacrement à la chapelle) trône la statue de saint Sébastien en carton pâte ou carton-pierre. Sur le fronton, il y a deux flambants sculptés, et le retable est décoré de deux bas-reliefs de têtes d'anges (au-dessus des chapiteaux des colonnes) ainsi que d'autres bas-reliefs sculptés qui forment des godrons, guirlande, masque, à coquille, pot à feu, à cartouche, raisin, et poisson. L'autel et son retable datent du XVIIe siècle, et l'auteur est inconnu.
À côté de la chapelle Saint-Sébastien, un texte gravé, dont la lecture est rendue difficile à cause de l'effritement de la pierre, est une épitaphe mentionnant l'emplacement de la sépulture des trois frères Raoulin, considérés comme martyrs par l'Église catholique, car ils furent assassinés lors d'un complot protestant (vraisemblablement monté par le gouverneur du Havre qui constitua une des dernières étapes de la guerre de religion en Normandie en 1599,.

#### Chapelle terminant la nef latérale nord dédiée à la Vierge Marie
L'autel et le retable sont en bois peint. Le retable est de style classique, avec quatre colonnes d'ordre corinthien (deux de chaque côté de la statue), et un fronton cintré. La porte du tabernacle représente la déploration. Derrière le tabernacle (dans une niche) se trouve une statue de la Vierge à l'Enfant dite Notre-Dame de Grâce, en bois peint polychrome, datant du 1er quart du XVIIe siècle, dont l'auteur est inconnu. Sur le retable, la décoration représente des palmes ; sur le fronton se trouve un bas-relief représentant un Sacré-Cœur. Cet autel n'était pas à cet endroit originellement, cette chapelle étant celle du Bon Pasteur par le passé.

#### Chapelle terminant la nef latérale sud, avec«l'autel privilégié»: la chapelle duSaint nom de Marie
La chapelle dans le bas-côté sud, côté est (la plus proche du chœur) est ornée d'un tableau de la Vierge Marie tenant l'enfant Jésus, écrasant un serpent, entourée d'anges agenouillés et de chérubins dans les nuées de Norblin de la Gourdaine Sébastien Louis-Guillaume en 1836, décorant le retable classique à quatre colonnes d'ordre corinthien en bois peint du XVIIIe siècle dont l'auteur est inconnu et entouré de la statue de saint Dominique avec un chien tenant une torche dans sa gueule, aux pieds de la statue du saint et de sainte Catherine de Sienne, ainsi que l'autel décoré d'un médaillon représentant le buste d'une femme au centre, sans tabernacle.

Le retable possède des colonnes sur piédestal d'ordre corinthiens, l'entablement à frise lisse est orné d'une corniche à modillons, formant un arc au centre et un médaillon avec l'inscription Autel Privilégié. Au fronton un autre médaillon avec godrons où il est écrit Nomine Virgine Maria (en français "Le Nom de la Vierge Marie"). Les deux premiers évêques du diocèse du Havre, Michel Saudreau (1928–2007) et Michel Guyard (1936–2021), sont enterrés au pied de l'autel de cette chapelle. Sur le mur à côté de cet autel se trouve une liste des curés de l'église Notre-Dame et des archiprêtres depuis que l'édifice est une cathédrale.

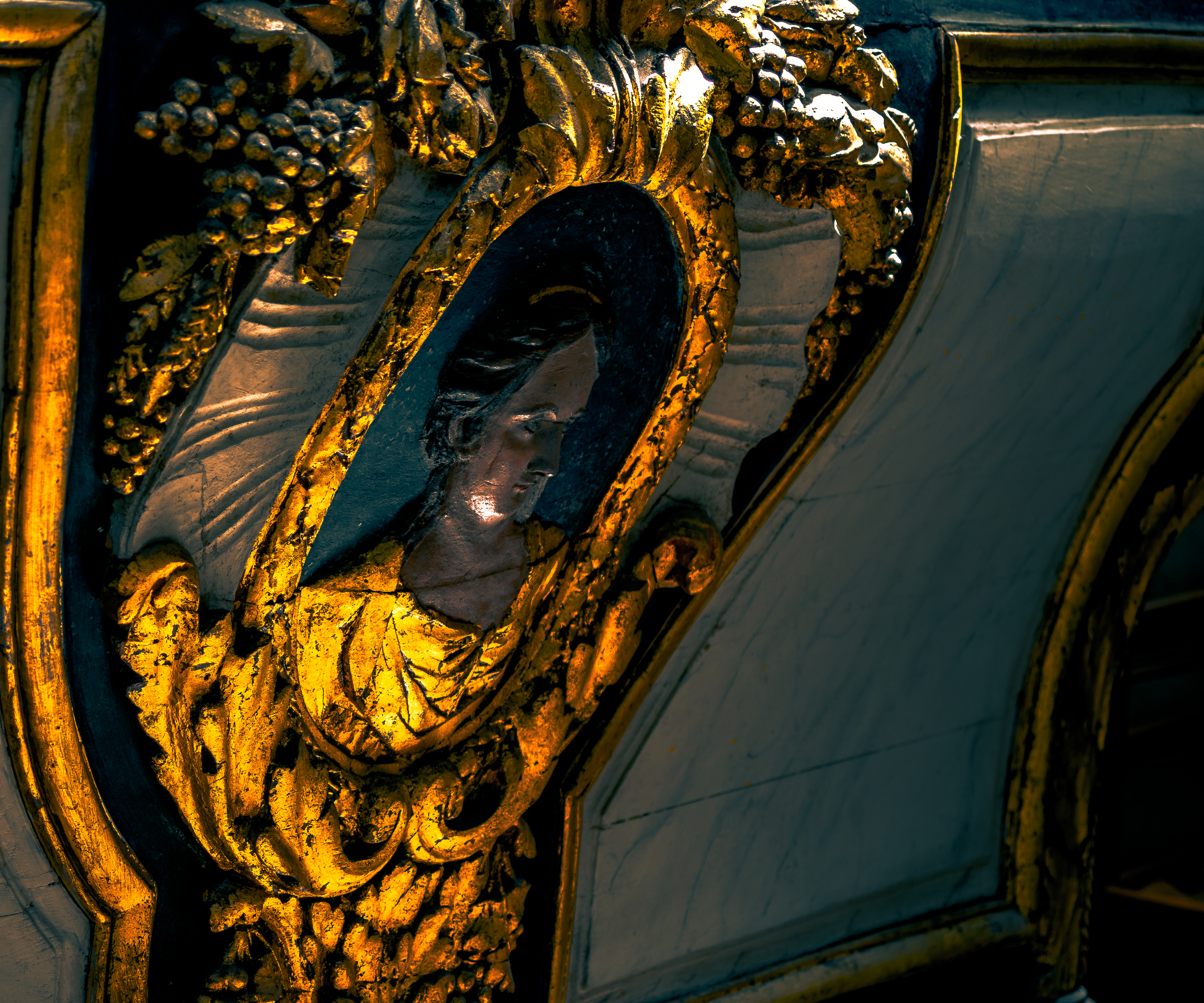
Médaillon ornant l'autel.
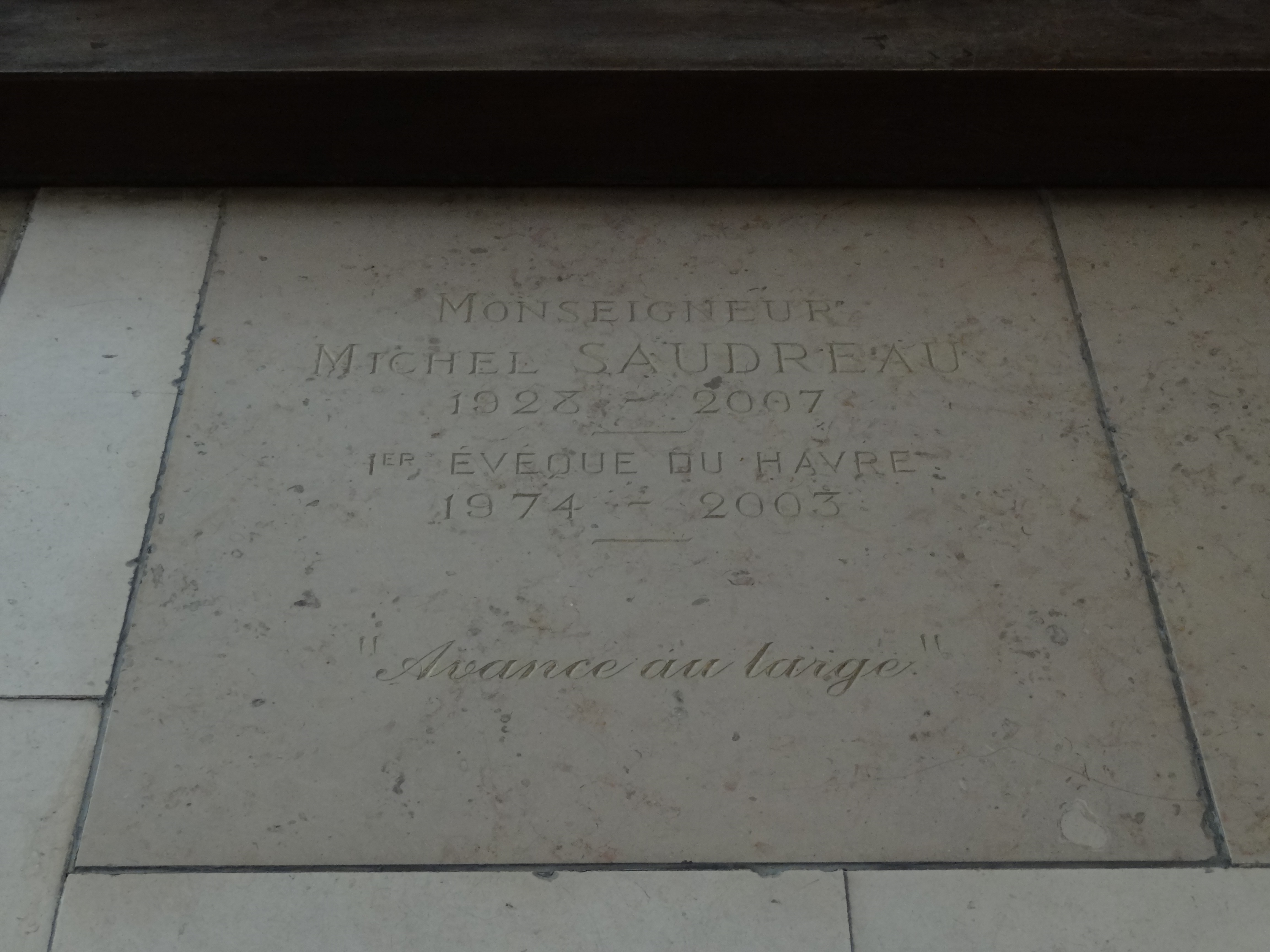
Tombe de Michel Saudreau, premier évêque du Havre.
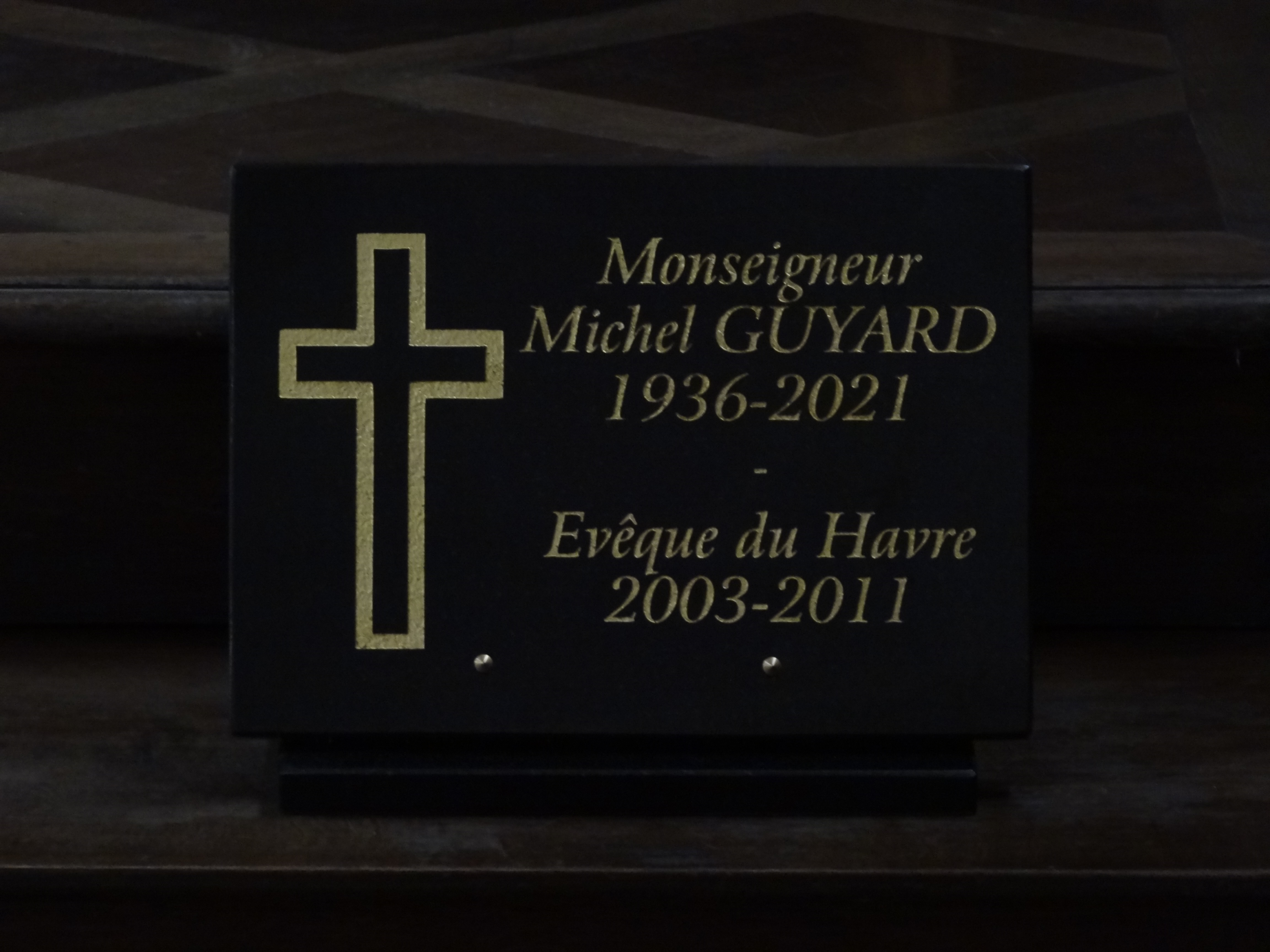
Tombe de Michel Guyard, deuxième évêque du Havre.

#### Chapelle sud venant de l'église Sainte-Cécile (ancienne chapelle duSaint-Sacrement)

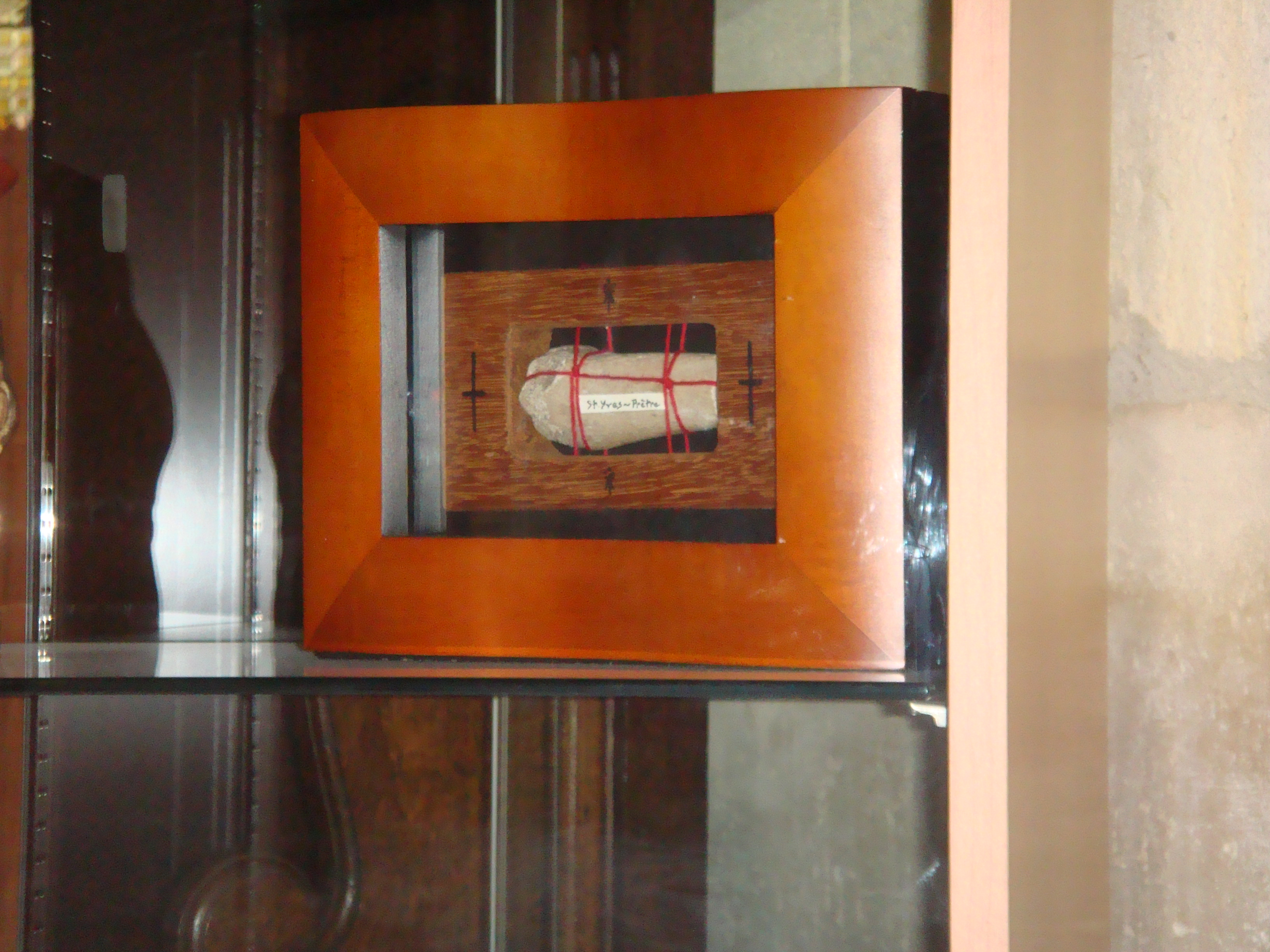
Relique de saint Yves dans la cathédrale Notre-Dame du Havre.

L'église Sainte-Cécile du Havre est une église néo-classique construite au début du XXe siècle, et endommagée par l'aviation britannique en 1944. L'église a dû être en partie reconstruite, mais le retable et l'autel en ont été retirés pour être installés dans la cathédrale.
De style néo-classique avec deux colonnes d'ordre corinthien, le retable en bois peint comporte une niche avec une croix ; il est incomplet : des colonnes seuls les chapiteaux subsistent.
 L'autel, également en bois peint, décoré par un bas-relief représentant un agneau entouré d'une nuée rayonnante, est entouré de deux sculptures en bois : celles de saint Yves et de sainte Anne.
Exécutées par Jacky Sallé en 2005 et offertes grâce aux dons versés lors de Pardons bretons, elles mesurent 1 mètre 40 et pèsent 50 kg. Dans cette chapelle se trouve aussi un des trois confessionnaux, en bois de style classique. Une relique de saint Yves y est exposée, et au pied de l'autel est enterré le premier archiprêtre de la cathédrale du Havre, Alexandre Blandin (1901–1995).

#### Chapelle sud venant de la chapelle du collège des Ormeaux du Havre (ancienne chapelle deSaint-Vincent-de-Paul)
Le retable, l'autel et son tabernacle sont de style classique : bas-reliefs et sculptures de flambants et la présence d'une tête d'ange. Sur la croix du retable une plaque mentionne : « À la mémoire de Louis Delamare (1871-1937) Président très aimé et bienfaisant de l'association saint Thomas d'Aquin et de père Corbin aumônier de l'œuvre mort pour la France le 24 mai 1940. Comme ils furent unis au service des jeunes de cette maison que Dieu les réunisse dans la joie de l'éternel repos. » Cette chapelle contient un confessionnal de style classique en bois.

#### Chapelle duSacré-Cœurnon-restaurée (en parallèle de la chapelle Saint-Sébastien)

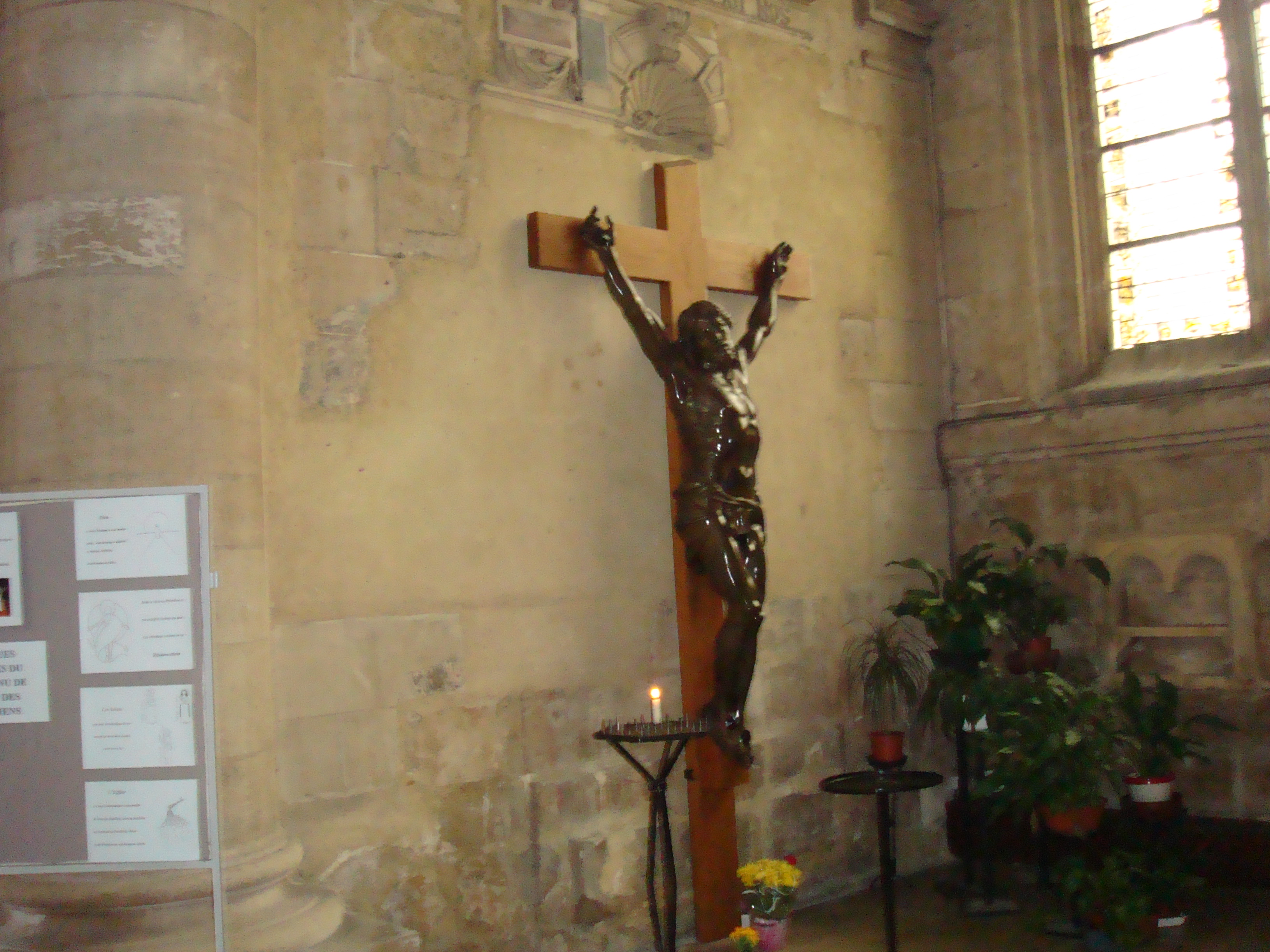
Jésus en croix, statue placée à l'emplacement d'une ancienne chapelle non restaurée dans le bas-côté sud.

La chapelle symétrique de la chapelle Saint-Sébastien n'a pas été restaurée, mais ce qu'il en subsiste (gravures et sculptures dans le mur) permet très facilement de déduire qu'elle était identique à la chapelle de saint Sébastien. Sur ces restes, on peut lire les inscriptions « S.C » et « 1605 » et « JESUS CHRISTUS DILEXIT NOS » : « Jésus nous a aimés ». Sur le mur de cette chapelle est disposée une statue en bronze de Jésus-Christ en croix ; à l'origine, cette statue était sur un mur proche de l'entrée de la tour, mais qui n'a pas été refait.
Elle possède un trou au niveau des côtes du Christ ; ce trou n'a pas été réalisé intentionnellement : il n'y était pas à l'origine, car ce dommage fut causé par le bombardement de 1944 ; cependant il a été décidé de le conserver car il représente la blessure de Jésus infligée par le centurion (qui avec sa lance transperça les côtes et le cœur de Jésus), et il symbolise de plus les épreuves de la guerre et l'histoire douloureuse de la cathédrale endommagée par les combats.

#### Emplacements des chapelles détruites et non restaurées, anciennes chapelles et autres retables
Le bas-côté nord possède deux chapelles actuellement et trois dans le bas-côté sud, mais il y en avait initialement huit dans les bas-côtés (plus une dans l'abside). Une chapelle n’a pas été restaurée pour y loger des petites orgues inaugurées le 20 février 1955, mais derrière les tuyaux d’orgue on peut observer une niche dans le mur (ancienne chapelle de Saint-François de Sales). Entre les orgues et le transept, une autre chapelle n’a pas été restaurée ; c’était une chapelle ardente. Sur un de ses murs, une croix a été gravée portant en son centre l’inscription : « השה », ce qui signifie « agneau » en hébreu. Il y a aussi un tableau de l’adoration des mages fait au XVIIe siècle (auteur inconnu) : sur le tableau une plaque mentionnant « Don (en 1960) de la Famille René Herval en souvenir de leur oncle l’Abbé Louis Herval (1799–1872) vicaire et bienfaiteur de l’église Notre-Dame du Havre de 1826-1872 » (ancienne chapelle de Saint-François).

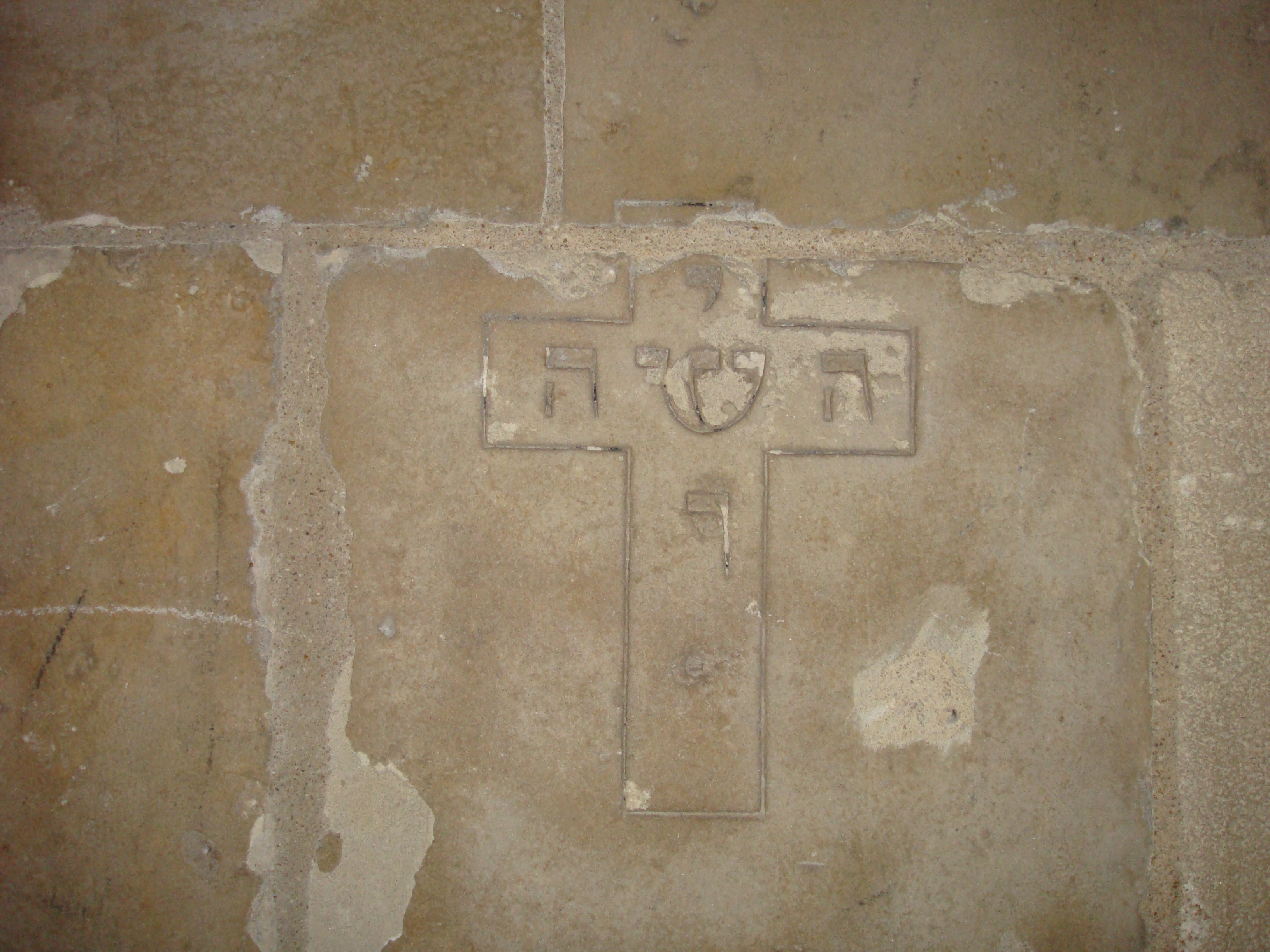
« L'agneau » gravé dans le mur de l'ancienne chapelle de Saint-François-Xavier.

Il existe aussi un autre autel et son retable de confrérie en bois (du XVIIIe siècle) avec son tableau de l’Assomption qui se trouvait dans la cathédrale mais qui a été retiré en 1998 pour des restaurations. Dans le bas-côté sud, il y a des niches de lavabo, un dans le mur à côté de la chapelle non restaurée en face de Saint-Sébastien et l’autre dans une ancienne chapelle plus à l’est.
Du côté nord, devant l'ancienne entrée de la sacristie, on trouve deux restants de fronton en pierre et en bois de style classique ; on ne connaît pas leur ancien emplacement. Sur l’un d'eux, un bas-relief circulaire en métal (bronze ou cuivre) représente le portrait d’un évêque, Monseigneur Duval, qui devait être positionné à l'emplacement du tombeau de l'évêque enterré dans l'église. L'autre fronton possède le blason épiscopal de Monseigneur Julien, ainsi qu'un petit portait en bas-relief de pierre, probablement celui de l'évêque ; le fronton provient d'un monument en l'honneur de l'évêque, ancien curé de Notre-Dame du Havre.
Les chapelles à la fin du XIXe siècle et avant le bombardement de la cathédrale (chapelles détruites sauf mentions contraires), :
- chapelle du bon Pasteur (aujourd'hui l'autel est celui de l'ancienne chapelle mariale de l'abside)
- chapelle du Saint-Nom de Marie (chapelle toujours existante)
- chapelle du Saint-Sacrement (dans le bas-côté sud)
- chapelle de Saint-Vincent-de-Paul (idem)
- chapelle du Sacré-Cœur (chapelle non restaurée, mais des restes du retable sont présents dans le mur)
- chapelle de Saint-François-Xavier (ancienne chapelle ardente, se trouvait là où se trouve actuellement le tableau de l'adoration des mages)
- chapelle de Saint-François-de-Sales (dans le bas-côté nord)
- chapelle de Saint-Sébastien (toujours existante)
- chapelle des fonds
- chapelle du Mont-Carmel
- chapelle de Saint-Antoine
- chapelle de Saint-Charles-Borromée
- chapelle des Sœurs
- chapelle de Monsieur le Curé
- chapelle du Calvaire

Les autres chapelles qui ont disparu (depuis la construction de l'église), :
- chapelle de la Sainte-Vierge, elle était située derrière le chœur, dans l'abside (actuelle place de la cathèdre), et décorée par les écussons et les armoiries de l'amiral de Joyeuse et d'André de Brancas ;
- chapelle du Mont-Carmel, qui s'étendait sur trois travées, à côté d'un vitrail qui représentait saint André ;
- chapelle du Calvaire, qui s'étendait sur trois travées ;
- chapelle du Saint-Nom de Jésus, à côté d'un vitrail représentant saint Georges ;
- chapelle Sainte-Madeleine ;
- chapelle Saint-Dominique ;
- chapelle de l'Annonciation, qui fut transformée plus tard en :
- chapelle Saint-Louis-de-Gonzague.

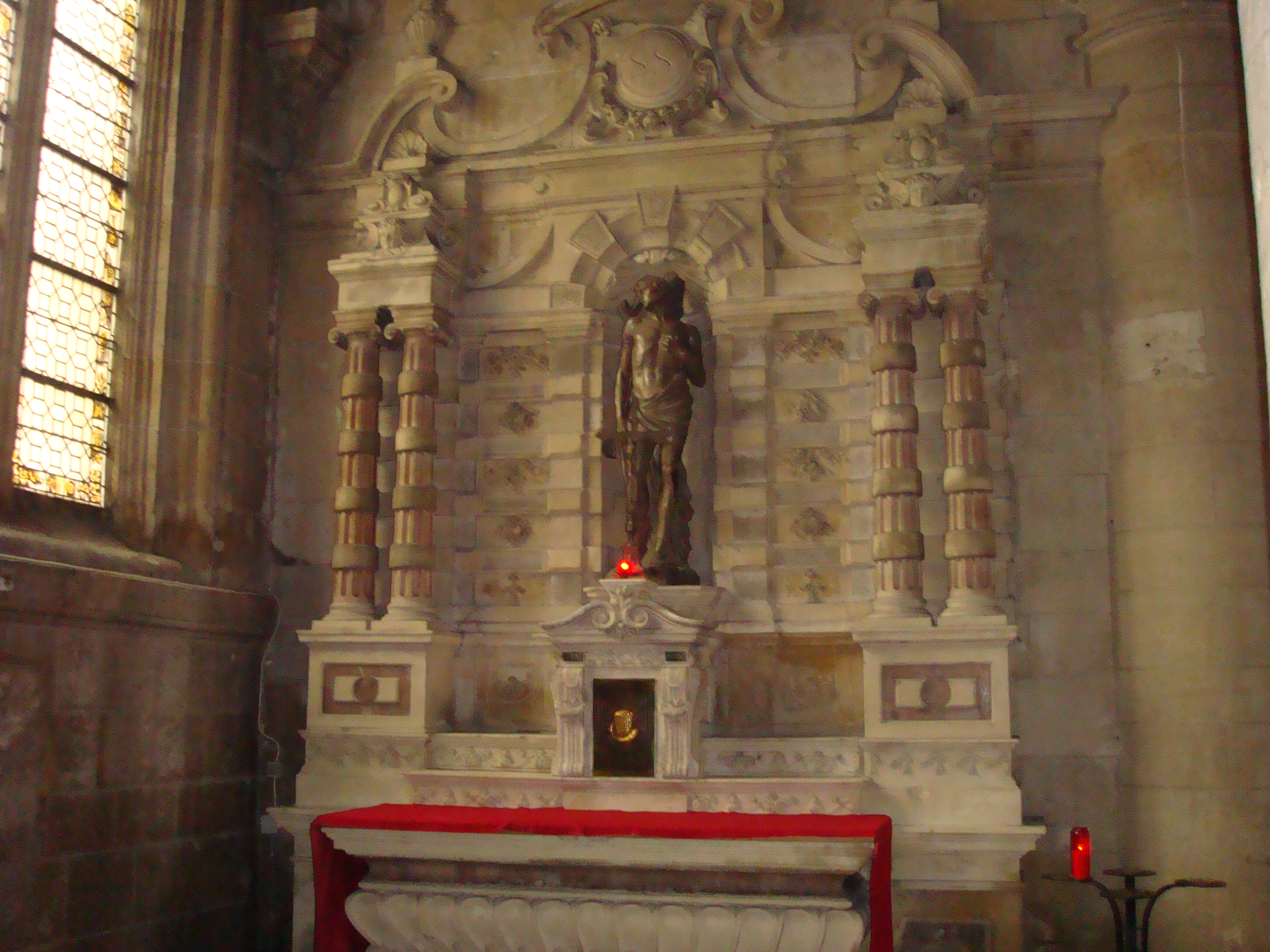
Chapelle de saint Sébastien. Retable et autel en pierre de style classique, avec colonnes de type ionique, décorations en marbre, et statue de saint Sébastien[MH 18] derrière le tabernacle. Il y a aussi des traces d'ancienne décoration par dorure.
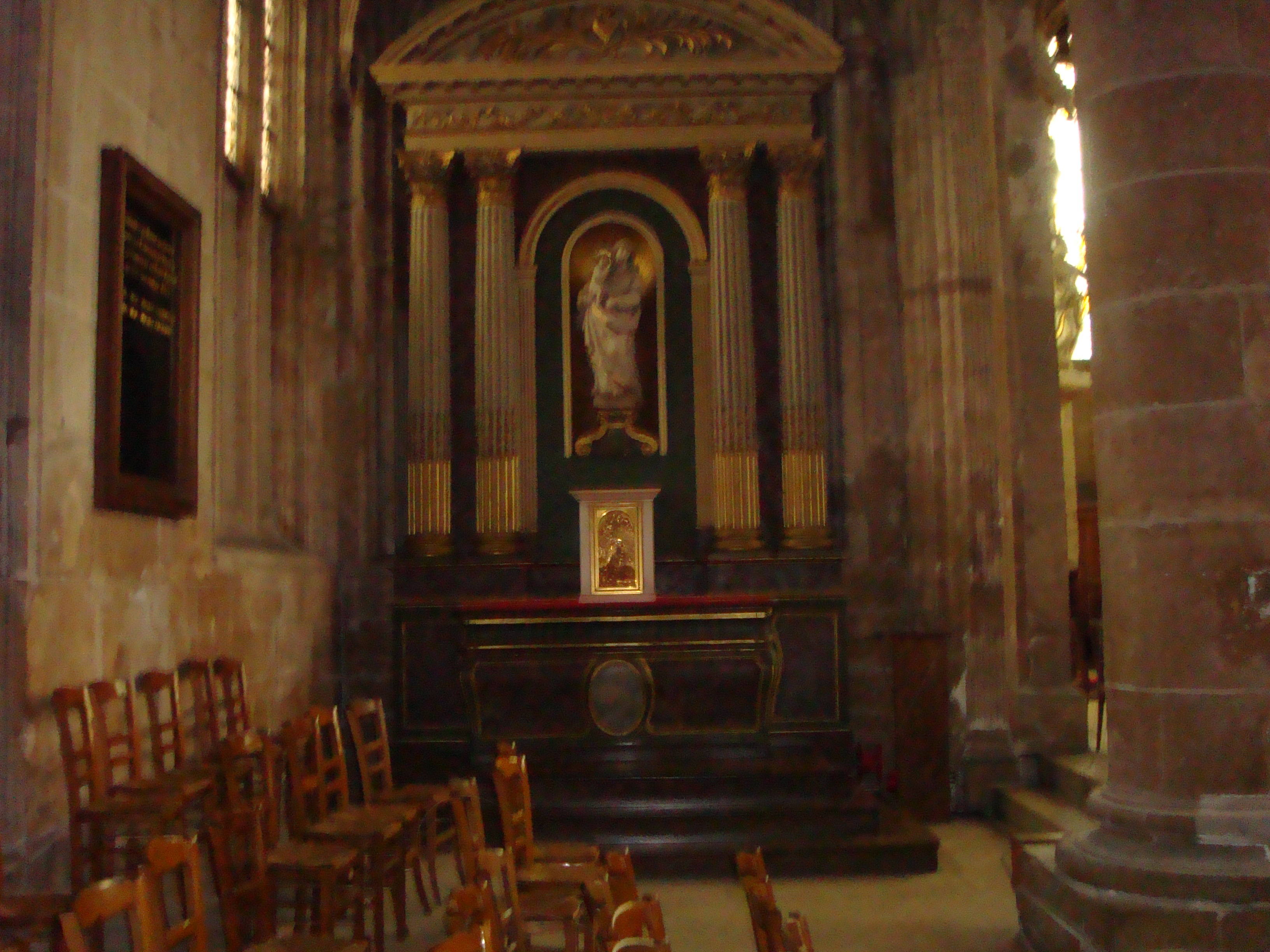
Chapelle terminant la nef latérale du bas-côté nord, dédiée à la Vierge Marie. Autel et retable en bois, avec une statue de Marie tenant l'enfant Jésus, dans une niche. Retable de style classique avec deux colonnes d'ordre corinthien.
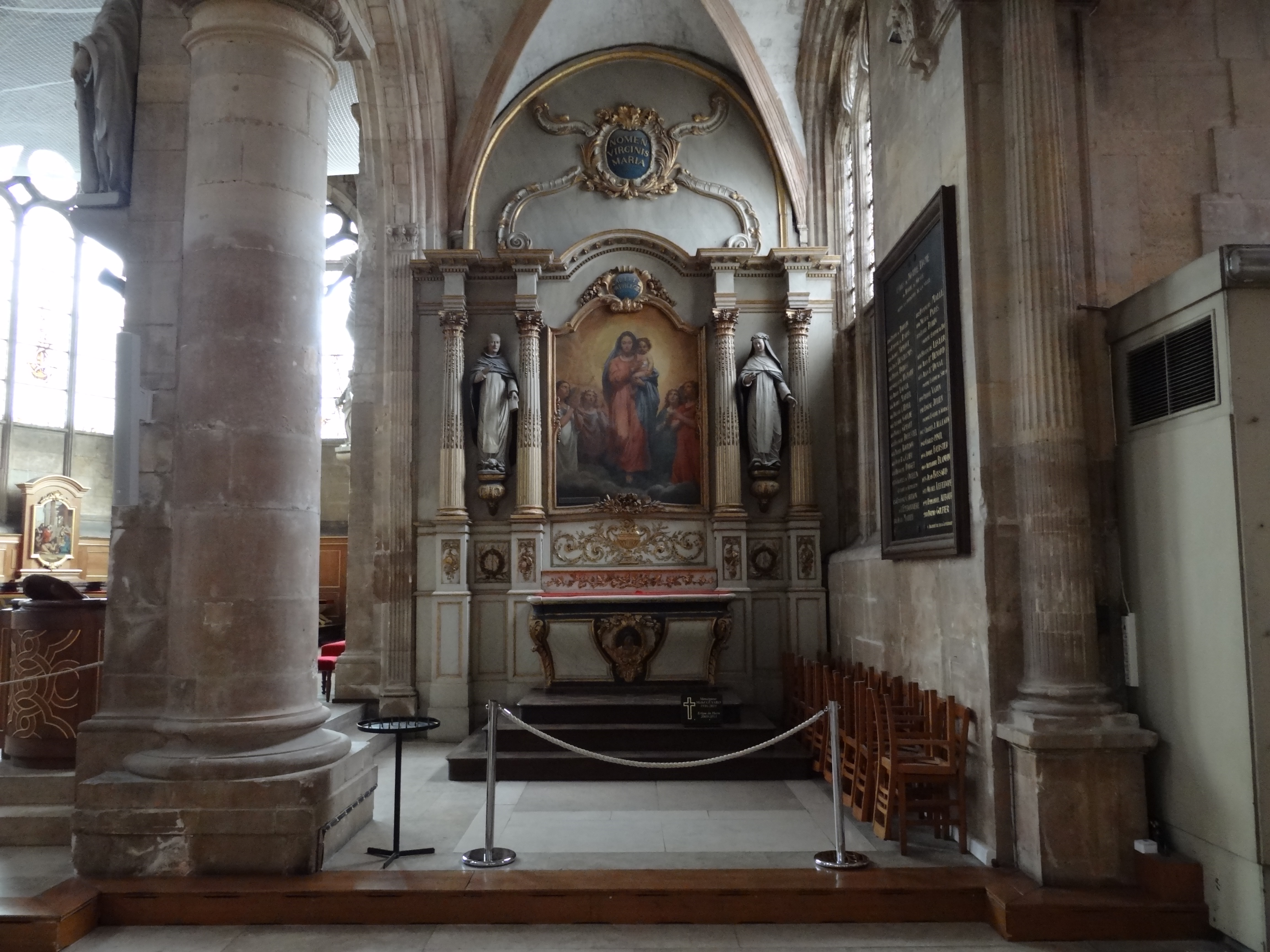
Chapelle terminant la nef latérale du bas-côté sud, dédiée à la Vierge Marie, avec un retable orné d'un grand tableau, où la Vierge Marie tient l'enfant Jésus. Autel et retable en bois, de type classique, colonnes d'ordre corinthien. Cet autel est appelé « autel privilégié ». Monseigneur Saudreau est enterré au pied de cet autel.
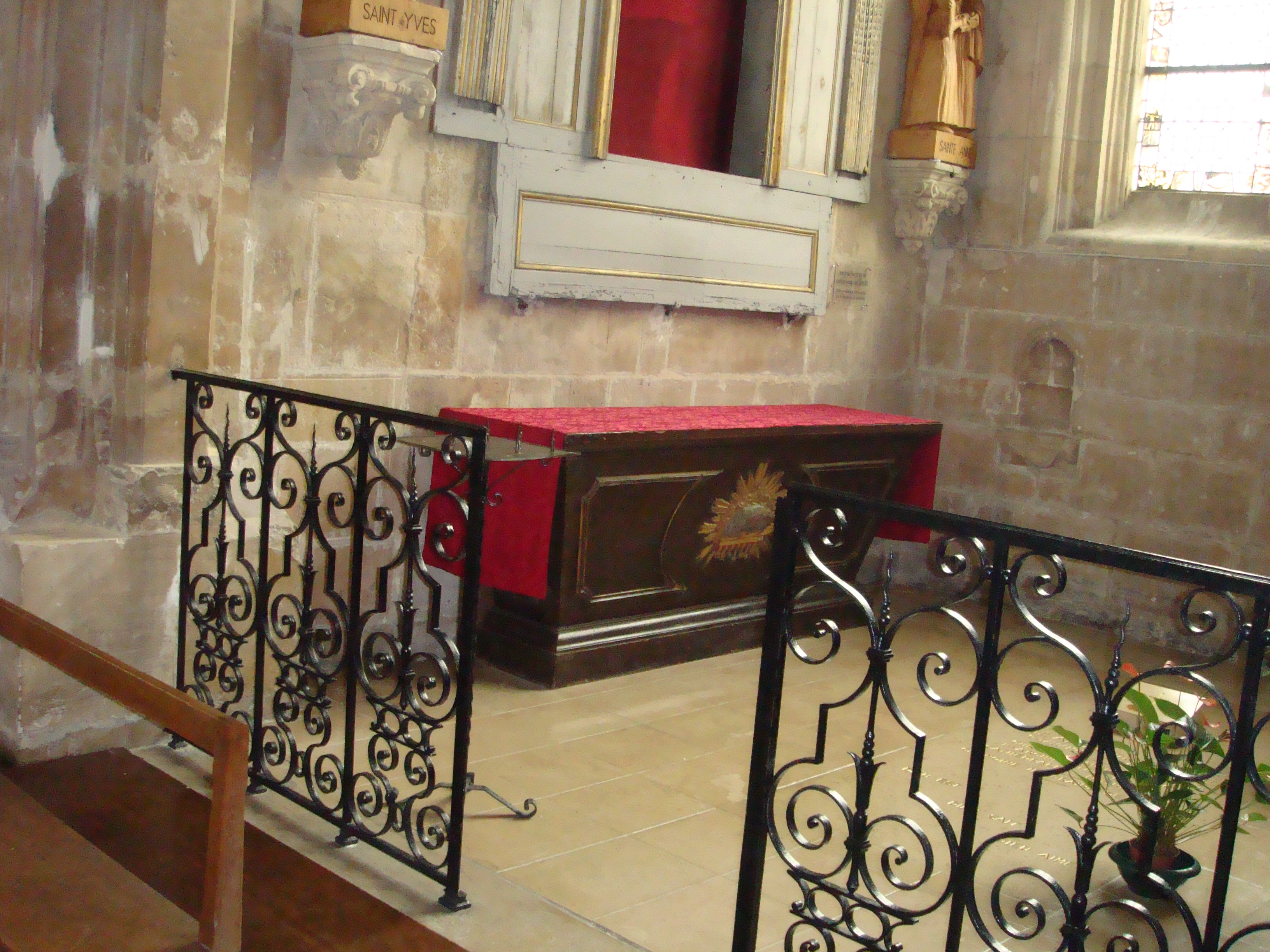
Autel dans la cathédrale, provenant d'une des chapelles de l'église Sainte-Cécile du Havre (église détruite à cause des dégâts occasionnés par l'aviation britannique en septembre 1944, puis reconstruite).
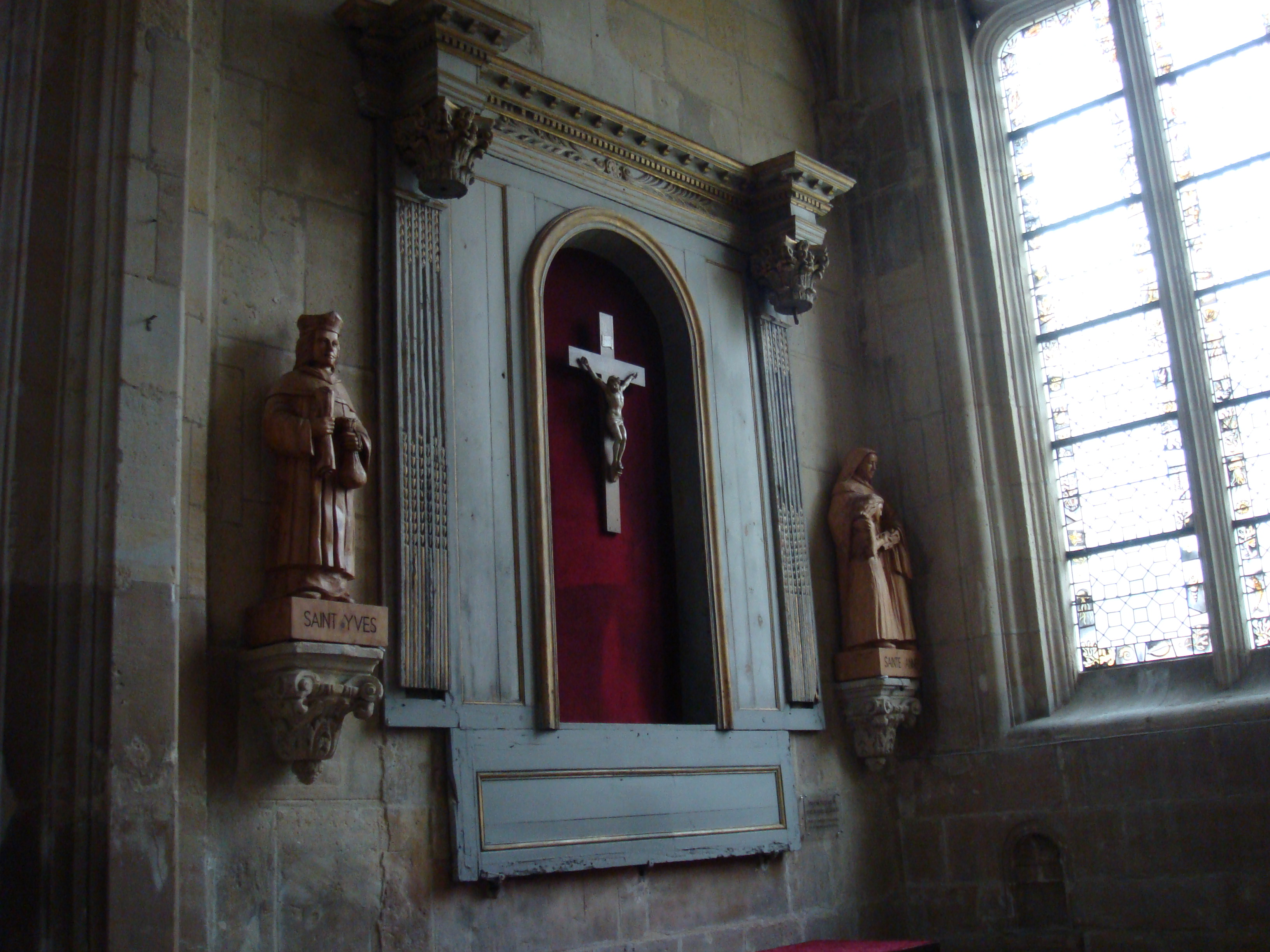
Retable classique d'une des chapelles latérales (en provenance de l'église Sainte-Cécile). Le retable est incomplet, par l'absence des colonnes ; les chapiteaux des colonnes qui subsistent sont d'ordre corinthien. Le retable possède une niche, avec une croix dans son centre.
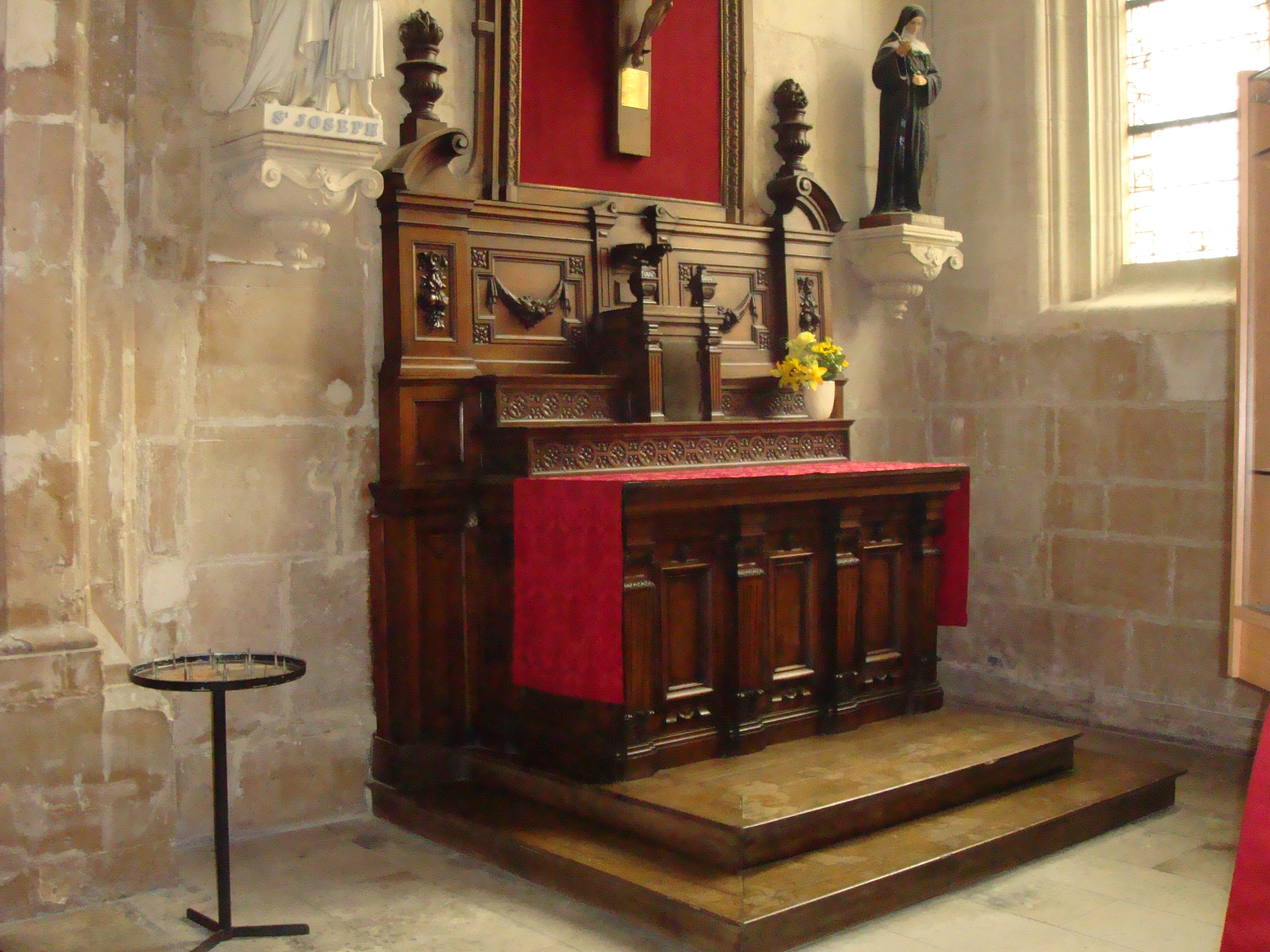
Autel, et tabernacle d'une des chapelles latérales (bas-côté sud), de style classique provenant de la chapelle du collège des Ormeaux du Havre.
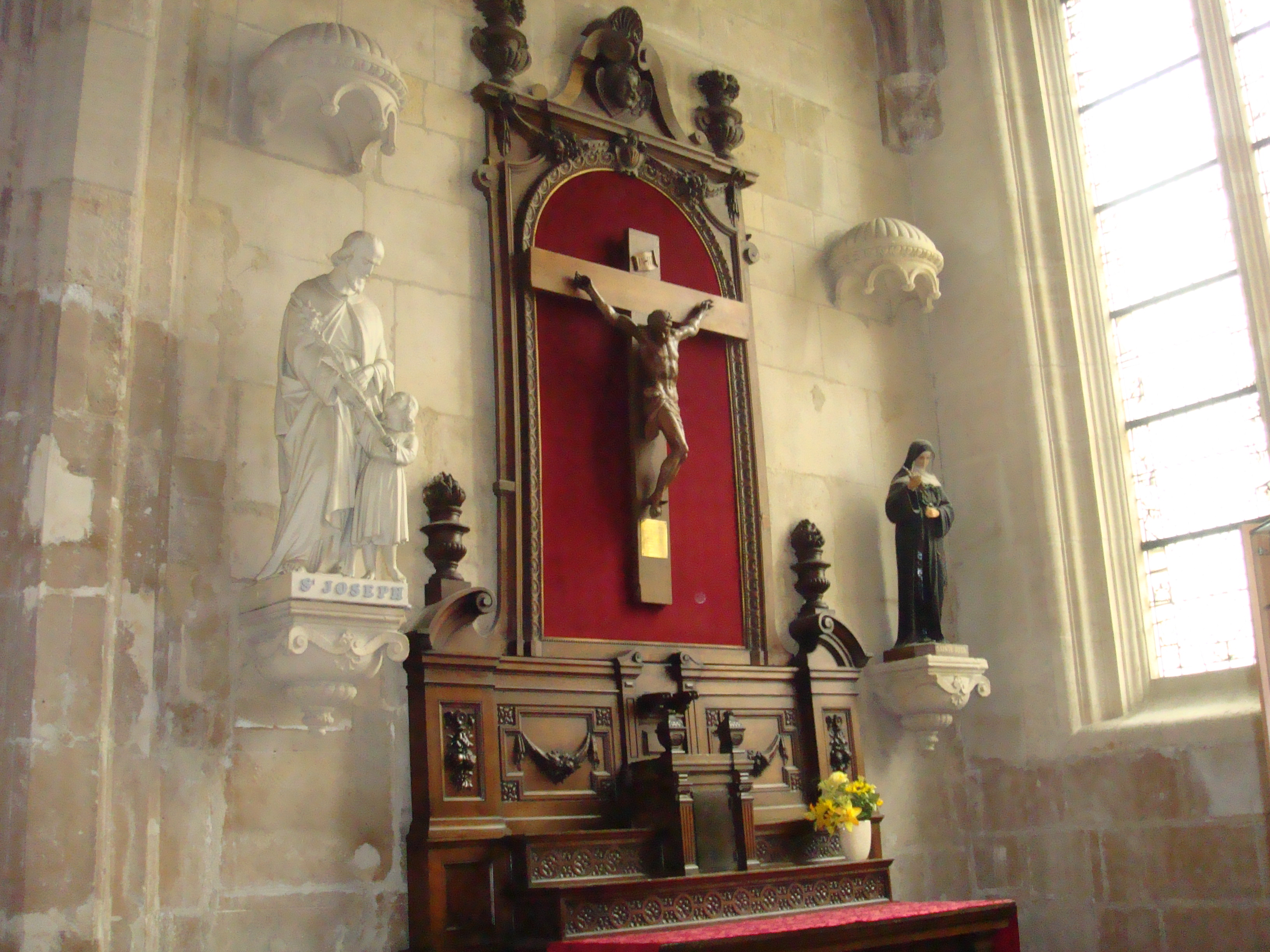
Retable classique (provenant du collège des Ormeaux du Havre), en bois. L'influence classique se voit sur des éléments comme les flambeaux et la tête d'ange sculptée en haut du retable, qui porte en son centre une croix avec une plaque. Le retable est entouré par les statues de saint Joseph et de sainte Rita.
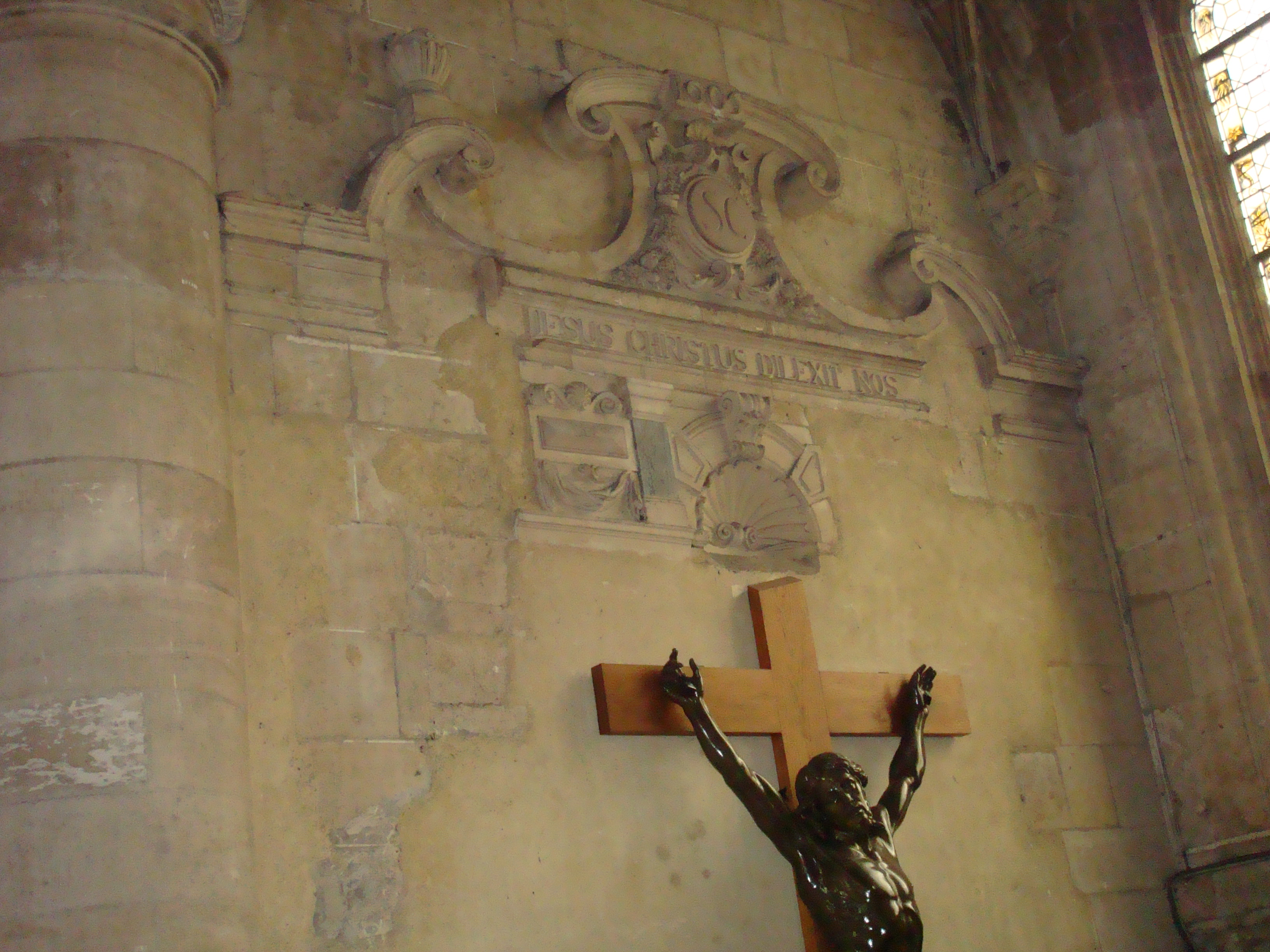
Restant d'un retable, détruit et non restauré. Ce retable dans le bas-côté sud était quasiment identique à celui de la chapelle de saint Sébastien (en face, dans le bas-côté nord) ; cela apparaît sur les derniers restants.

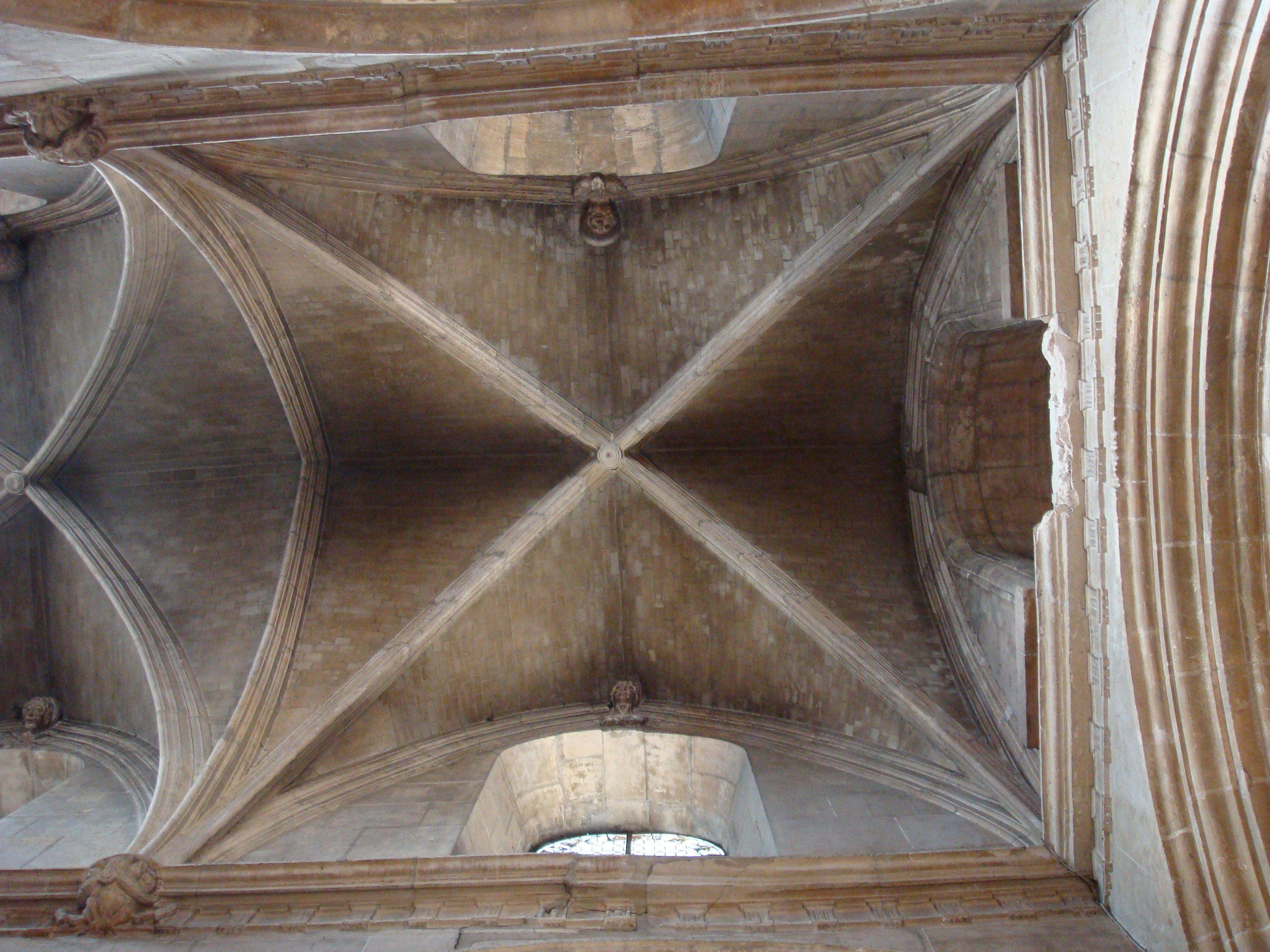
Croisée d'ogives de la voûte du transept ; à remarquer des têtes sculptées au-dessus des baies vitrées. Aux murs des transepts, au niveau des bas-côtés, les pilastres sont remplacés par des culs-de-lampe, au niveau de la frise en triglyphe. Au transept, au niveau supérieur, la petite baie vitrée de la nef est remplacée par une petite arcade.

### Transept

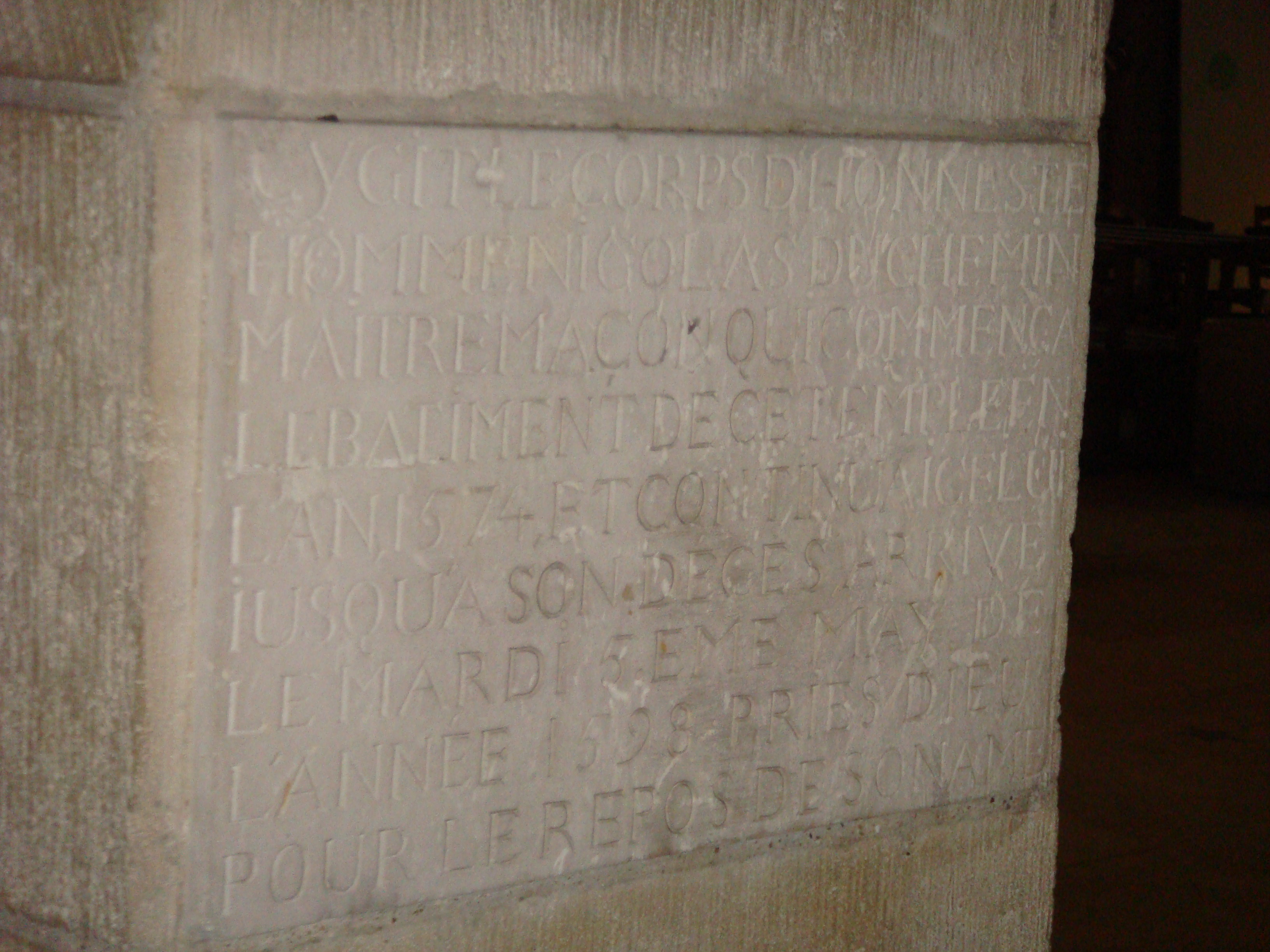
Plaque funéraire de Nicolas Duchemin sur un pilastre.

Ce transept se fait remarquer par sa petite taille : à l'extérieur il est visible mais à l'intérieur, il s'efface car en largeur, il ne correspond qu'à une seule travée ; cela montre une influence du style Renaissance. En haut, la voûte en ogive possède des têtes sculptées. Au-dessus de chaque entrée est percé un œil-de-bœuf. À l'entrée sud, il y en avait un deuxième (juste au-dessus de la porte), qui n'a pas été restauré lors des précédents travaux.
Dans le croisillon sud (contre un mur), il y a une sculpture de Jésus-Christ peinte (polychrome) venant de la chapelle des collèges des Ormeaux et propriété de l'association Saint-Thomas d'Aquin. Au niveau du transept se trouve l'emplacement de la tombe de Nicolas Duchemin (premier maître-maçon qui a bâti le bâtiment actuel).
La plaque de Nicolas Duchemin (sur l'un des deux pilastres de la nef principale, au niveau du transept, au sud) porte l'inscription suivante :
« CY (•) GIT LE CORPS D'HONNESTE
HOMME NICOLAS DUHCHEMIN QUI COMMENÇA
LE BATIMENT DE CE TEMPLE EN
L'AN 1574, ET CONTINUA CELUI
IUQU'A SON DÉCES ARRIVE
L'ANNEE 1598. PRIES DIEU
POUR LE REPOS DE SON AME ».
• : Le mot semble avoir été ajouté après être devenu illisible en raison de la légère érosion de la pierre.

### Le chœur

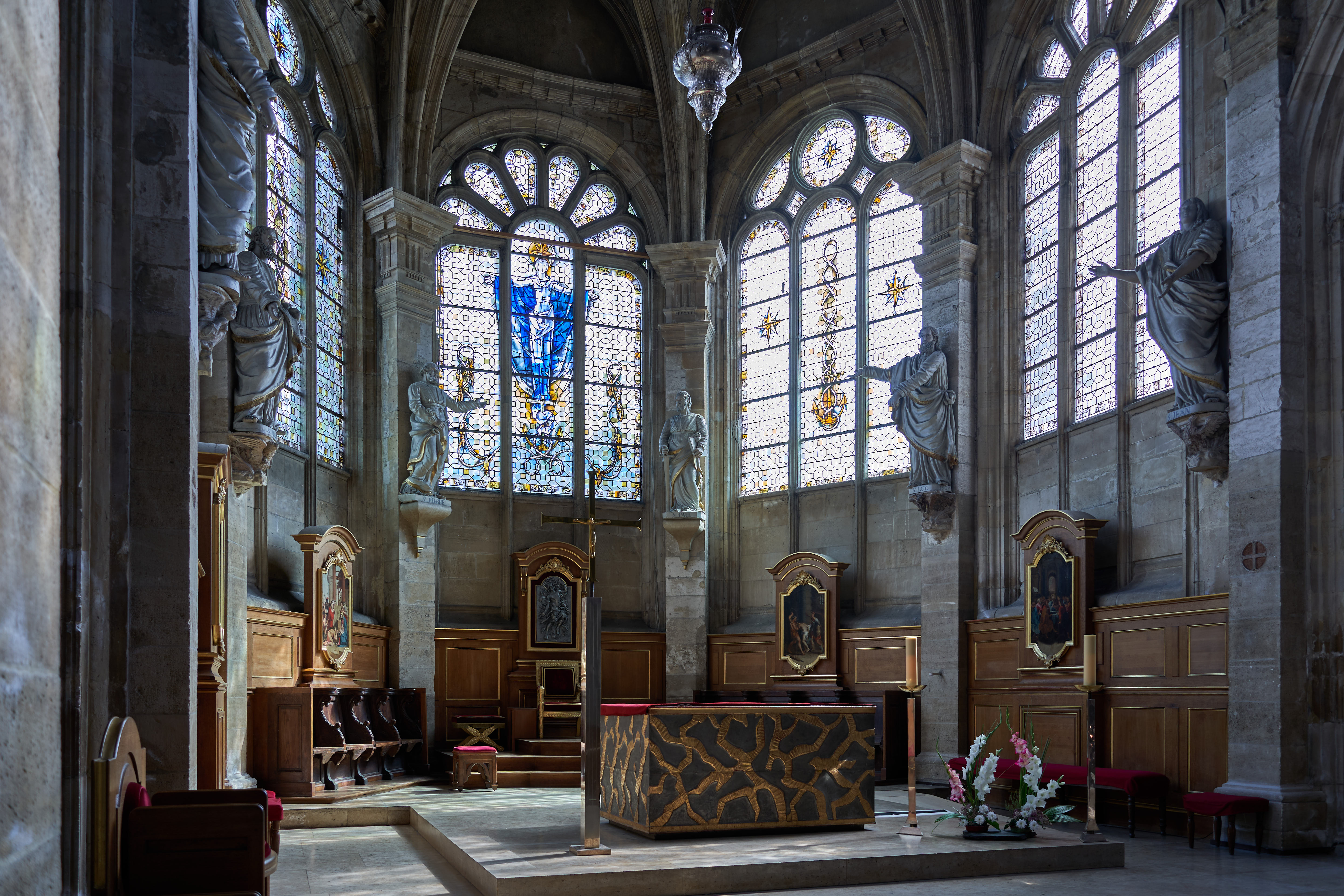
Le chœur de la cathédrale.

L’autel se trouve au centre du chœur, au même emplacement que l'ancien. L’autel actuel, en plomb et décoré avec des ceps de vignes forés, est l'œuvre du sculpteur Philippe Kaeppelin,. Le maître-autel date de 1974. L'ancien maître-autel a été détruit, brûlé après l'explosion de la bombe. La cathèdre, recouverte de feuilles d'or, se situe dans l'abside, entourée de deux rangées de stalles de style classique, datant du XVIIe siècle.
Peu décoré aujourd'hui, le chœur était orné avant le bombardement de plusieurs sculptures et de statues, ainsi que d'une balustrade devant l'autel. Aujourd'hui, il est entouré par les statues des apôtres. Ces statues sont en bois et peintes, mais la majorité ont été détruites pendant la Révolution et refaites en plâtre. Parmi les rescapées, celles des 4 évangélistes, dont les socles en pierre représentent leurs symboles (l'aigle, l'ange, le lion et le taureau).
De plus quelques tableaux présentent la vie de Jésus,: quatre œuvres sur six sont actuellement présentes dans le chœur, l'intégration des deux autres étant programmée pour peu de temps. Ces tableaux proviennent de l'ancienne chapelle mariale de l'abside. Les murs du chœur sont ornés de lambris en bois cirés avec des rehauts de dorures.
Au-dessus de l'autel la lampe de sanctuaire (avec une veilleuse pour symboliser la présence de Dieu dans la cathédrale) comporte l'inscription gravée : « Cette lampe a été donnée à l'église Notre-Dame du Havre en l'an 1802 lorsque M. François Louis Malleux ancien vicaire général du diocèse de Rouen et chanoine honoraire de l'église cathédrale de Rouen en étoit Curé ».

Détail des éléments du chœur
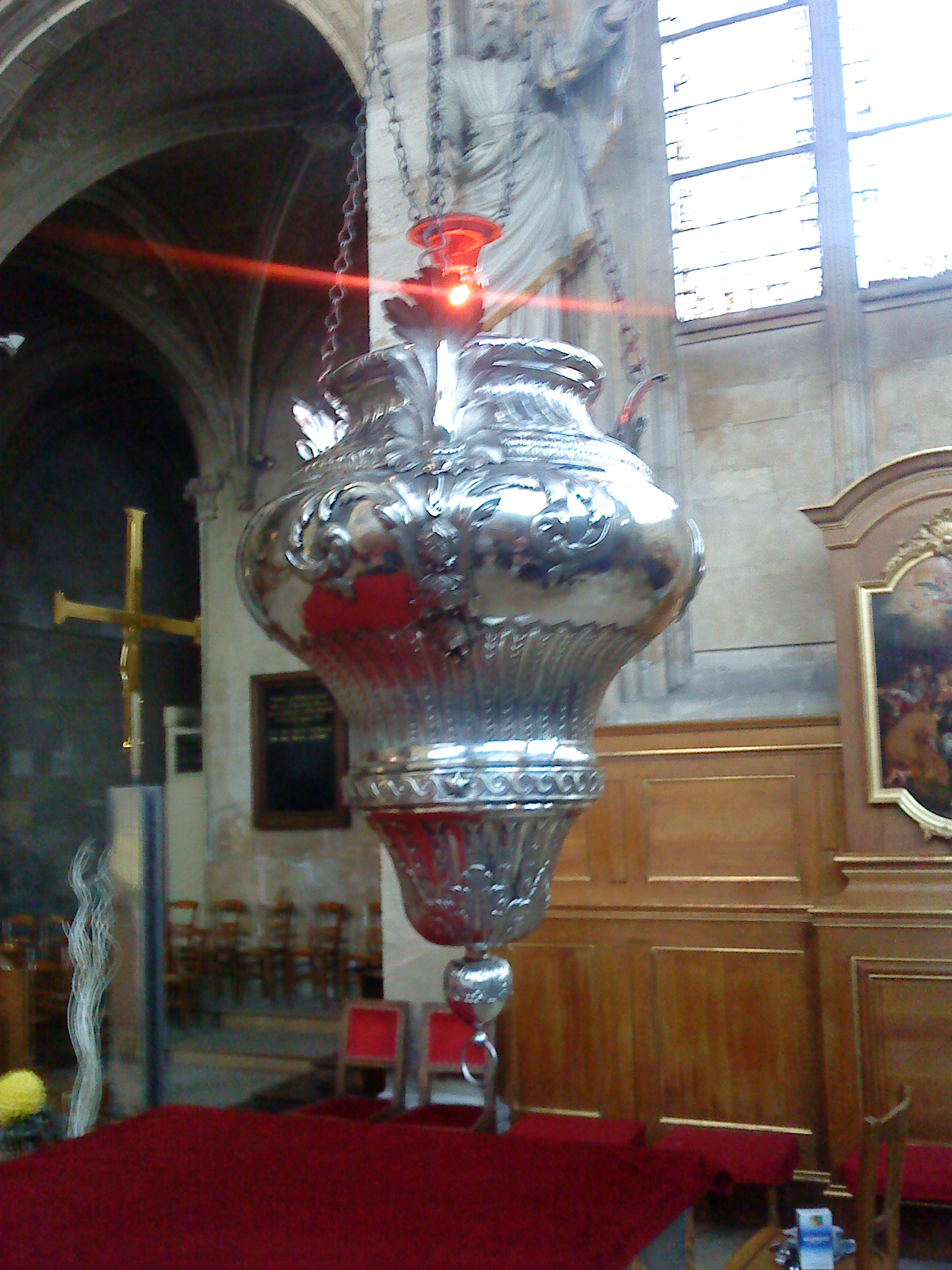
Lampe de sanctuaire au-dessus de l'autel.
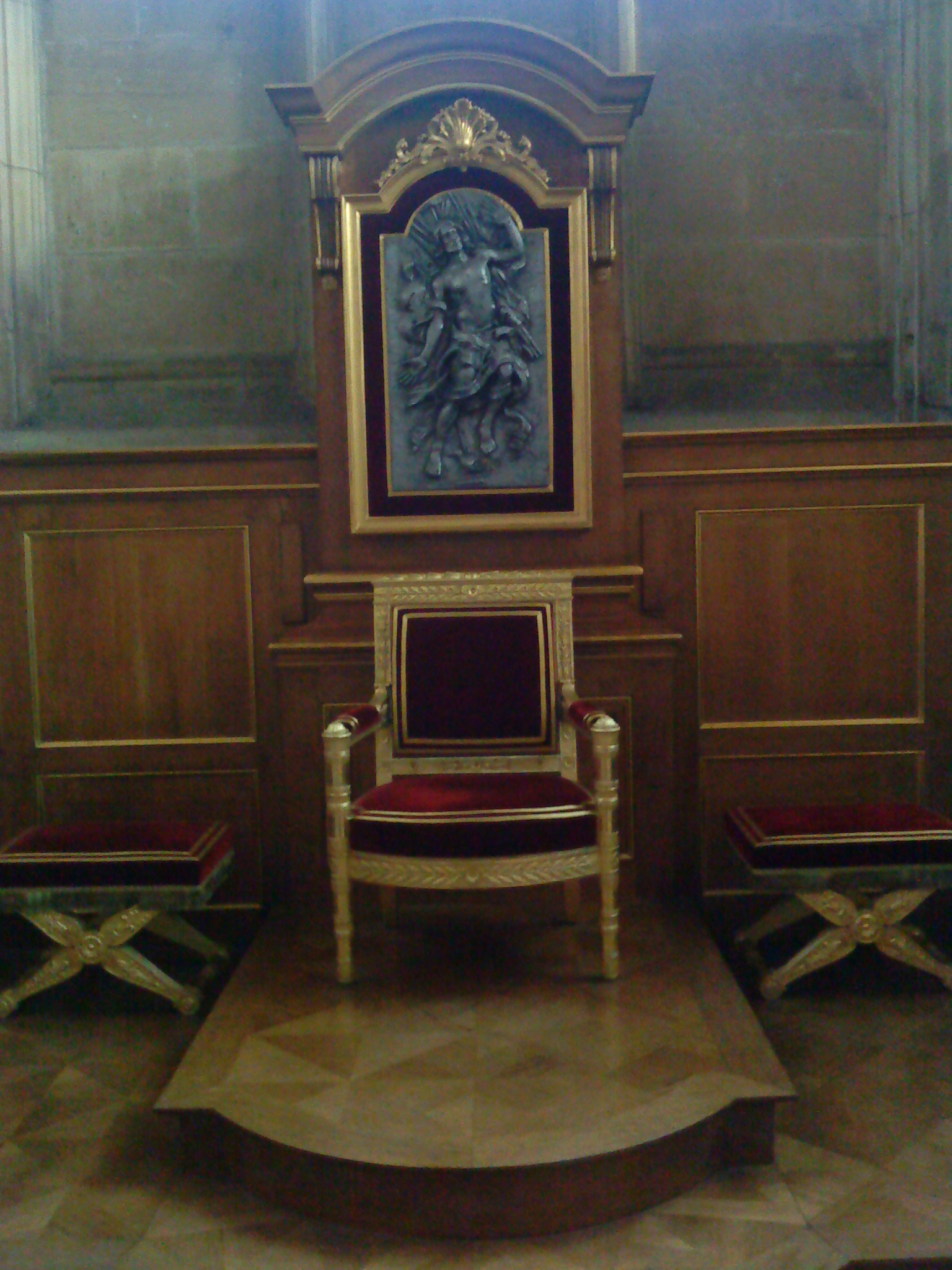
Cathèdre (fin du XVIIIe siècle) en bois doré et les deux tabourets assortis, avec derrière un panneau représentant le Christ revenant dans la gloire sur le cadre du lambris mouluré chêne et doré et deux consoles sur les côtés du panneau et à agrafe à coquille et rubans en haut.
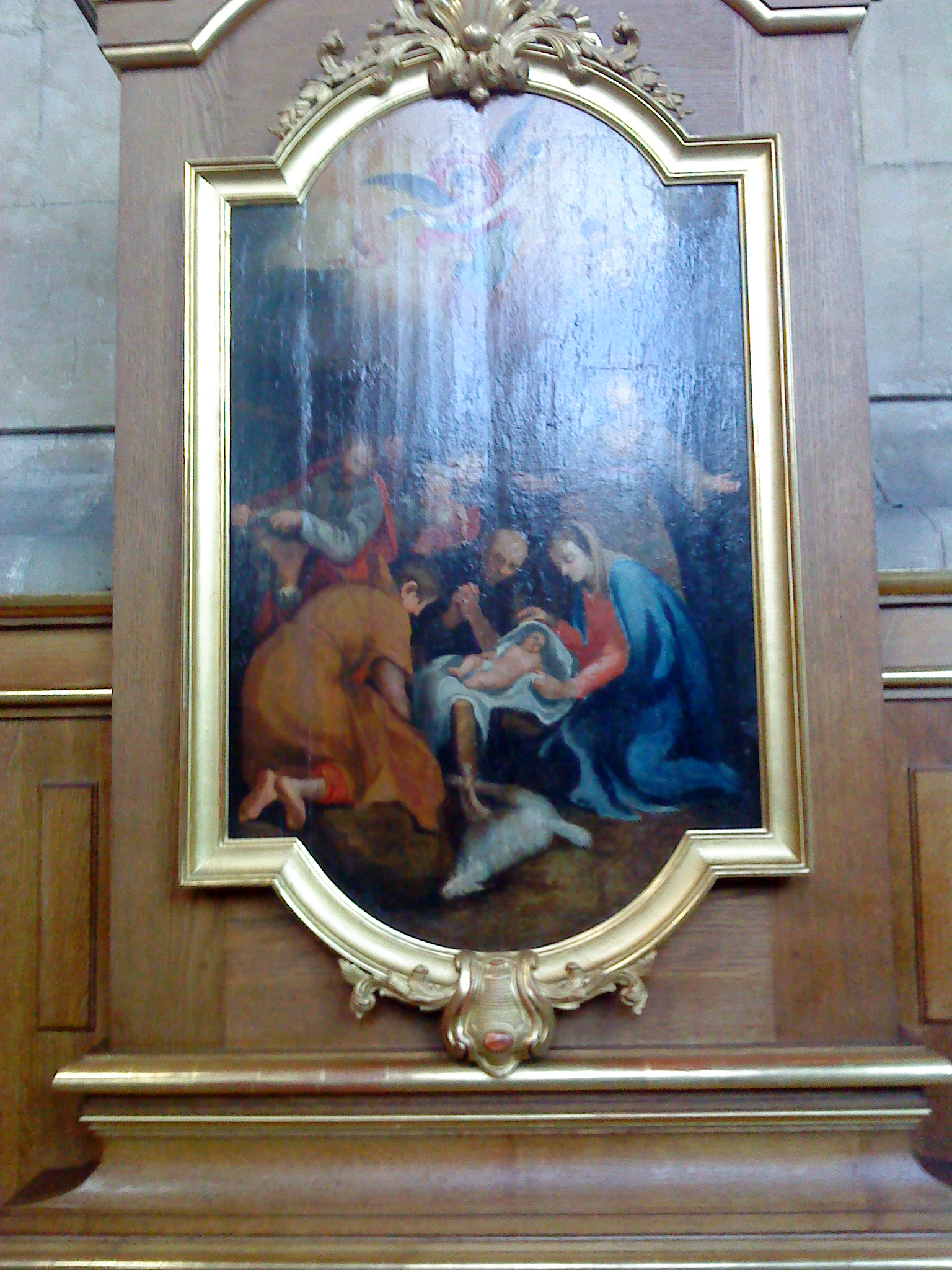
L'adoration des bergers. En haut du cadre doré, il y a une agrafe à coquille et rubans en bois et doré, et une agrafe en bas aussi en bois et doré.
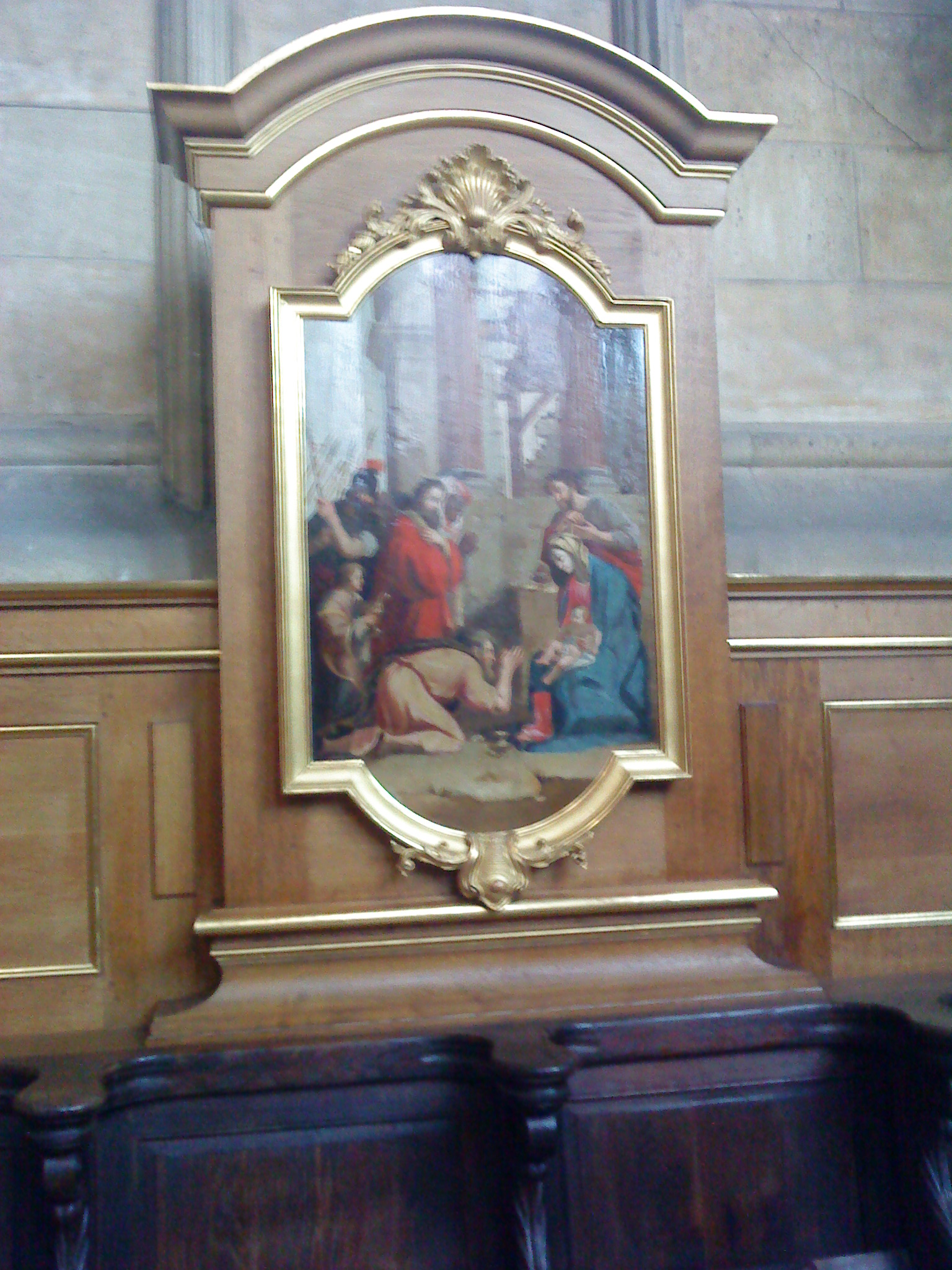
Adoration des mages.
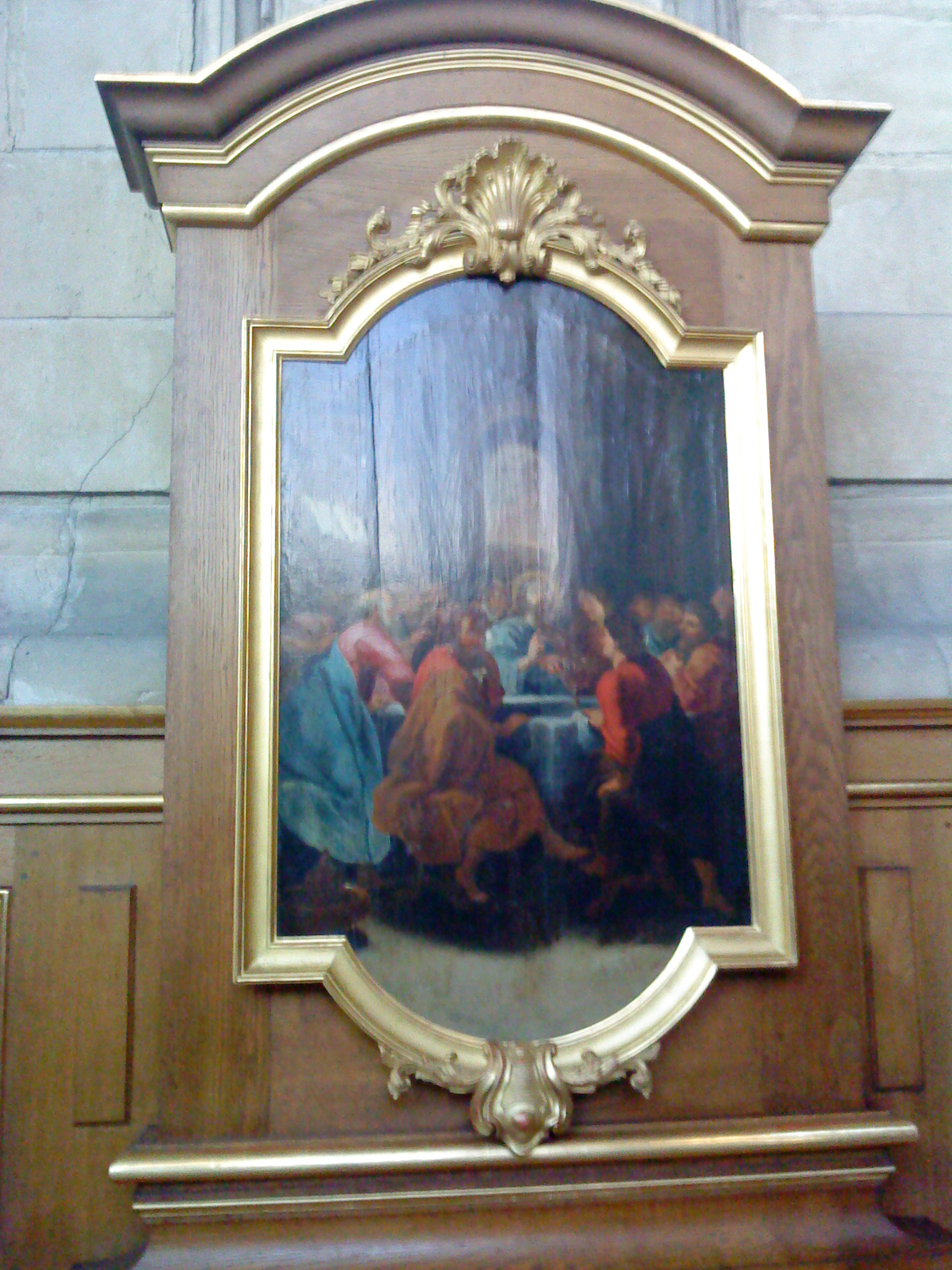
Tableau de la Cène.
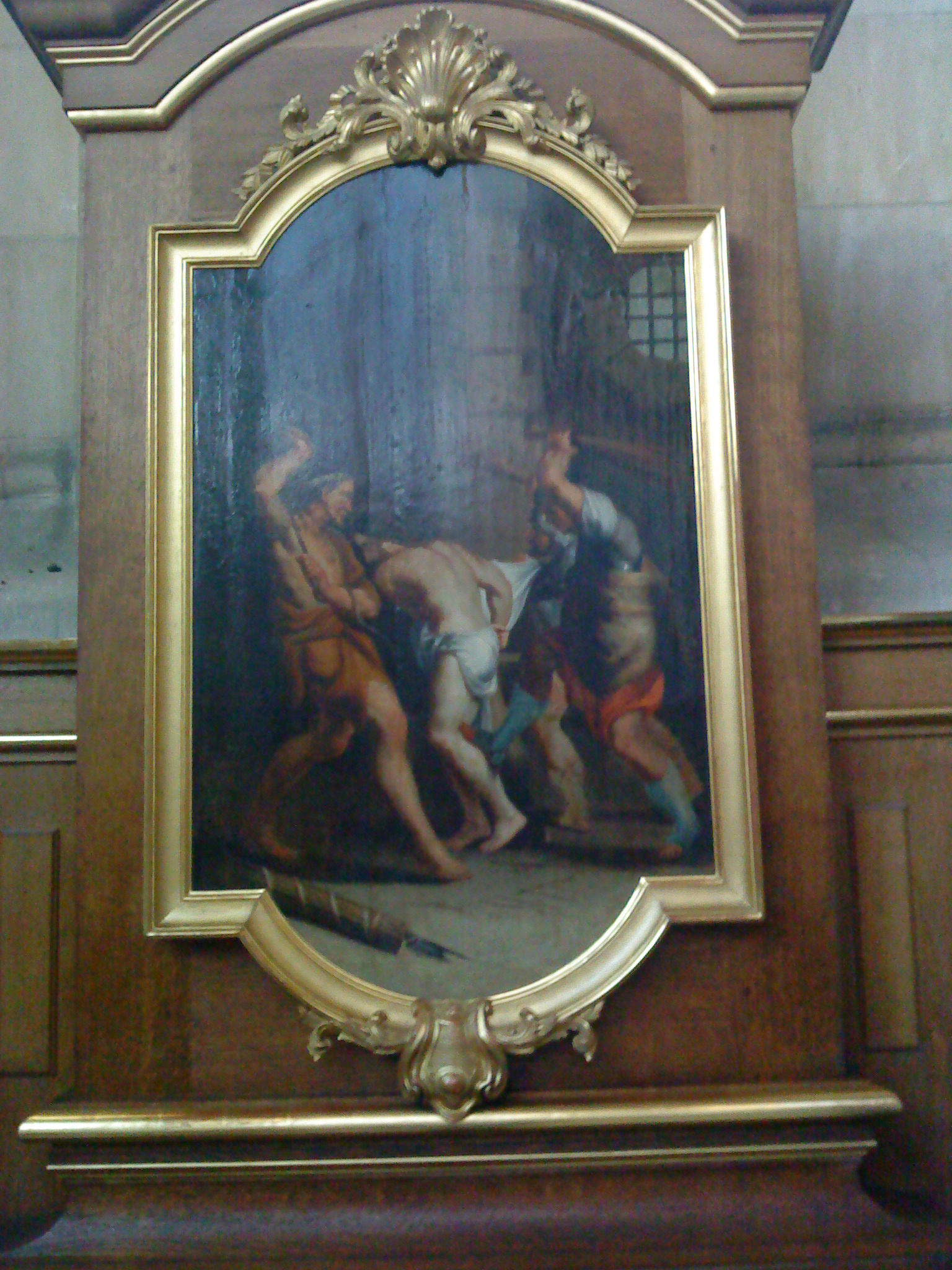
La Flagellation.
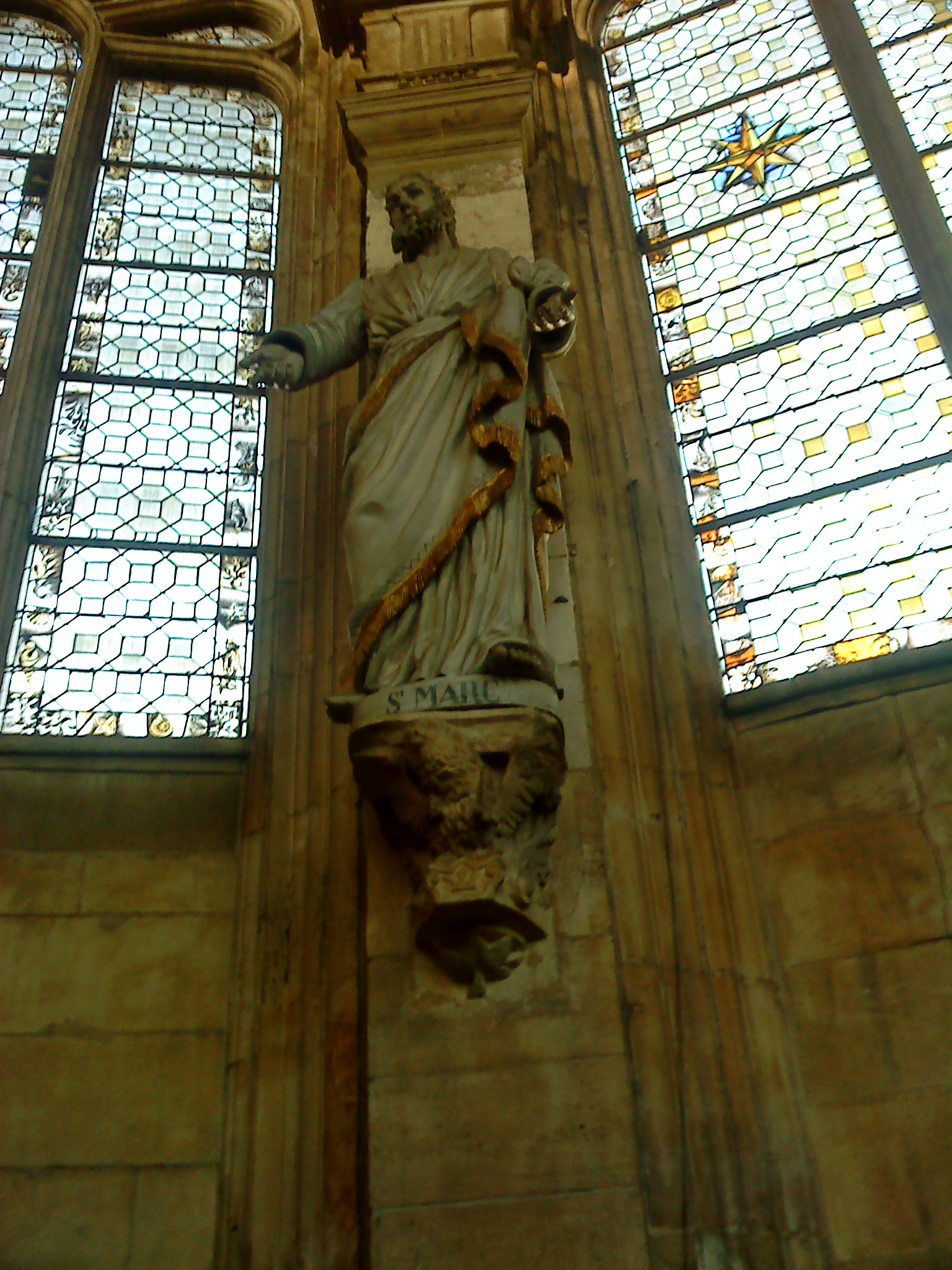
Les saints apôtres évangélistes : saint Marc.
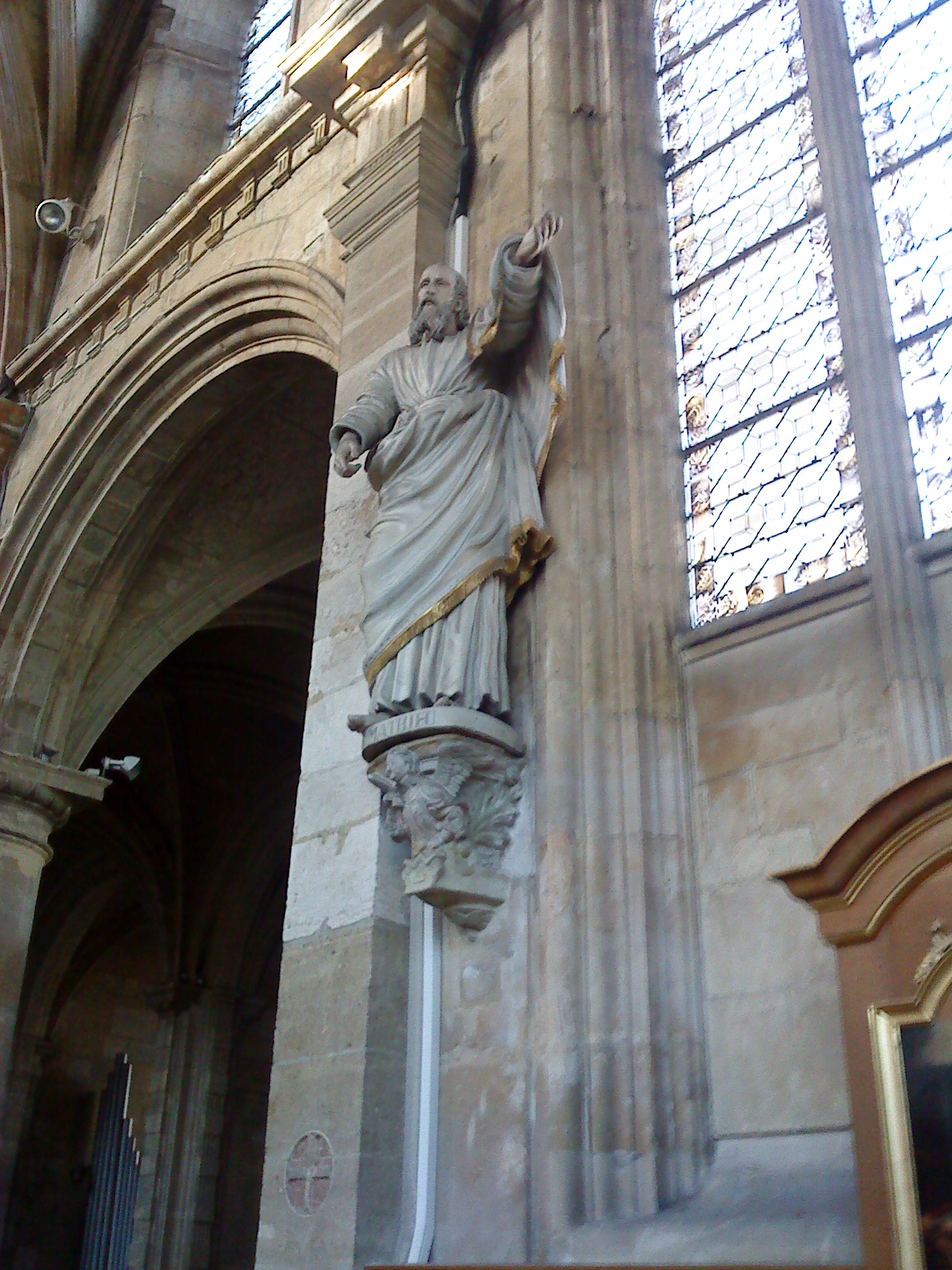
Saint Mathieu.
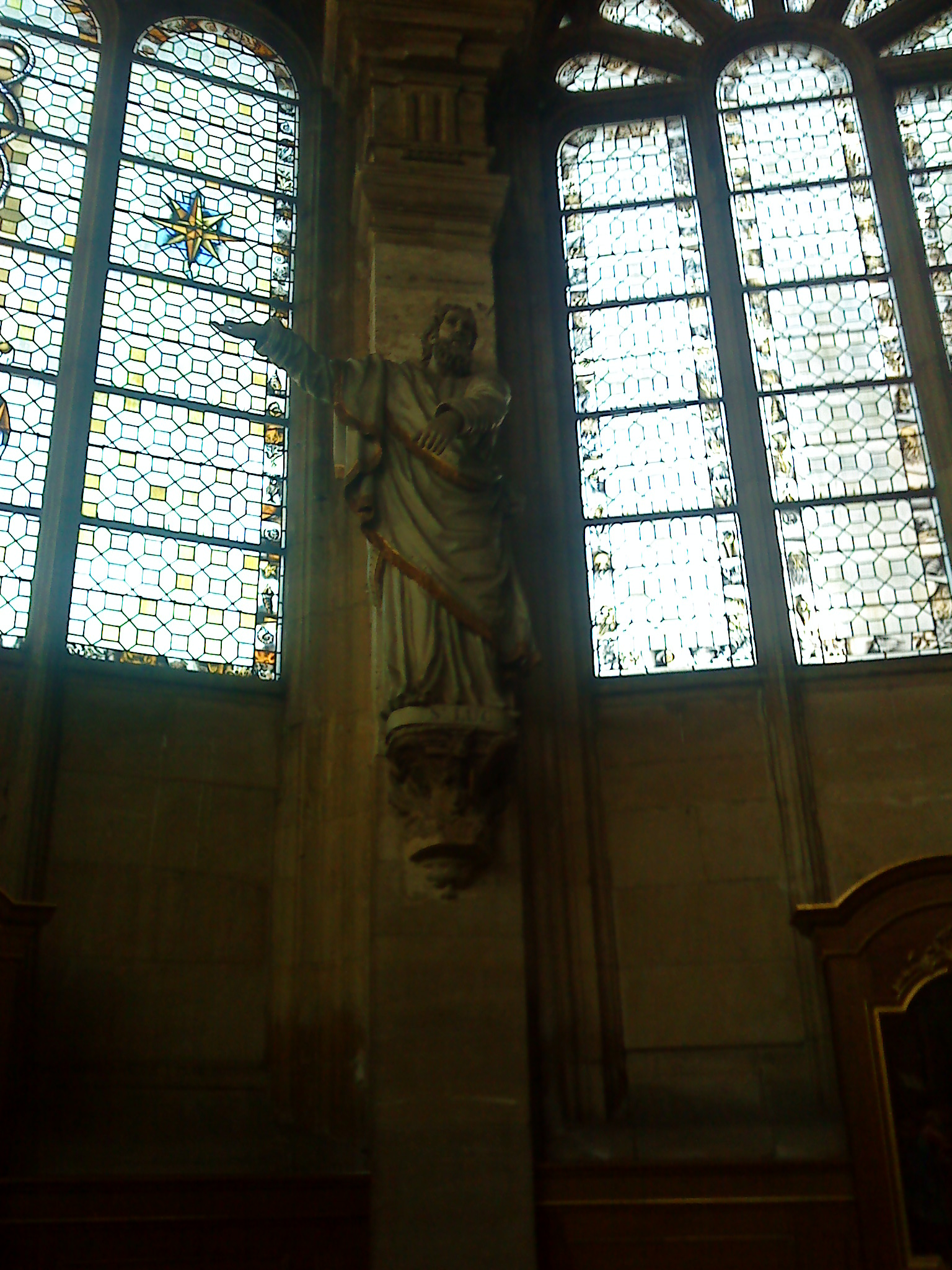
Saint Luc.
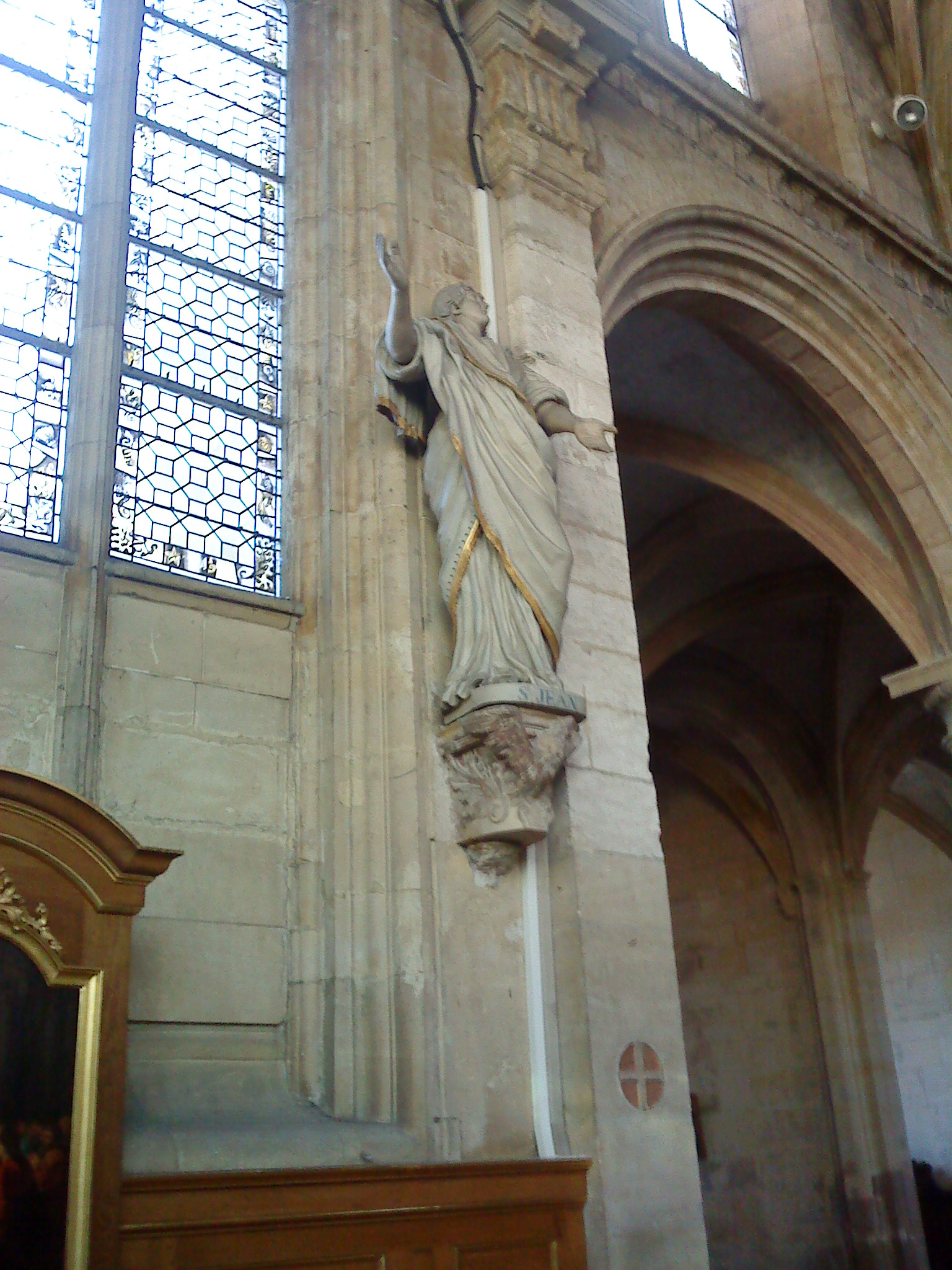
Saint Jean.
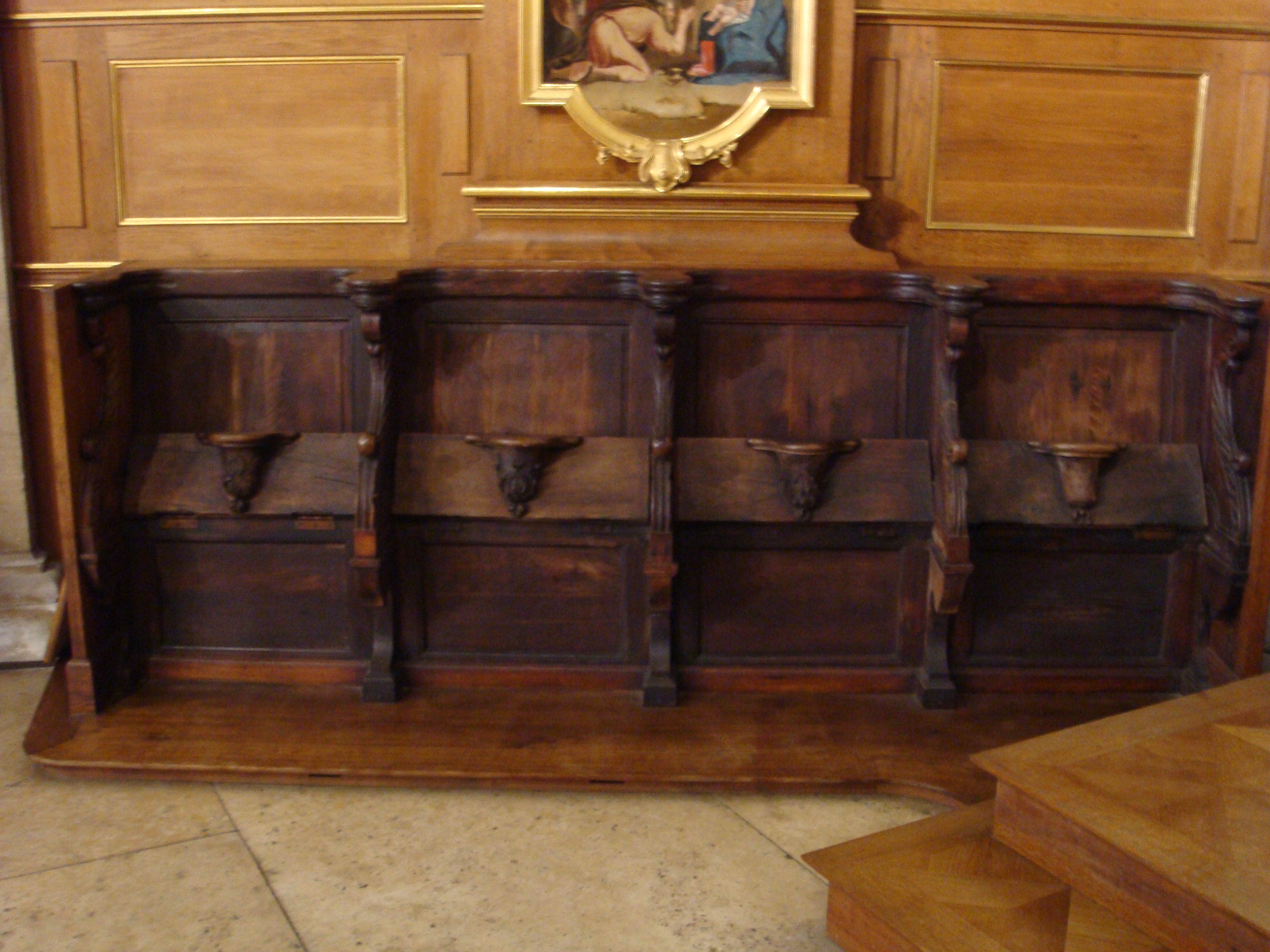
Une des deux rangées de quatre stalles, de style classique, du chœur; ces stalles se trouvent en fait dans l'abside, entourant la cathèdre.

### Sacristie
La sacristie a été très endommagée lors du bombardement. L'incendie provoqué par la bombe a détruit une grande partie du mobilier, qui a été reconstitué à l'identique, en bois de chêne.
Dans la sacristie, on trouve aussi des ornements liturgiques classés au patrimoine historique. Une partie de la sacristie a été condamnée de l'intérieur pour permettre l'installation d'une chaudière, et n'est donc accessible que par l'extérieur, l'entrée dans le bas-côté nord étant également condamnée.

### Autres équipements
Le chemin de croix est celui qui était dans le paquebot Normandie, propriété de l'association Saint-Thomas d'Aquin,. De plus, les panneaux d'affichage en bois présents dans la cathédrale proviennent aussi du paquebot Normandie ; ces panneaux avaient été alourdis avec du plomb, car, à l'origine, ils ne devaient pas se déplacer dans le paquebot (lors d'une tempête par exemple).

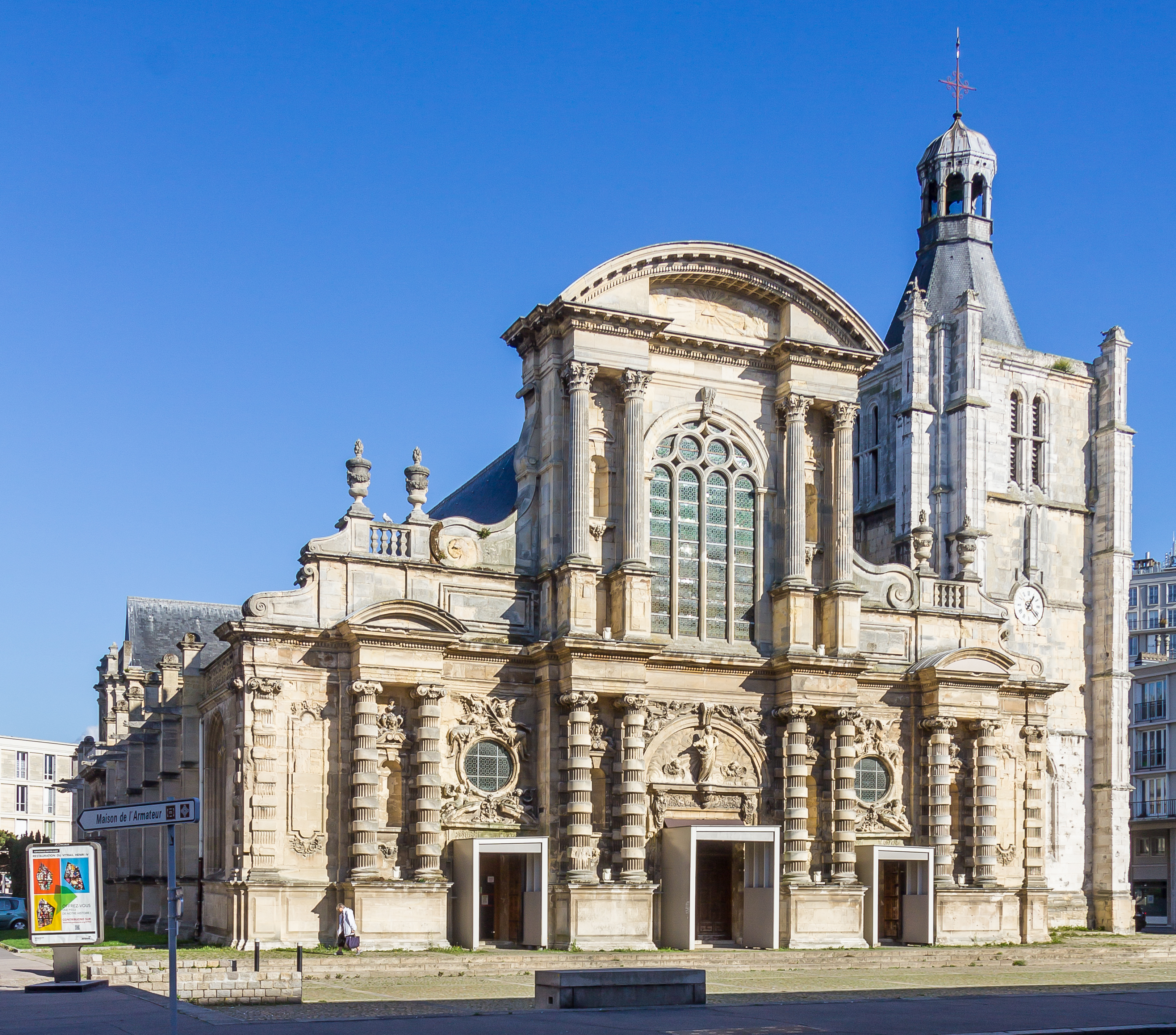
Façade principale de la cathédrale et ses trois portails.
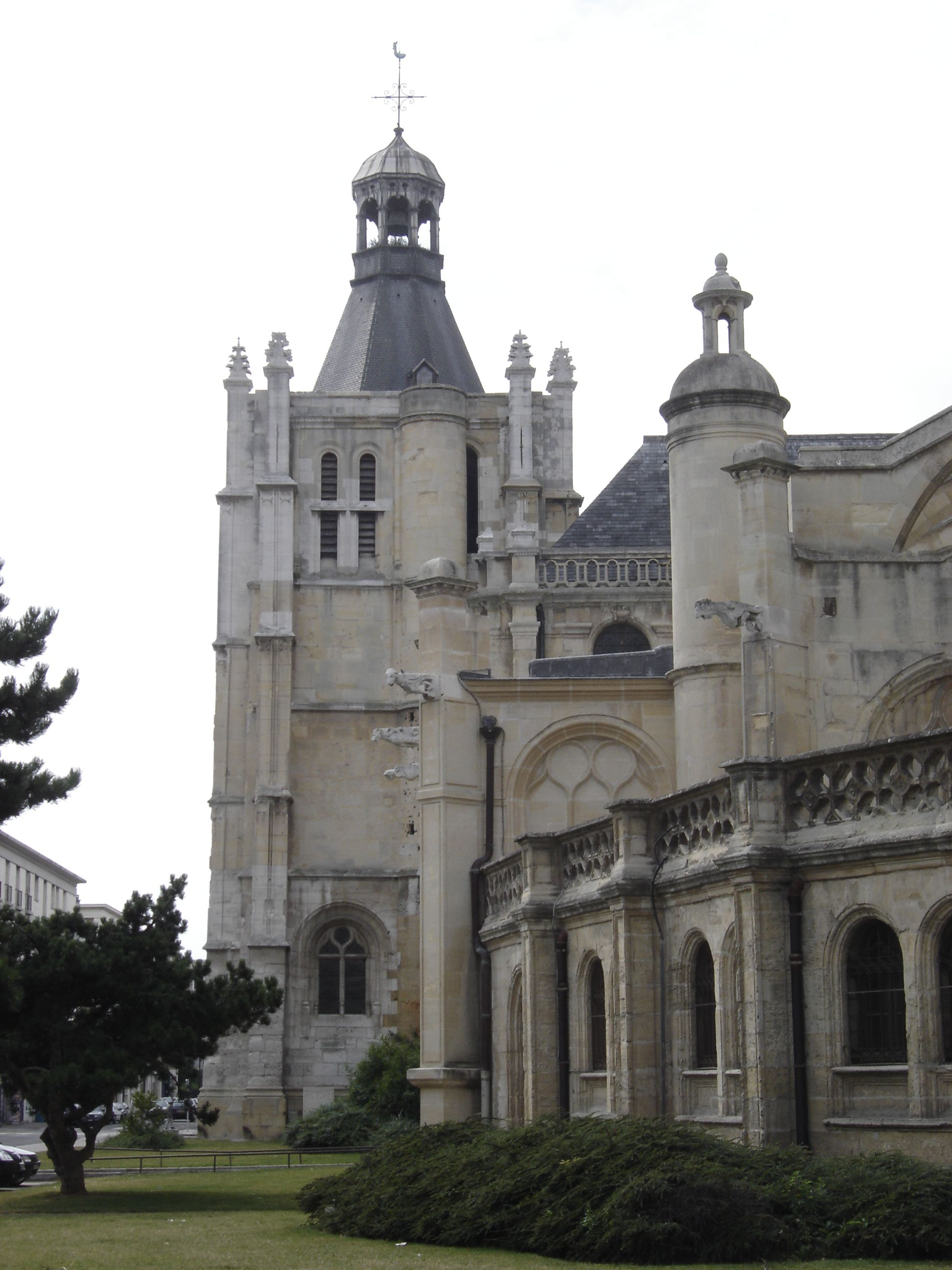
Bas-côtés vues de l'extérieur, tour de la cathédrale et petite tour de la sacristie.
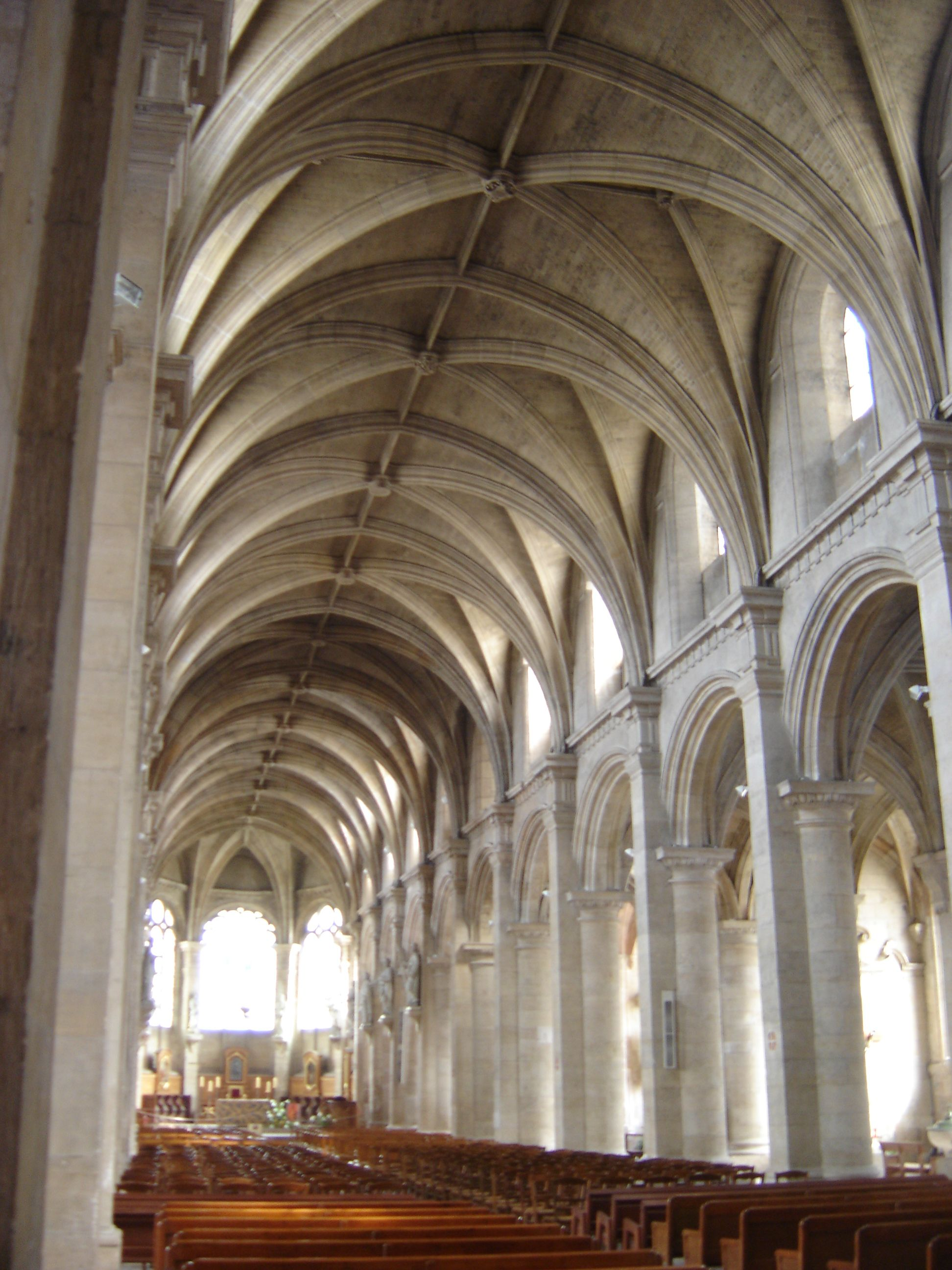
La nef et sa voûte.
Plan de la cathédrale (abside dirigé vers l'est).
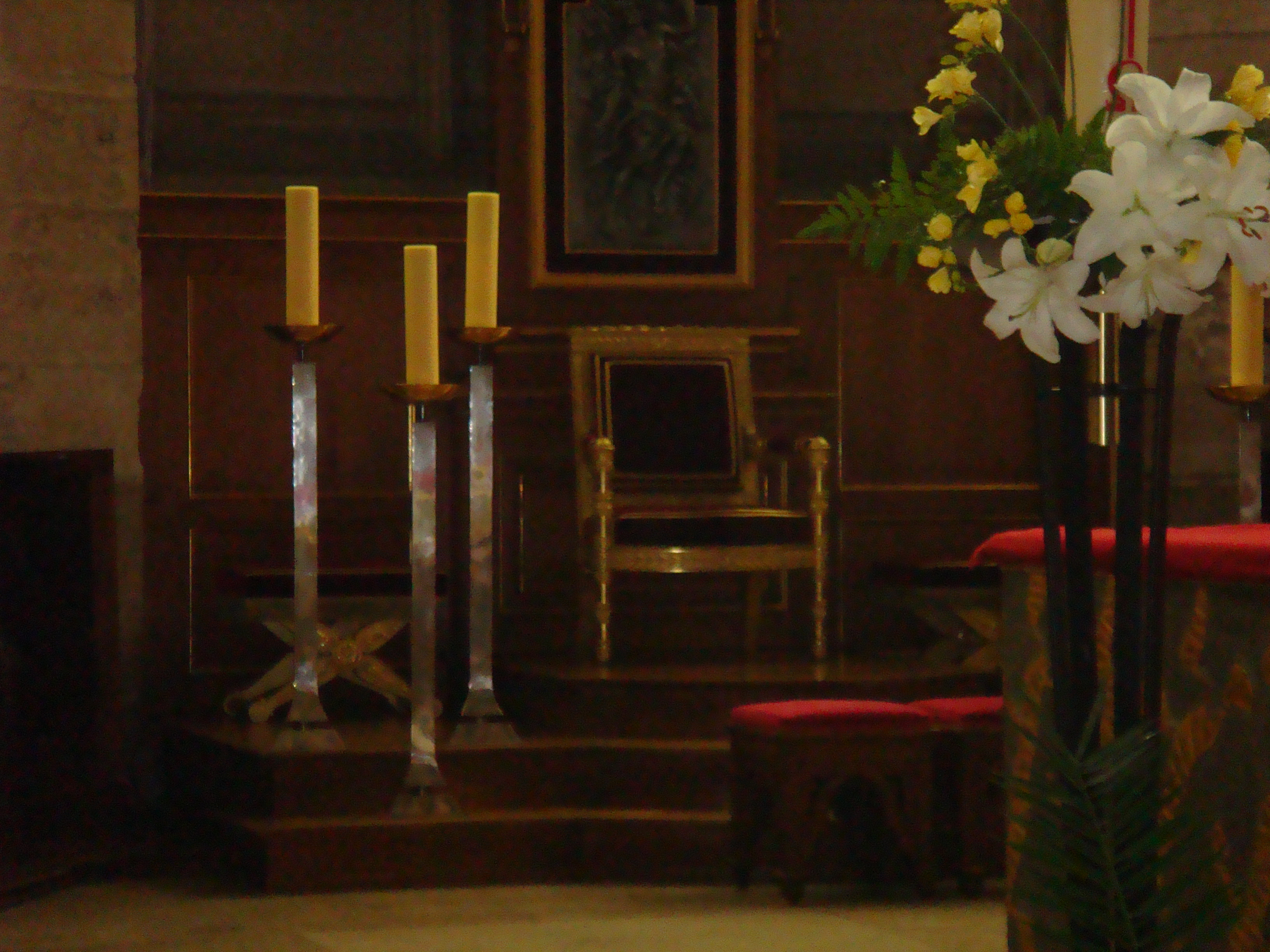
La cathèdre.
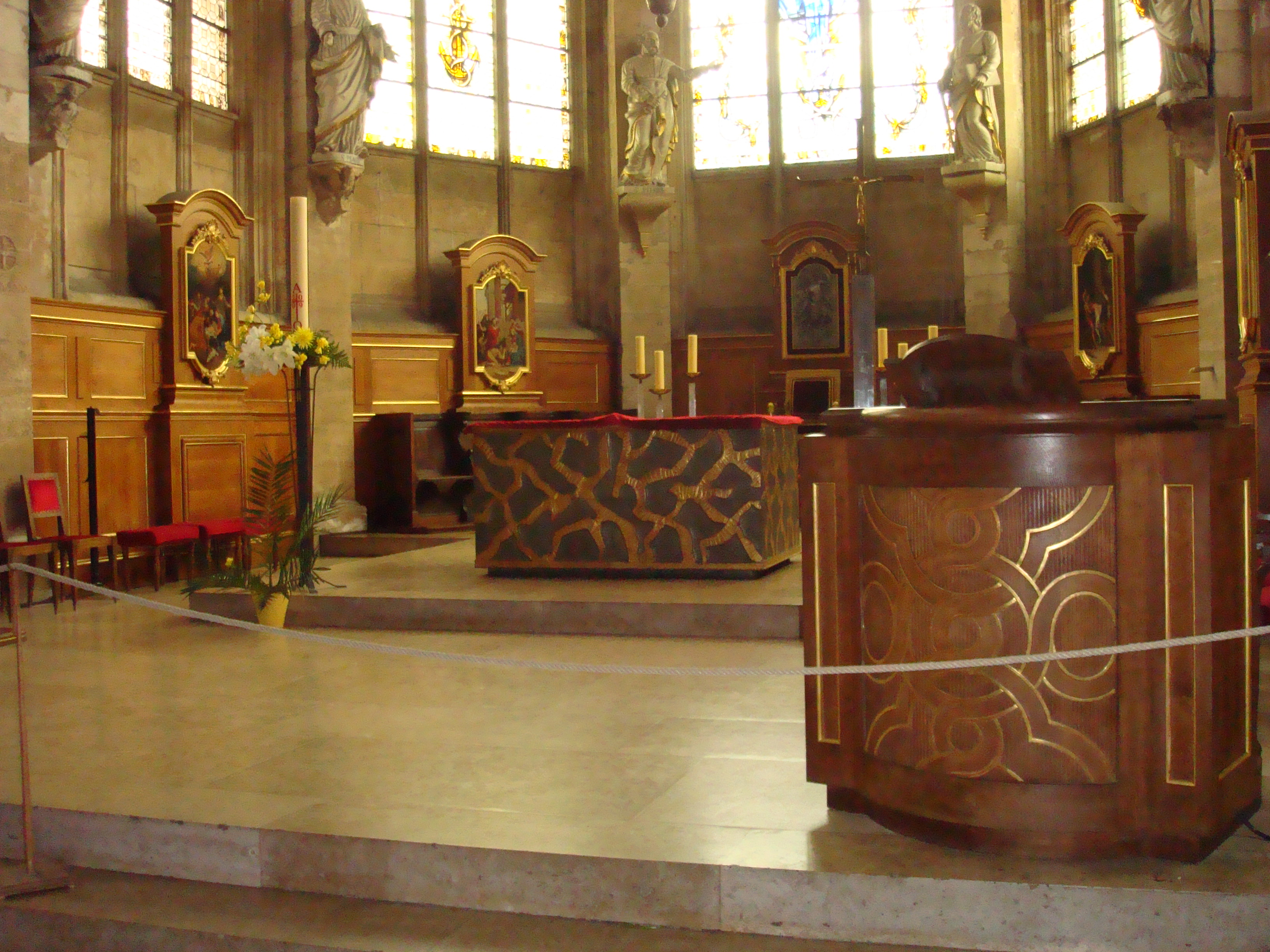
Le chœur (maître-autel, ambon et tableaux)
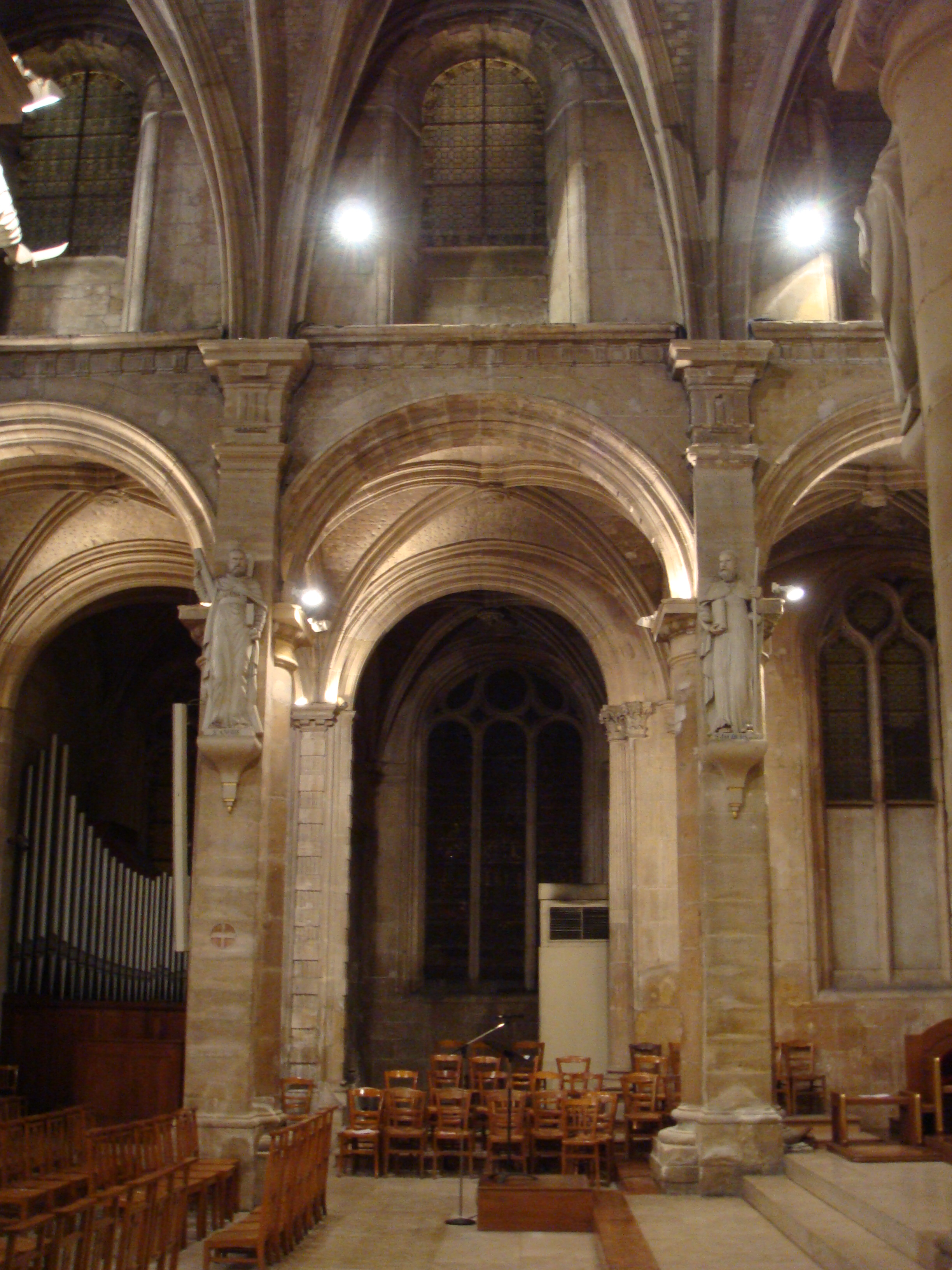
Une travée: une grande arcade entre la nef centre, et la nef latérale, au-dessus une petite baie vitrée.
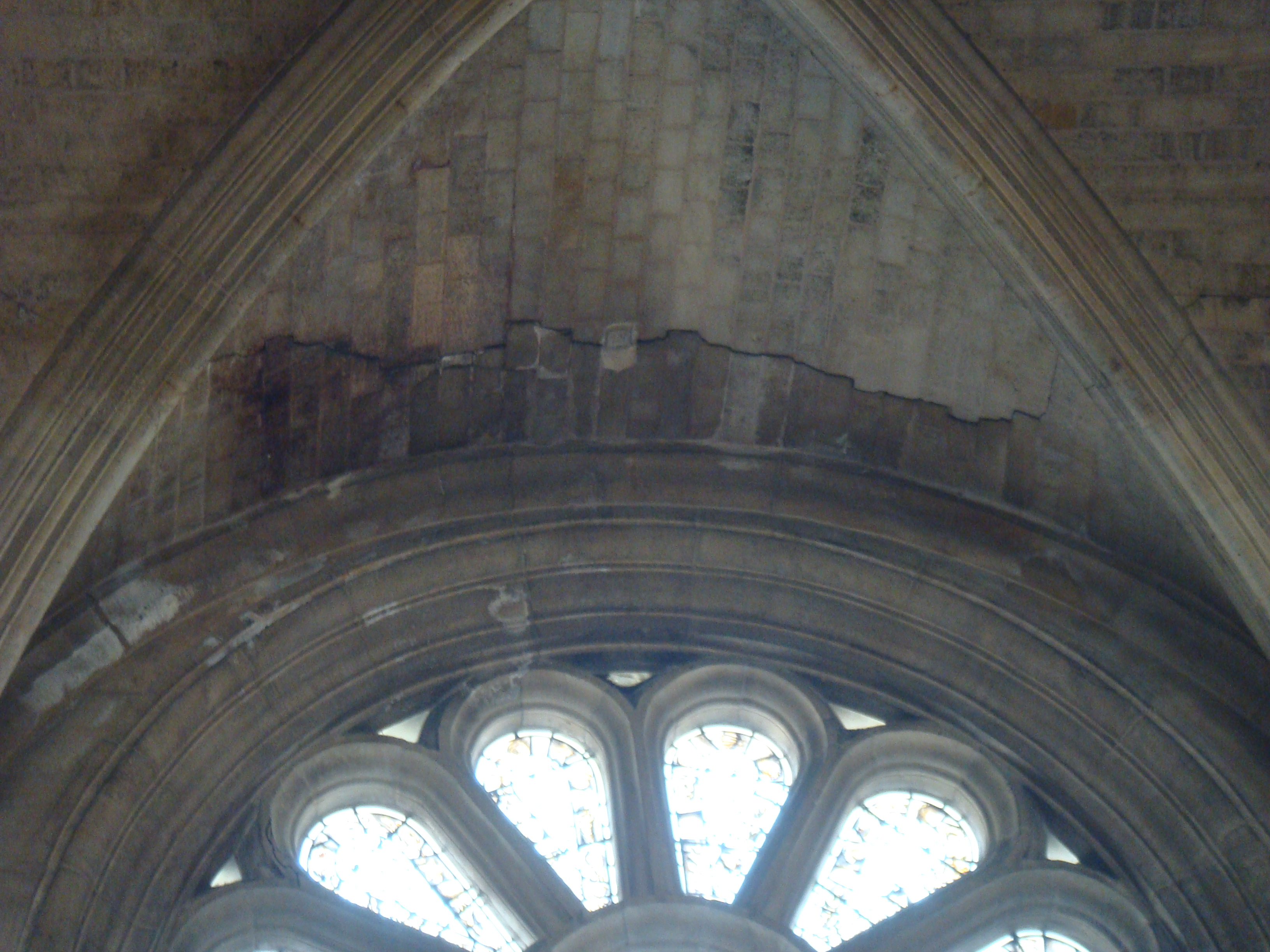
Une fissure dans la voûte, à proximité d’une baie vitrée (cette fissure s'étend sur à peu près trois à quatre travées).
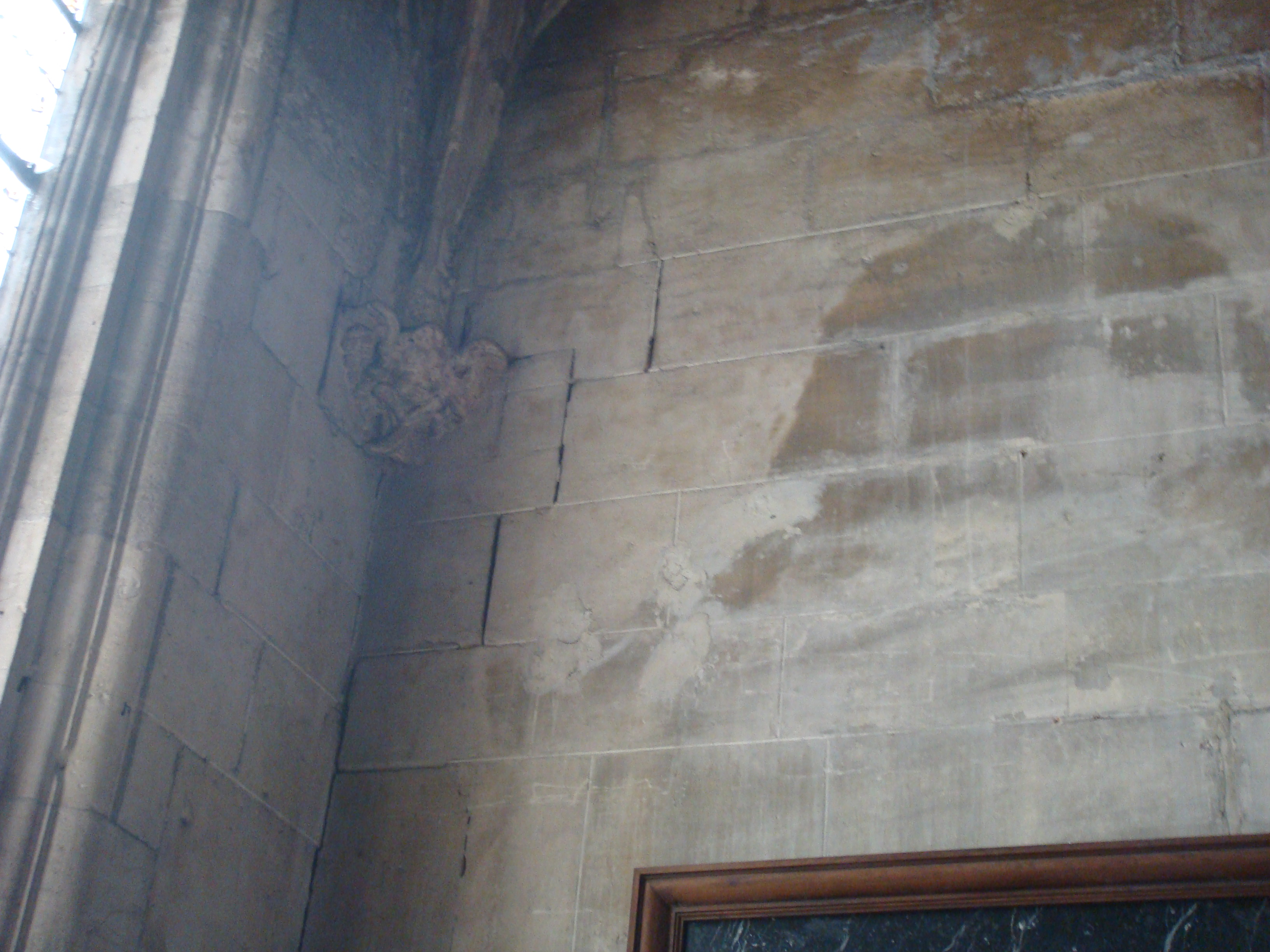
Fissure dans le mur de la façade principale.
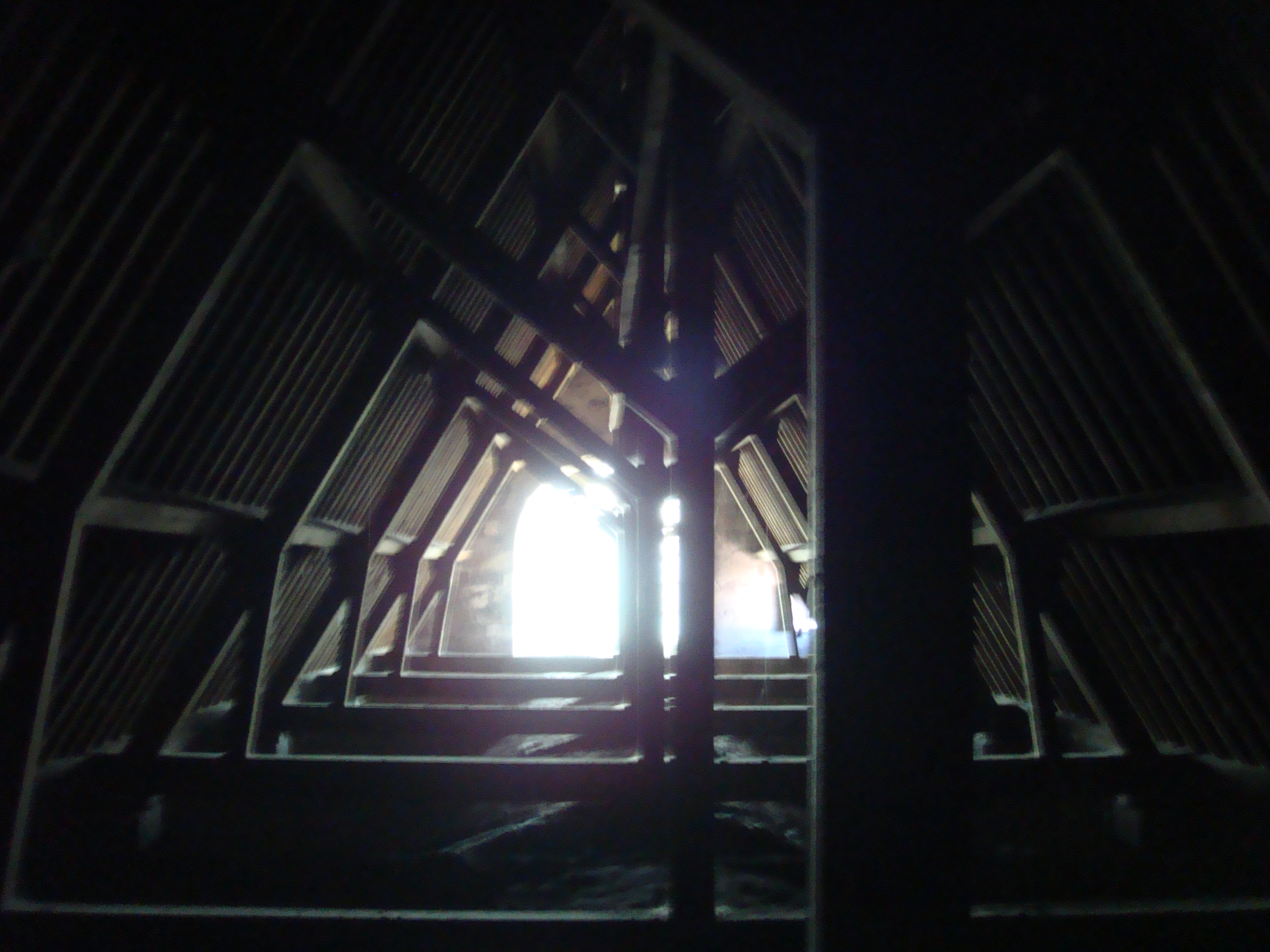
Charpentes de la toiture de la cathédrale.

## Les vitraux

### Histoire des verrières de Notre-Dame

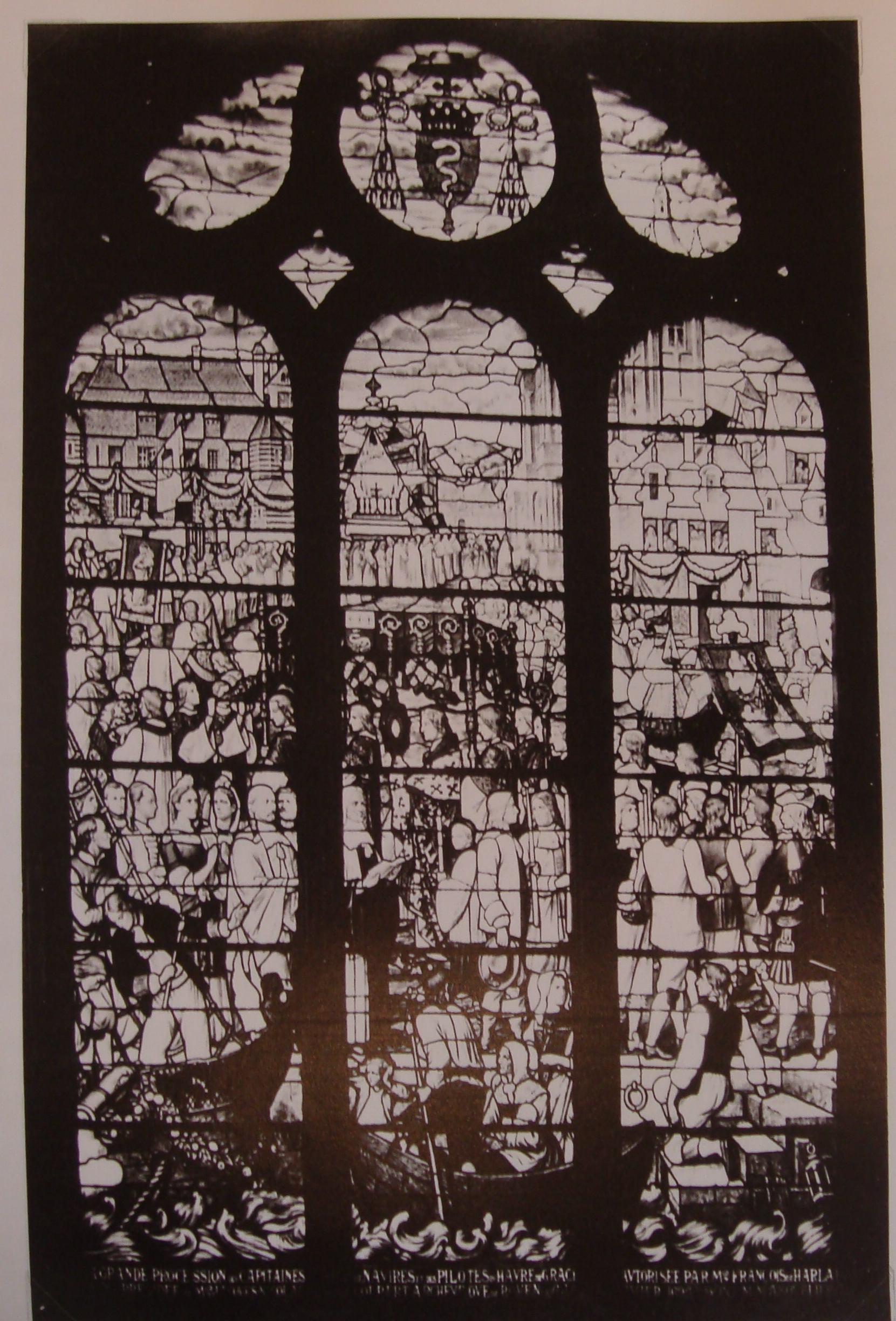
Un des vitraux détruits. La grande procession des pilotes. La procession débute près du logis du roi, pour aller à Notre-Dame.

Dans les deux premières chapelles, les verrières n'étaient que de simples carreaux en verre. L'église Notre-Dame (le troisième bâtiment), après sa construction, est vite pourvue de vitraux ornés de blasons de grandes personnalités de la ville (celles de certains gouverneurs de la ville par exemple) et décorés de leur saint-patron, comme saint Georges, saint André, sainte Anne, etc.
Les bombardements de 1694 et de 1759 endommagent certains vitraux. En 1768, toutes les verrières de l'église sont restaurées. Mais pendant la Révolution, tous les vitraux sont détruits. Par la suite, les baies vitrées seront ornées de vitraux blancs. Dans la deuxième moitié du XIXe siècle, l'abbé Duval contacte le maître-verrier Boullanger pour faire une verrière à la baie au centre de l'abside (réalisée en 1876) ; le curé lui donne comme thème de vitrail, le couronnement de la Vierge. Puis il appelle le maître-verrier Didron, qui fait les vitraux de la grande procession des capitaines et des pilotes en 1696 (posé dans l'église le 22 mars 1877), et du bombardement du Havre par les Anglais en 1759 (verrière posée le 19 décembre 1877).
Puis les deux derniers n'étant plus disponibles, l'abbé Duval fait appel au maître-verrier Duhamel-Marette d'Évreux. Celui-ci construit seize verrières ; à noter qu'un vitrail a été posé en 1881 par les ateliers Lorin de Chartres, alors dirigés par leur fondateur, le maître-verrier Nicolas Lorin. Le dernier vitrail a été posé en 1889. En 1925, l'abbé Alleaume (curé de Notre-Dame) se plaint à la municipalité du Havre d'actes de vandalisme : des enfants cassent des vitraux.
En 1941 lors d'un bombardement, tous les vitraux sont soufflés. Les débris de verres sont laissés éparpillés autour de l'église, et en 1944, le bombardement de septembre va mêler ces débris avec les ruines de la ville. Les morceaux de vitraux sont entreposés dans un hangar de la région parisienne, et la municipalité havraise demanda à l'atelier Michel Durand de restaurer tous les vitraux, mais le fait que les bombardements de 1944 ont endommagé les débris eux-mêmes, a rendu la restauration trop difficile, et seules deux verrières ont pu être récupérées. En 1974, l'atelier Michel Durand (maître verrier à Orly) est chargé par la municipalité de faire des vitraux ; la paroisse prend en charge les trois vitraux décorés de l'abside.

### Les vitraux duXIXesiècle
| N° | Date de pose (sauf indication contraire) | Auteur (maître-verrier)    | Titre de l’œuvre                                                                                    | Emplacement de la verrière                          | Donateur (la personne qui a payé pour la paroisse) |
| -- | ---------------------------------------- | -------------------------- | --------------------------------------------------------------------------------------------------- | --------------------------------------------------- | -------------------------------------------------- |
| 1  | 1876                                     | Boulanger (de Rouen)       | Le couronnement de la Vierge                                                                        | Abside, centre                                      | Berard                                             |
| 2  | 23 mars 1877                             | E. Didron (de Paris)       | La grande procession des capitaines et des pilotes au Havre de Grâce en 1696                        | Abside, à gauche (travée oblique)                   | Masquelier                                         |
| 3  | 19 décembre 1877                         | E. Didron                  | Le bombardement du Havre par les Anglais en 1759                                                    | Abside à droite (travée oblique)                    | Masurier                                           |
| 4  | février 1879                             | Duhamel-Marette (d'Évreux) | Notre Seigneur et les disciples à Emmaüs                                                            | Chapelle de Monsieur le curé                        | Grave                                              |
| 5  | 2 mars 1881                              | M.N. Lorin (de Chartres)   | Séjour et mort de Saint François Xavier en Inde                                                     | Chapelle Saint-François-Xavier                      | Le Fraper                                          |
| 6  | 30 avril 1881                            | Duhamel-Marette            | La visite d'Henri IV au Havre en 1601                                                               | abside, extrême droite (dans le chœur actuel)       | Ancel                                              |
| 7  | Idem                                     | Duhamel-Marette            | La messe de la Réduction                                                                            | abside, extrême gauche                              | Ancel                                              |
| 8  | 3 décembre 1881                          | Duhamel-Marette            | Le baptême de Notre Seigneur (tympan : le baptême de Clovis)                                        | Chapelle des fonts                                  | Fautrel                                            |
| 9  | 27 mai 1882                              | Duhamel-Marette            | La Sainte-Famille                                                                                   | ?                                                   | ?                                                  |
| 10 | idem                                     | Duhamel-Marette            | L'atelier de Saint Joseph                                                                           | ?                                                   | ?                                                  |
| 11 | 12 août 1882                             | Duhamel-Marette            | Jésus bénissant les enfants                                                                         | Chapelle de Sœurs                                   | Ysnel                                              |
| 12 | 26 juin 1883 (date de commande)          | Duhamel-Marette            | Présentation de Notre Seigneur au temple                                                            | Chapelle du Mont Carmel                             | Oursel                                             |
| 13 | ?                                        | Duhamel-Marette            | Le Denier et la Veuve                                                                               | Rosace des tambours (probablement rose du transept) | ?                                                  |
| 14 | ?                                        | Duhamel-Marette            | Le pharisien et le publicain                                                                        | idem                                                | ?                                                  |
| 15 | août 1883 (date de commande)             | Duhamel-Marette            | La pêche miraculeuse                                                                                | ?                                                   | ?                                                  |
| 16 | novembre 1887                            | Duhamel-Marette            | Saint Paul prêchant devant l'aréopage                                                               | Chapelle Saint-Charles Borromée                     | Mousset                                            |
| 17 | novembre 1887                            | Duhamel-Marette            | Le martyre de Saint Étienne (+ un petit vitrail de l'assomption de Grâce de Honfleur                | Chapelle Saint-Charle Borromée                      | Mousset                                            |
| 18 | ?                                        | Duhamel-Marette            | Saint Louis portant la Couronne d'épines (tympan : Saint-Louis recevant la bénédiction de l'évêque) | ?                                                   | Perquer                                            |
| 19 | 24 mars 1888                             | Duhamel-Marette            | Saint Pierre guérissant un paralytique à la porte du temple                                         | ?                                                   | Perquer                                            |
| 20 | 29 août 1888                             | Duhamel-Marette            | Priez pour les vivants et pour les morts                                                            | ?                                                   | ?                                                  |
| 21 | décembre 1889                            | Duhamel-Marette            | Le sacre de Charles VII à Reims (tympan : martyre de Jeanne d'Arc)                                  | Chapelle du Calvaire                                | Odinet                                             |
| 22 | 1889                                     | Duhamel-Marette            | ?                                                                                                   | ?                                                   | ?                                                  |

Parmi ces verrières, il y en avait une qui représentait le gouverneur du Havre accueillant les blessés des bombardements du Havre en 1759 par la Royal Navy.
- La verrière de la procession des capitaines et des pilotes : la procession est près du logis du roi, et se dirige vers l'église Notre-Dame, avec les bannières en tête portées par les pilotes et précédées par le clergé dont un évêque (certainement l'archevêque de Rouen). Des marins portent des dais à plusieurs crosses. Les marins, membres de la confrérie des capitaines du Saint-Sacrement (des officiers : capitaines, maîtres et pilotes), défilent cierges en mains. Le long des quais, il y a des embarcations avec des femmes et des enfants près d'un escalier[37].
- La verrière du sacre de Charles VII à Reims : le roi est agenouillé devant l'archevêque qui lui donne l'onction sacrée. Derrière est représentée Jeanne d'Arc dans son costume de guerre et tenant la bannière avec laquelle elle a pris Orléans. Au-dessus de la scène figurent des médaillons sur lesquels sont représentés des épisodes de la vie de Jeanne d'Arc, ainsi que sa mort. Le vitrail était placé dans la chapelle d'un bas-côté près de la chapelle du Calvaire[AMH 17].
- Pour les deux verrières qui ont subsisté, voir ci-dessous.

### Les vitraux de la cathédrale aujourd'hui
Toutes les verrières de la cathédrale sont sur une structure de trois lancettes, sauf les baies vitrées de la partie supérieure de la nef (sur un modèle classique), et les petites baies vitrées de la tour qui sont sur une structure de deux lancettes. Les baies d'arc en plein cintre prennent la forme de différents réseaux (par leurs meneaux) qui alternent : l'un possède des vestiges de flamme, et l'autre des lobes rayonnants de style Renaissance.
Les vitraux ont été réalisés en 1974, par le maître verrier Michel Durand. Deux seulement n'ont pas été détruits, ceux qui se trouvent au niveau des entrées de la sacristie, fabriqués par Duhamel-Marette, maître-verrier à Évreux. Un troisième aurait pu être refait, mais le projet fut abandonné car il n'y avait pas suffisamment de restes du vitrail ; il s'agit du vitrail de la procession des pilotes.
L'un des vitraux représente une messe en l'honneur de la reprise du Havre par l'armée royale en 1563 (il a été restauré récemment, mais des marques de cette restauration sont très visibles). Ce vitrail a pour légende :

« MESSE DE LA REDVCTION CELEBREE A L'EGLISE NOTRE DAME
EN MEMOIRE DE LA REPRISE DE LA VILLE EN 1563 »

Un blason porte l'inscription (toujours dans le bas du vitrail) :

« DONNE
A L'EGLISE
N.D. PAR Mme
JVLES ANCEL NEE
PIERRVGVE
1881 »

Un dernier blason représente une salamandre dans un feu (emblème du Havre, présent dans les armoiries de la ville) et la devise « Nutrisco et Extinguo » (devise donnée par François Ier à la ville du Havre)
L'autre vitrail représente une visite d'Henri IV au Havre dans la rue de Paris ; on y aperçoit la future cathédrale en chantier. À l'issue de sa visite, Henri IV a fait don d'un revenu pour accélérer la construction de l'édifice. Aujourd'hui, le vitrail commence à se détériorer (avec apparitions de trous, et fissures). Il a pour légende :

« L'AN 1603 LE ROI HENRI IV VISITANT LE HAVRE DE GRACE S'ARRETTE DEVENT L'EGLISE N.D. ALORS EN CONSTRVCTION
ET ACCORDE 150 LIVRES DE RENTE SVR LES GABELLES POVR L'ACHEVEMENT ET L'ENTRETIENT BATIMENT [sic] DE L'EGLISE »

Ce même vitrail porte également les mentions :

« DONNE A L'EGLISE
NOTRE-DAME PAR
Mr JVLES ANCEL
SENATEVR ANCIEN
MAIRE ET DEPVTE DV
HAVRE DE GRACE
1881 »

sur le coin inférieur gauche et

« VERRIERE
RESTAVRE
A
L'ATELIER
MICHEL
DVRAND
1976 »

sur le coin inférieur à droite.

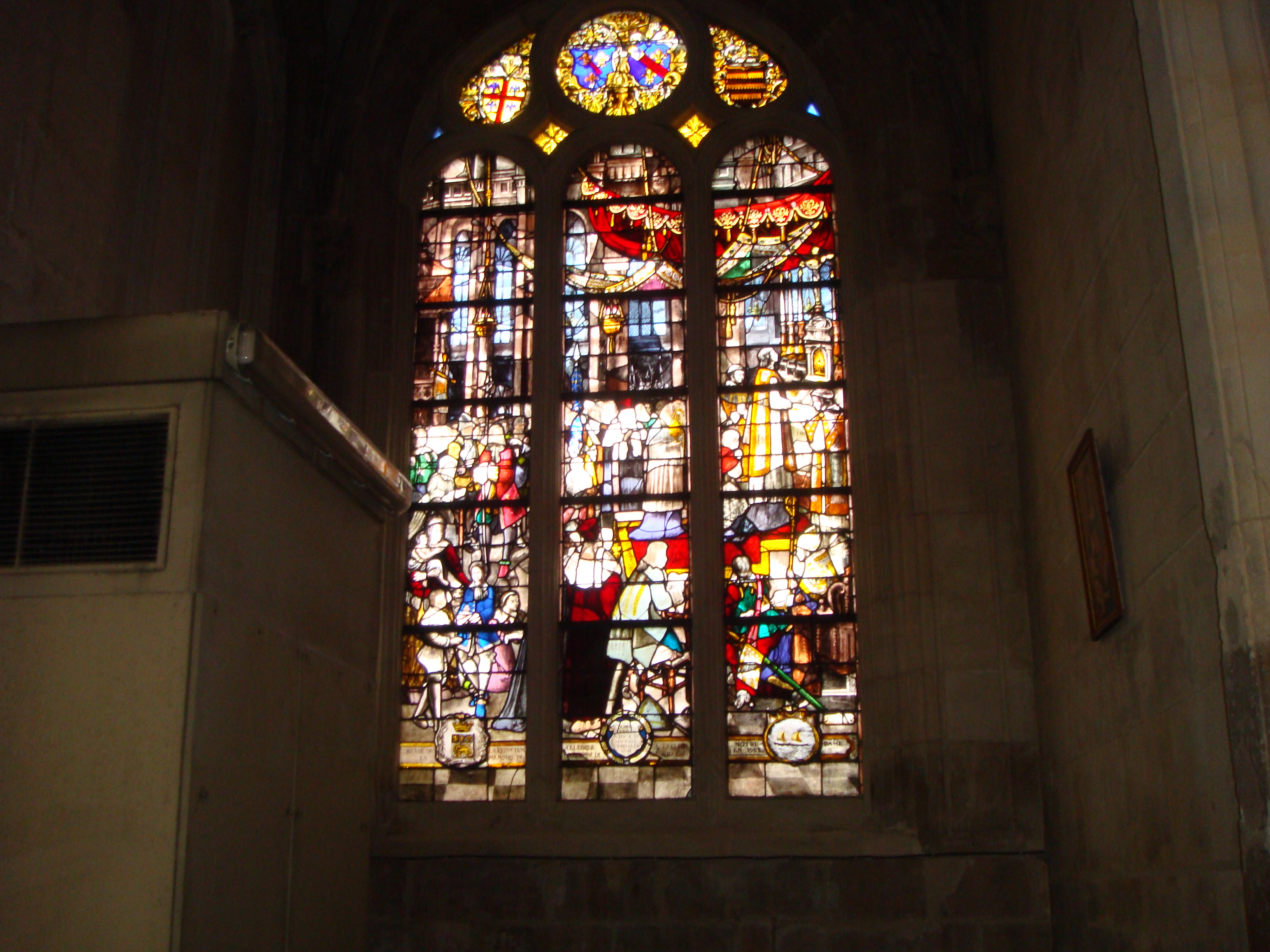
Vitrail représentant la messe donnée après la libération du Havre par les troupes royales, après l'invasion des Anglais.
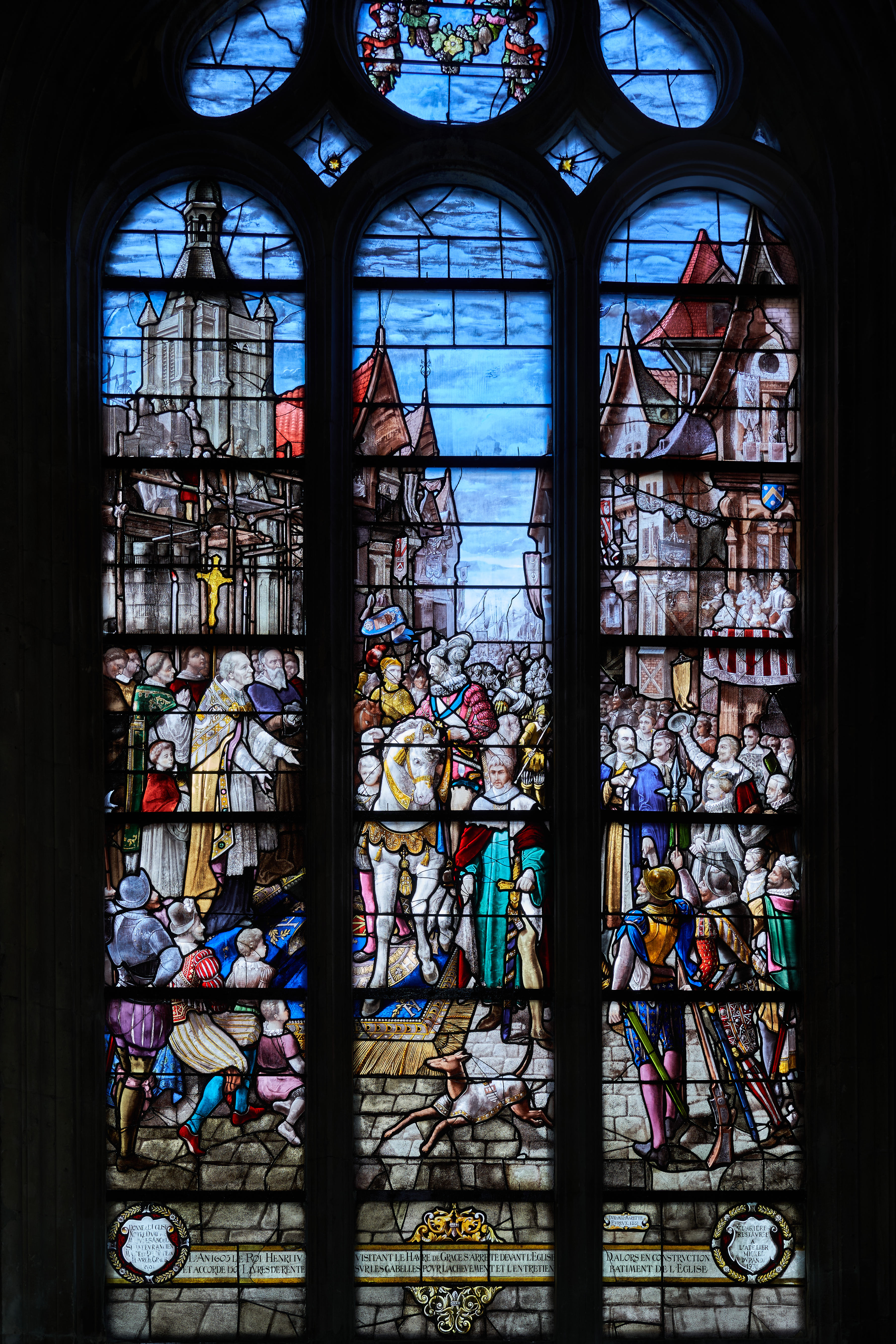
Visite d'Henri IV.
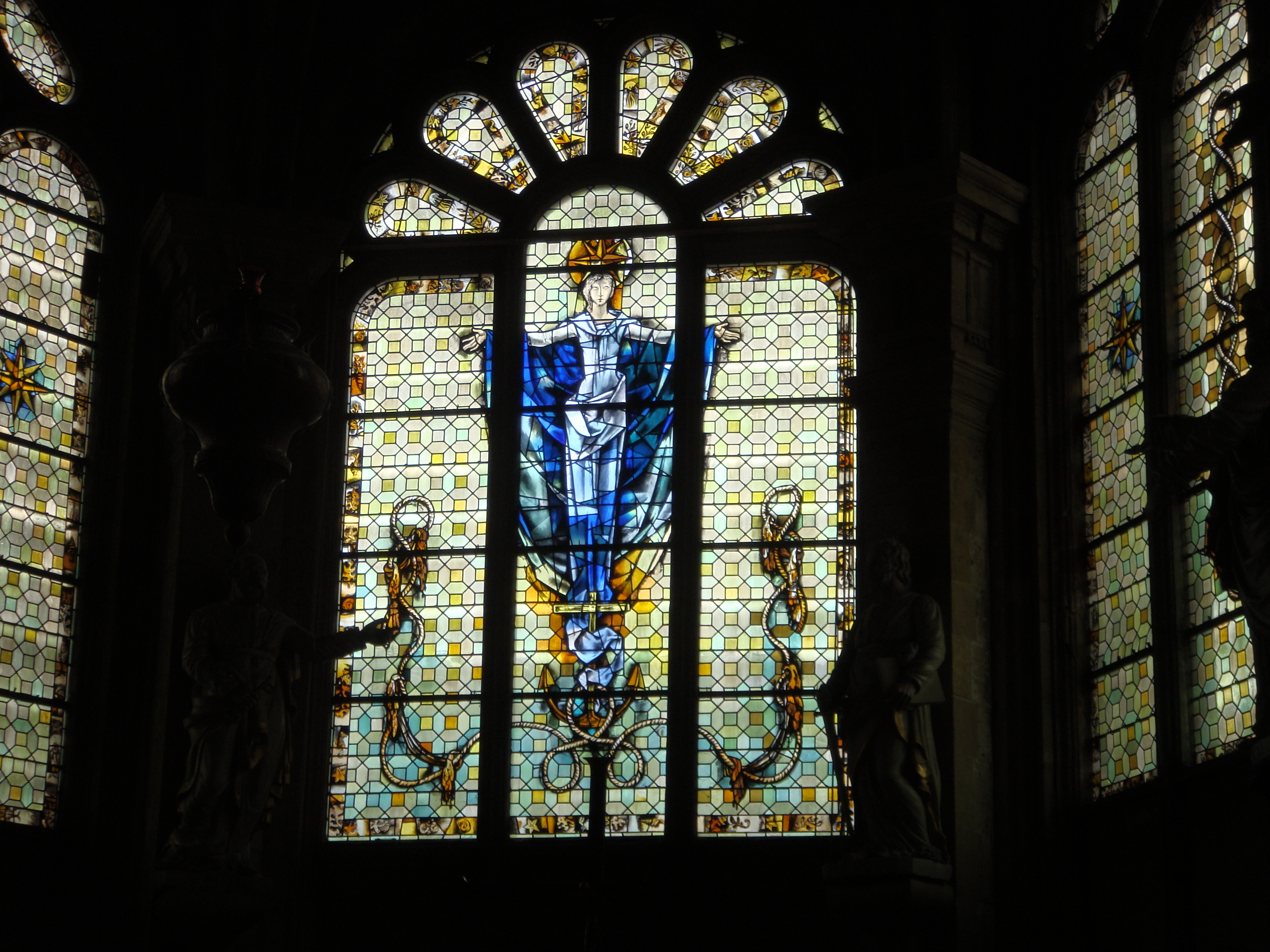
Vitrail représentant la Vierge Marie.

Sur le vitrail au fond du chœur (qui n'est pas d'origine), la Vierge Marie est représentée (Ave Maris Stella), fait par Michel Durand, maître verrier à Orly. Les autres vitraux sont simples et présentent des motifs maritimes (coquillages, étoiles de mer, etc.), mais sont en mauvais état à cause d'actes de vandalisme (jets de pierres, et tir à la carabine), du fait qu'ils ne sont pas munis de grillages protecteurs. Au niveau supérieur, les armatures de fer qui tiennent les vitraux, en rouillant, les endommagent également.
En 2010, la municipalité a prévu d'installer des grillages pour protéger les vitraux déjà cassés, bien qu'aucune restauration des vitraux ne soit prévue, malgré leur état.

## Les orgues de la cathédrale

### Le grand orgue
Les orgues ont été offertes par le cardinal de Richelieu, gouverneur de la ville, en 1637, selon la tradition ; d'ailleurs au-dessus, le blason du cardinal y est représenté. Mais les derniers historiens locaux, comme Georges Priem, mettent en doute cette idée, car finalement, il devrait s'agir d'un orgue financé par les dons des Havrais, et le blason fut apposé sur le buffet car en 1637 le cardinal de Richelieu fut gouverneur de la ville du Havre. Le grand orgue cache le vitrail situé au-dessus de l'entrée principale, car il n'y avait pas d'orgue à cet endroit à l'origine (mais la partie supérieure du vitrail peut être vue lorsqu'on se place sous la toiture de l'édifice). Endommagées lors des bombardements de 1944, les grandes orgues ont dû être rénovées.
Cette rénovation s'est terminée en 1980, date de leur inauguration. Les parties sombres (en bois) sont les pièces d'origine qui ont pu être restituées (notamment deux sculptures sous les orgues) ; le reste a été refait dans du nouveau bois. Quelques sculptures de bois qui les décoraient n'ont pas été restituées. En dessous, l'orgue est soutenu par deux piliers d'ordre corinthien. L'organiste titulaire actuel est Jean Legoupil (fondateur du groupe vocal Arthur Honegger, et artiste reconnu dans la région et en France) qui est le premier organiste titulaire depuis la fin de restauration du grand orgue.

#### Historique
Offerte par le cardinal Richelieu, la construction du grand-orgue a duré de 1636 jusqu'à (vraisemblablement) 1637. Le buffet d'orgue, style renaissance, est construit par Simon Levesque,. Le jeu d'orgue, quant à lui, est livré par le facteur d'orgues Guillaume Lesselier (ou Lesselié). Ce dernier, facteur d'orgues irlandais résidant à Rouen, entretient le grand orgue jusqu'à sa mort, avec son « maître » Claude de Villars, qui après la mort de Lesselier, raccommode les orgues.
En 1670, Claude de Villars de Rouen effectue des travaux d'entretien. En 1670, les facteurs d'orgues rouennais Jacques Auber et Clément Lefebvre réparent le grand jeu d'orgue; en 1691, l'organiste de Notre-Dame de Rouen, Boivin, vérifie le résultat de cette réparation. Lors du bombardement de 1694, le grand orgue n'est pas endommagé.
En 1712, le « sieur » Renault (ou Renaud), facteur d'orgues à Rouen, raccommode les orgues. En 1736, Clément Lefebvre revient pour ajouter au jeu primitif un bourdon de 8, et entretient l'orgue, tout en effectuant des travaux d'entretien en 1756 et en 1766. Le grand orgue est épargné par les bombardements de 1759, malgré les importants dommages subis par l'édifice. En 1779, le facteur d'orgues rouennais Jean-Baptiste Nicolas Lefevre effectue d'importants travaux de restauration : tous les jeux d'orgues sont démontés pour être nettoyés et remis en état, certains d'entre eux devant être refaits à neuf.
En 1803, le facteur d'orgues Weickart et l'organiste rouennais Broche effectuent de petits travaux d'entretien. En 1845, d'imposants travaux sont effectués par la maison Daublaine Callinet : nettoyage de tous les tuyaux, modification de la soufflerie et quelques modifications du jeu. La cathédrale et le grand orgue passent la révolution de 1848 sans encombre. En 1861, la Maison Merklin Schütze de Paris entreprend un travail de « relevage et d'amélioration de l'orgue de Tribune de Notre-Dame du Havre » qui se termine à Pâques 1862 ; les jeux d'orgues sont modifiés.
En 1884, Mgr Duval (à l'époque curé de Notre-Dame du Havre) appelle la maison de Nicolas Duputel (facteur d'orgues rouennais) pour un relevage complet de l'orgue. En 1927, une réfection totale, ainsi que quelques modifications, est menée par le facteur d'orgues Charles Reinburg, jusqu'en 1928. Comme il ne peut pas terminer lui-même les travaux, les organiers Geo et (son frère) Joseph Wolff terminent cette réfection. Lors du bombardement de la ville, le grand orgue disparaît dans la destruction partielle de la nef.
Le buffet peut être été reconstitué grâce à d'anciennes photos et quelques morceaux trouvés parmi les débris de la cathédrale : le 7 mars 1949, le conseil municipal décide la reconstruction totale du grand orgue, mais cette décision n'est effective qu'en 1980. Il y eut des problèmes administratifs à la reconstruction du grand-orgue, car sa destruction n'était mentionnée dans aucun rapport des destructions de l'église Notre-Dame. Le buffet d'orgue est reconstruit par l'ébéniste Jean-Pierre Francelli, et la partie instrumentale par Théo Haerpfer. En 2010, pour fêter le trentenaire de l'orgue reconstruit, des concerts d'orgues ont été organisés dans un style festif, avec notamment la présence d'une messe d'anniversaire.
| Organiste(s) titulaire(s)                   | Dates                           |
| ------------------------------------------- | ------------------------------- |
| Jean Le Tournois                            | 1639-1641                       |
| Pierre Devaux                               | 1641-1651                       |
| Pierre Colombel (inhumé dans la cathédrale) | 1652-1657                       |
| Nicolas Le Vavasseur                        | 1657-1681                       |
| De Montigny et Enouf                        | 1681-1734                       |
| J.C. Frérot                                 | 1734-1788                       |
| J.B. Desprès                                | 1788-1791                       |
| Darrey                                      | 1791-1802                       |
| Delevinois - Riguier - Meunier              | 1803-1851                       |
| Paul Lahure                                 | 1851-1880                       |
| A. Donnay                                   | 1880-1923                       |
| Ch. Legros                                  | 1923-1935                       |
| Jean Lefebvre                               | 1935-1978                       |
| Jean Legoupil                               | 1978-organiste titulaire actuel |

#### Anciennes compositions du grand orgue

##### Composition primitive du grand orgue
| Positif (54 notes) | Grand orgue (54 notes) | Récit (48 notes) | Pédales séparée (27 notes) |
| ------------------ | ---------------------- | ---------------- | -------------------------- |
| Montre 8           | Montre 16              | Bourdon 8        | Flûte 16                   |
| Flûte 8            | Bourdon 16             | Flûte 8          | Flûte 8                    |
| Bourdon 8          | Montre 8               | place libre      | Flûte 4                    |
| Doublette 2        | 1re Flûte 8            | Flûte harmonique |                            |
| Nazard 3           | 2e Flûte 8             | Prestant 4       |                            |
| Tierce             | Bourdon 8              | Cornet           |                            |
| Larigot            | Prestant 4             | Cor Anglais 16   |                            |
| Cromorne 8         | Doublette 2            | Voix humaine 8   |                            |
| 1re Trompette 8    | Nazard                 | Hautbois 8       |                            |
| 2e Trompette 8     | Cornet                 |                  |                            |
| Clairon 4          | Plein jeu              |                  |                            |
|                    | Bombarde 16            |                  |                            |
|                    | 1re Trompette 8        |                  |                            |
|                    | 2e Trompette           |                  |                            |
|                    | Clairon 4              |                  |                            |

##### Composition du grand orgue après les travaux de 1845 et 1862
| Positif (54 notes) | Grand orgue (54 notes) | Récit (42 notes) | Pédales séparée (27 notes) |
| ------------------ | ---------------------- | ---------------- | -------------------------- |
| Montre 8           | Montre 16              | Bourdon 8        | Bombarde 16                |
| Flûte 8            | Bourdon 16             | Flûte 8          | Trompette 8                |
| Bourdon 8          | Montre 8               | Gambe 8          | Clairon 4                  |
| Salicional 8       | Gambe 8                | Flûte 4          |                            |
| Prestant 4         | Flûte 8                | Cornet           |                            |
| Flûte bouché 4     | Bourdon 8              | Cor Anglais      |                            |
| Larigot            | Prestant 4             | Trompette 8      |                            |
| Cromorne           | Doublette 2            | Voix Humaine     |                            |
| Trompette 8        | Cornet                 | Hautbois         |                            |
| Clairon 4          | Plein jeu              |                  |                            |
|                    | 1re Trompette 8        |                  |                            |
|                    | 2e Trompette 8         |                  |                            |
|                    | Bombarde 16            |                  |                            |
|                    | Clairon 4              |                  |                            |

##### Composition du grand orgue en 1935, avant sa destruction en 1945
| Grand orgue (56 notes) | Récits (56 notes) | Positif (56 notes) | Pédale        |
| ---------------------- | ----------------- | ------------------ | ------------- |
| Montre 16              | Bourdon 8         | Bourdon 8          | Bombarde 16   |
| Bourdon 16             | Flûte 8           | Flûte 8            | Trompette 8   |
| Bourdon 8              | Flûte 4           | Flûte 4            | Violoncelle 8 |
| Prestant 4             | Diapason 8        | Gambe 8            | Flûte 8       |
| Gambe 8                | Voix Céleste 8    | Montre 8           | Flûte 4       |
| Salicional 8           | Voix humaine 8    | Unda Maris 8       | Flûte 16      |
| Montre 8               | Octavin 2         | COMBINAISON        |               |
| COMBINAISON            | COMBINAISON       | Clarinette 8       |               |
| Bombarde 16            | Clairon 4         | Trompette 8        |               |
| 1re Trompette 8        | Trompette 8       | Clairon 4          |               |
| 2e Trompette           | Basson 16         |                    |               |
| Clairon 4              | Cor Anglais 16    |                    |               |
| Doublette 2            | Plein jeu 3 rangs |                    |               |
| Cornet 5 rangs         | Basson Hautbois 8 |                    |               |
| Plein jeu 3 rangs      |                   |                    |               |

Ce qui donne 44 jeux, 13 pédales de combinaisons et 2 pédales expressives (Positif et Récit)
Les tuyaux d'orgues se répartissent comme ceci :
- Au grand orgue: 1076
- Au Positif: 532
- Au Récit: 460
- À la Pédale: 180

Soit au total 2648 tuyaux, dont 48 en façade.

#### Composition actuelle du grand orgue de la cathédrale
| Positif I (56 notes) | Grand orgue II (56 notes)  | Récit expressif III (56 notes) | Écho IV (56 notes)   | Pédale (32 notes)                |
| -------------------- | -------------------------- | ------------------------------ | -------------------- | -------------------------------- |
| Quintaton 16'        | Montre 16'                 | Flûte creuse 8'                | Cor de chamois 8'    | Flûte ouverte 16'                |
| Montre 8'            | Montre 8'                  | Bourdon 8'                     | Flûte à cheminée 4'  | Soubasse 16'                     |
| Bourdon 8'           | Flûte à fuseau 8'          | Salicional 8'                  | Nasard 2' 2/3        | Quinte 10' 2/3                   |
| Prestant 4'          | Flûte harmonique 8'        | Unda-maris 8'                  | Flûte à biberon 2'   | Bourdon 8'                       |
| Flûte douce 4'       | Prestant 4'                | Flûte 4'                       | Tierce 1' 3/5        | Principal 8 '                    |
| Nasard 2' 2/3        | Grosse tierce 3' 1/5       | Nasard 2' 2/3                  | Mixture II-III rangs | Octave 4'                        |
| Doublette 2'         | Doublette 2'               | Flûte 2'                       | Régale 16'           | Bombarde 16'                     |
| Tierce 1' 3/5        | Cornet V rangs             | Sifflet 1'                     | Musette 8'           | Trompette 8'                     |
| Larigot 1' 1/3       | Grande fourniture II rangs | Basson 16'                     |                      | Clairon 4'                       |
| Plein jeu VI rangs   | Plein jeu VI rangs         | Trompette harm. 8'             |                      |                                  |
| Trompette 8'         | Trompette 8'               | Voix humaine 8'                |                      | + Tir I, Tir II, Tir III en 8,4' |
| Cromorne 8'          | Clairon 4'                 | Basson hautbois 8'             |                      |                                  |
|                      |                            | Chamade 8'                     |                      |                                  |
|                      |                            | Clairon 4'                     |                      |                                  |
| Tremblant            | + I/II, + III/II           | Trompe marine (Cham) 8'        |                      |                                  |
|                      |                            | Tremblant                      |                      |                                  |
|                      |                            | + IV (tiroir)                  |                      |                                  |

Accouplements : Pos./G.O., Rec./G.O., Écho/Rec. (tiroir). Tirasses : Pos., G.O., Rec. 8' 4'. Tremblant Positif, Récit, Écho.
Depuis la reconstruction par Théo Haerpfer, l'organiste Jean Legoupil a ajouté d'autres jeux.

### L'orgue de chœur

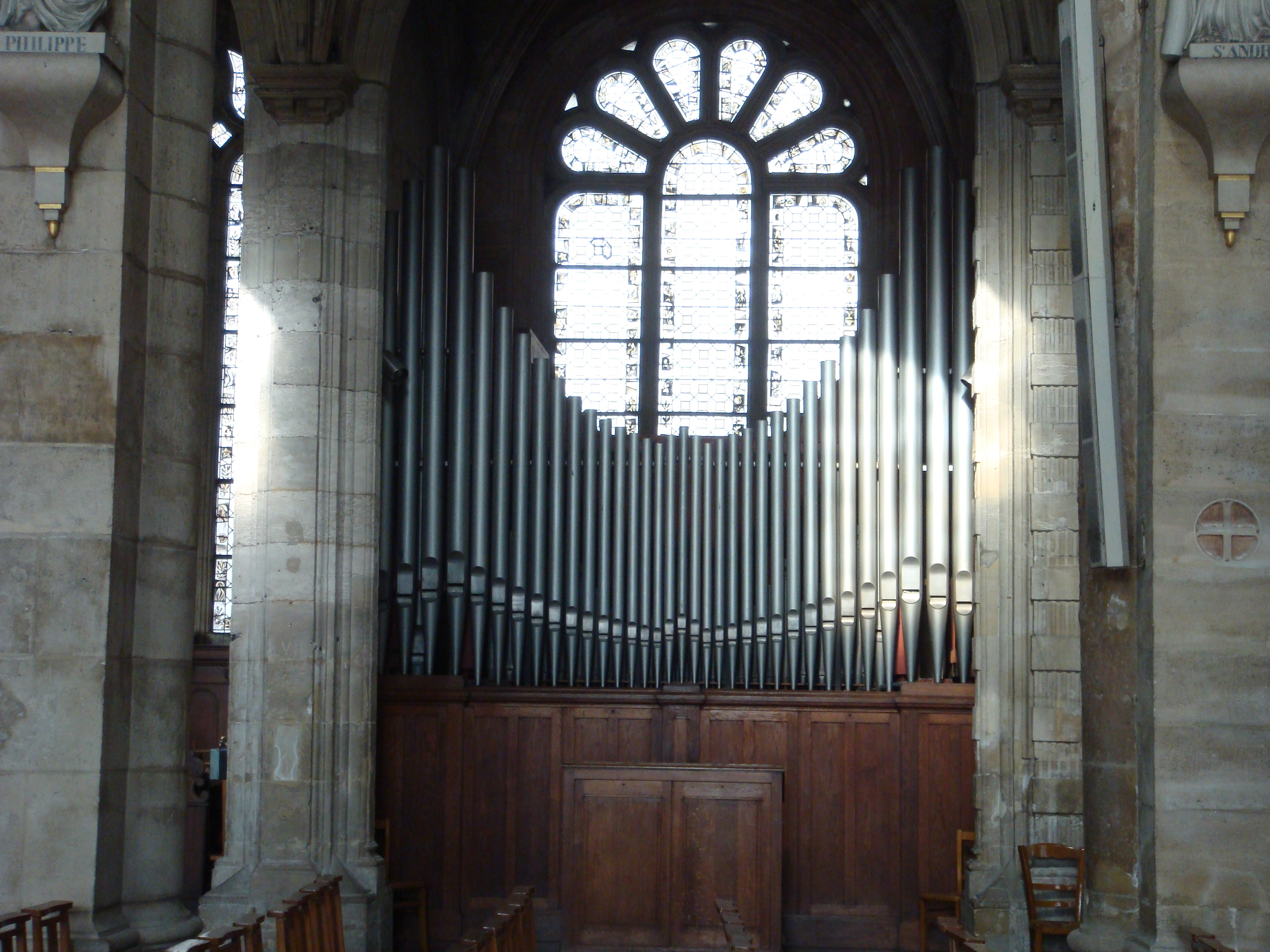
Orgue de chœur, dans une ancienne chapelle du bas-côté nord.

Cet orgue a été inauguré et bénit le 20 février 1955 par le chanoine Delacroix (vicaire général du diocèse de Rouen). Il se trouve dans une ancienne chapelle (non-restauré) ; avant que l'église ne devienne cathédrale, l'orgue de chœur se trouvait dans le fond de l'abside (place actuelle de la cathèdre).
Composition de l'orgue de chœur:
| Premier clavier (Grand Orgue) | 56 Notes              |
| ----------------------------- | --------------------- |
| Bourdon 16 pieds              | Prestant 4 pieds      |
| Montre 8 pieds                | Doublette 2 pieds     |
| Flûte harmonique 8 pieds      | Sesquialtera II rangs |
| Bourdon 8 pieds               |                       |

| Deuxième clavier (Récit expressif) | 56 notes               |
| ---------------------------------- | ---------------------- |
| Diapason 8 pieds                   | Principal doux 4 pieds |
| Cor de nuit 8 pieds                | Plein-Jeu IV rangs     |
| Gambe 8 pieds                      | Trompette 8 pieds      |
| Voix céleste 8 pieds               | Clairon 4 pieds        |

| Pédalier                    | 30 notes                |
| --------------------------- | ----------------------- |
| Soubasse (emprunt) 16 pieds | Basse (emprunt) 8 pieds |